# Galatasaray Istanbul

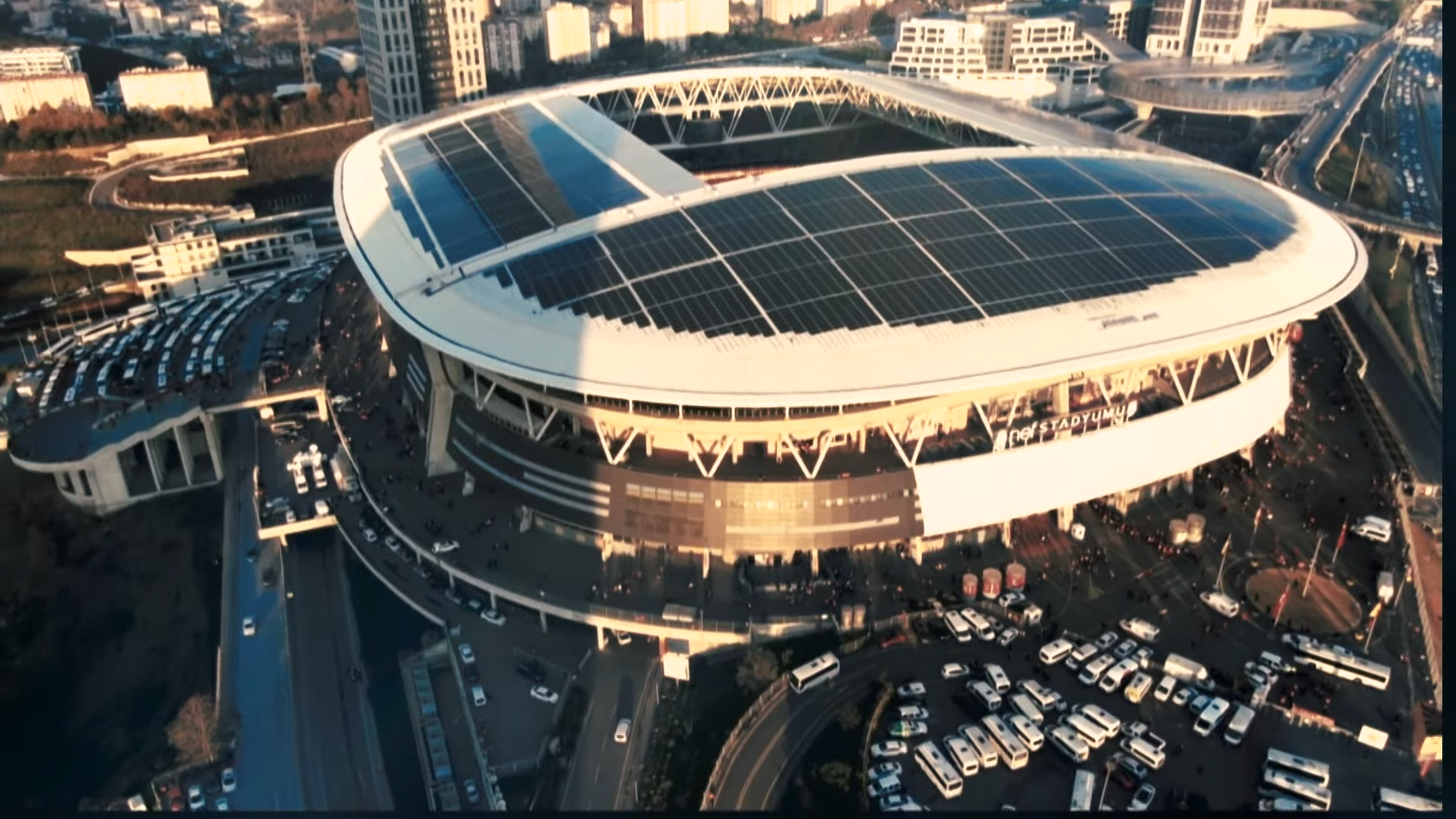
Der Rams Park, Heimstadion von Galatasaray Istanbul

Galatasaray Istanbul [ɡaɫatasaˈɾaj] (offiziell Galatasaray Sportif A.Ş.) ist ein türkischer Sportverein aus Beyoğlu in Istanbul, der am 1. Oktober 1905 gegründet wurde. Mit 25 Süper-Lig-Meisterschaften, 19 Pokalsiegen und 17 gewonnenen Supercups ist er der erfolgreichste Fußballverein in der Türkei der Post-1959-Zeiten. Galatasaray gehört seit 1959 ununterbrochen der Süper Lig an und belegt in der Ewigen Tabelle der Süper Lig hinter Fenerbahçe Istanbul den zweiten Platz. Einmalig für eine türkische Mannschaft sind der Gewinn des UEFA-Pokals und des UEFA Super Cups im Jahr 2000.
Im Volksmund und von den Fans wird die Mannschaft oft Aslanlar (die Löwen), Sarı Kırmızılılar (die Gelb-Roten) oder Cim Bom [dʒɪm ˈbɔm] genannt, wobei die Herkunft des dritten Slogans nicht ganz klar ist. Im deutschsprachigen Raum haben sich die Ortsbezeichnung Galatasaray Istanbul und die Abkürzung Gala eingebürgert, die jedoch in der Türkei in dieser Form nicht verwendet werden.

## Geschichte

### Gründung
Ähnlich wie das Galatasaray Lisesi trägt auch das Fußballteam die Eigenschaft, im türkischen Sport so etwas wie ein Pionier zu sein. Zu Beginn des 20. Jahrhunderts war der noch in den Kinderschuhen steckende türkische Fußball wenig mehr als ein loses Ballspiel ohne jegliche Regeln. Überhaupt wurden die ersten Fußballvereine von Ausländern gegründet, wie der 1901 entstandene „Kadiköy Football Club“, ins Leben gerufen von Engländern und Griechen, die in Konstantinopel lebten. Doch nur kurze Zeit später spaltete sich die Mannschaft aufgrund mehrerer Streitigkeiten in weitere Teams. Zunächst hatten aber alle den Charakter von Zusammenschlüssen der Minderheiten gemein, die untereinander Spiele austrugen. Zu den Zuschauern bei diesen Partien gehörten Schüler des Galatasaray Lisesi, welche aber vom Ablauf der Spiele enttäuscht waren und daher den Entschluss fassten, den Grundstein für einen eigenen Verein zu legen.

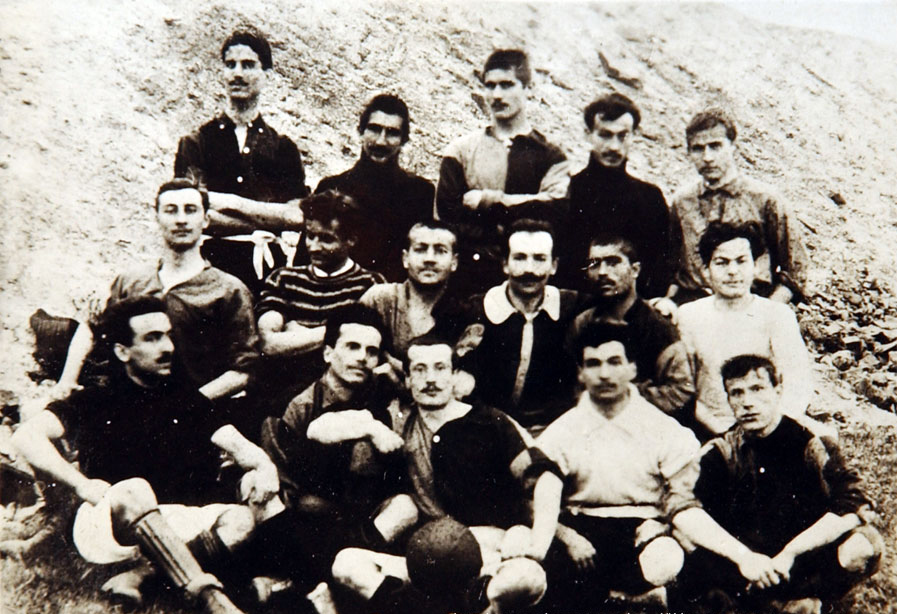
Das erste bekannte Foto der Gründer und Spieler vom 25. November 1906
von links nach rechts:
obere Reihe: Mazhar Arat, Asım Tevfik Sonumut, Milo Bakiç, Refik Cevdet Kalpakçıoğlu, Boris Nikolof
mittlere Reihe: Abidin Daver, Ullah Tulyos, Bekir Sıtkı Bircan, Nuri, Celal İbrahim, Kamil Kulaksızoğlu
untere Reihe: Tahsin Nahit, Ali Sami Yen, Emin Bülent Serdaroğlu, Reşat Şirvanizade, Mehmet Ali Tamay

Erster Präsident und Mitbegründer Ali Sami Yen formulierte den Satz: „Unser Ziel ist es, zusammen zu spielen wie die Engländer, eine Farbe und einen Namen zu besitzen und die nicht-türkischen Mannschaften zu schlagen.“ Nach intensiver Namenssuche einigte man sich auf Galatasaray, welcher während eines Spiels mit einem griechischen Verein aufgekommen sein soll, als das Publikum nach dem 2:0-Sieg der Studenten rief „Herren von Galatasaray!“ Der Name Galatasaray bedeutet übersetzt Palast von Galata. Galata ist ein Viertel des Istanbuler Stadtteils Beyoğlu.
Da es im Osmanischen Reich 1905 aber noch kein Gesetz gab, welches eine Registrierung möglich gemacht hätte, blieb man zunächst inoffiziell. Ab 1906 spielte Galatasaray als erstes türkisches Team in der İstanbul Futbol Ligi. In der Saison 1908/09 gewannen sie dort den ersten Titel. Die offizielle Registrierung erfolgte 1912, als eine solche Richtlinie eingeführt wurde.
| Inoffizielle Gründer (1905) - 1. Ali Sami Yen - 2. Asım Sonumut - 3. Emin Bülent Serdaroğlu - 4. Celal İbrahim - 5. B. Nikolof - 6. Milo Bakiş - 7. Pol Bakiş - 8. Bekir Sıtkı Bircan - 9. Tahsin Nahit - 10. Reşat Şirvanizade - 11. Hüseyin Hüsnü - 12. Refik Cevdet Kalpakçıoğlu - 13. Abidin Daver | Offizielle Gründer (1912) - 1. Ali Sami Yen - 2. Asım Sonumut - 3. Emin Bülent Serdaroğlu - 4. Celal İbrahim - 5. Bekir Sıtkı Bircan - 6. Reşat Şirvanizade - 7. Refik Cevdet Kalpakçıoğlu - 8. Abidin Daver |

### Vereinsfarben

Das erste Logo mit den arabischen Buchstaben Ghain und Sīn (bis 1923)

Am Anfang waren die Vereinsfarben Rot und Weiß, inspiriert von der türkischen Flagge. Da die Regierung damals aber noch repressiv auftrat, fühlte man sich schon bald damit unwohl, weswegen die Farben geändert wurden in eine Kombination aus Gelb und Schwarz. Aber auch diese Version hielt sich nicht, und so kam man zu den jetzigen Farben, Gelb und Rot. Ali Sami Yen erzählt dazu Folgendes: Nachdem wir viele Orte besucht hatten, kamen wir zum Geschäft von Yanko, dem Fetten, in Bahçekapı und wir sahen zufällig feinen, zweifarbigen Wollstoff. Eine Farbe war schön und dunkelrot und die andere war ein reifes Gelb, das Spuren von Orange trug. Der Geschäftsinhaber kombinierte die beiden Kleider mit einer geschickten Handbewegung. Es erschien eine leuchtendes Flackern, ähnlich dem Glänzen, das die Farbenfroheit von Kopf und Flügel eines Distelfinks hervorruft. Es war, als würden wir Farbenspiele im Feuer beobachten. Wir stellten uns die Flammen rot-gelben Feuers über unserem Team vor und dachten, dass es uns von Sieg zu Sieg tragen würde. Und das tat es auch.

### Die Jahre vor der Gründung der Süper Lig (1905 bis 1959)

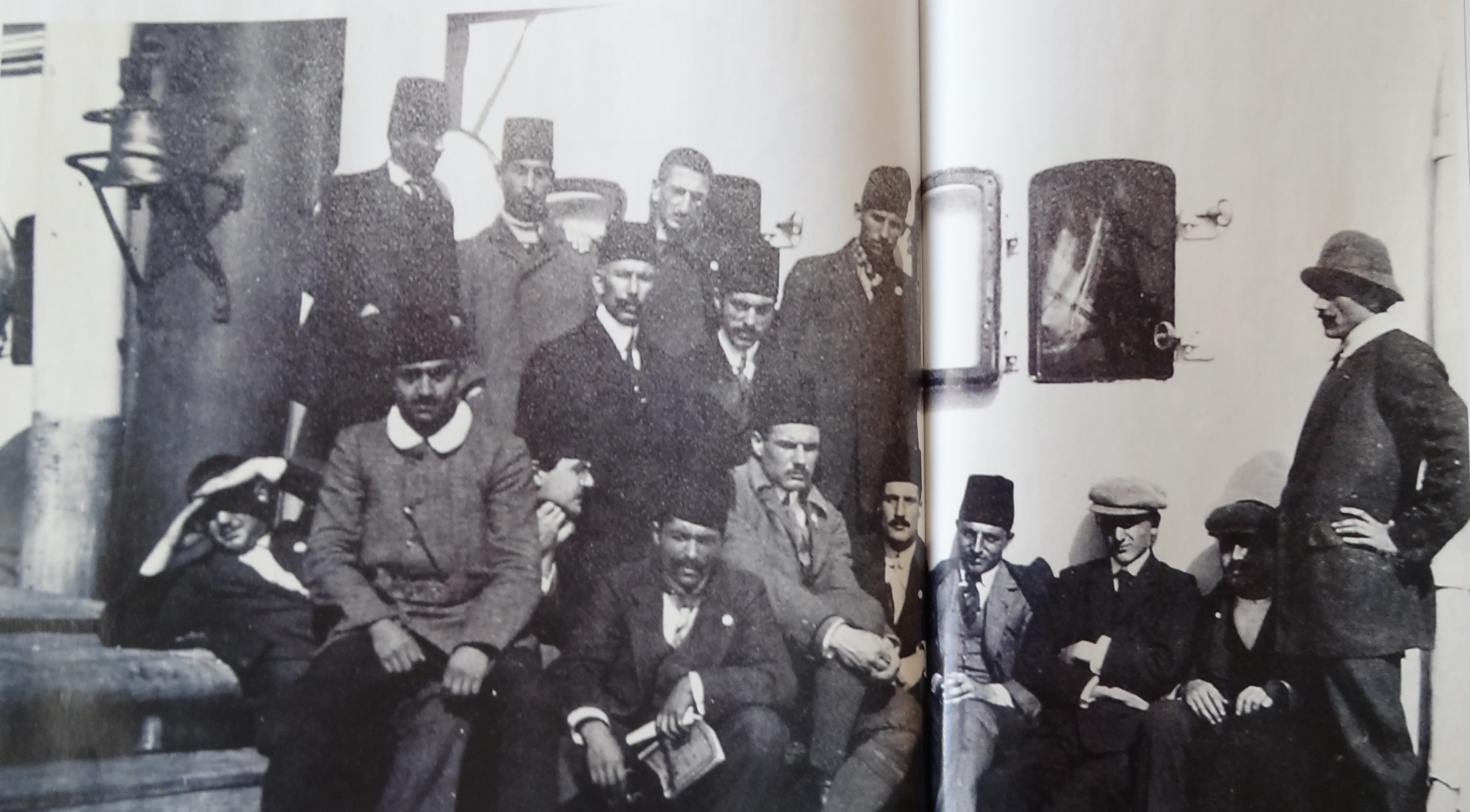
Galatasaray war im September 1911, die erste türkische Fußballmannschaft, die im Ausland ein Spiel bestritt. Die Mannschaft auf der Fähre Dacia.

Ein Jahr nach der Vereinsgründung nahm Galatasaray das erste Mal an der İstanbul Pazar Ligi (Istanbul Sonntagsliga) teil. Im ersten offiziellen Spiel der Vereinsgeschichte spielte Galatasaray gegen die britische Mannschaft HMS Imogene FC 1:1 unentschieden. Bei den fünf ausgetragenen Partien gelang den Gelb-Roten kein Sieg. 1909 gewann Gala zum ersten Mal die İstanbul Pazar Ligi. In derselben Saison traf Galatasaray zum ersten Mal auf seinen Stadtrivalen Fenerbahçe Istanbul. Das Spiel endete, durch zwei Tore von Emin Bülent Serdaroğlu, 2:0. Zwei Jahre später spielte Galatasaray als erste türkische Mannschaft eine Fußballpartie im Ausland. Der Gegner war die ungarische Mannschaft Klojvar.
Die Sonntagsliga gewann Galatasaray vier Mal. In der Saison 1914/15 wurde neben den Gelb-Roten auch der Rivale Fenerbahçe Sieger dieser Spielzeit. Aufgrund der hohen Anzahl der Vereine in dieser Spielzeit wurde die Liga in zwei Meisterschaften unterteilt. Als zweite Meisterschaftsrunde kam einmalig die İstanbul Şampiyonluğu Ligi dazu. Die İstanbul Pazar Ligi endete 1915 und es folgte die sogenannte İstanbul Cuma Ligi (Istanbul-Freitagsliga). Die İstanbul Cuma Ligi wurde acht Jahre lang ausgetragen. Aufgrund der Besetzung von Istanbul fand die Freitagsliga von 1918 bis 1920 nicht statt. Galatasaray gewann die Istanbul-Freitagsliga zweimal.
Ab 1923 wurde die Istanbul-Stadtmeisterschaft als İstanbul Futbol Ligi ausgetragen, bis 1951 wurden die Gelb-Roten je sechsmal Stadtmeister. Am 20. November 1925 gelang Gala mit einem 20:0-Sieg das höchste Ergebnis in diesem Ligawettbewerb. Fünf Jahre nach der Gründung der Türkei wurde zu Ehren von Mustafa Kemal Atatürk der Gazi Büstü Kupası (Gazi-Büste-Pokal) veranstaltet. Dieser Pokal war der erste und einzige zu Lebzeiten von Atatürk. In diesem Finale traf Galatasaray im Taksim-Stadion auf Fenerbahçe. Im Hinspiel endete die Partie 3:3 (1:3). Das Rückspiel gewann die Mannschaft von Billy Hunter deutlich mit 4:0.
Die Türkiye Futbol Şampiyonası (Türkische Fußballmeisterschaft), welche die erste landesweite Ligameisterschaft im türkischen Fußball war, wurde von 1924 bis 1951 ausgetragen. Galatasaray Istanbul gewann diesen Wettbewerb nicht. Das beste Ergebnis erzielten die Gelb-Roten 1949 als Vizemeister hinter MKE Ankaragücü. 1937 wurde mit der Millî Küme, die zweite landesweite Ligameisterschaft gegründet. Galatasaray gewann zwei Jahre später zum Ersten und einzigen Mal eine nationale Meisterschaft vor der Gründung der Süper Lig. Necdet Erdem von Ankara Demirspor, griff den Schiedsrichter Tarık Özerengin mit einem Faustschlag an. Erdem erhielt die Rote Karte und das Spiel wurde in der 78. Spielminute für beendet erklärt. Galatasaray wurde vom türkischen Fußballverband zum Sieger ernannt. In der gleichen Spielzeit wurde Cemil Erlertürk gemeinsam mit Hakkı Yeten (Beşiktaş Istanbul) Torschützenkönig.
Der türkische Fußballverband verkündete mit dem Einverständnis der türkischen Regierung am 24. September 1951 den Spielbetrieb der İstanbul Profesyonel Ligi. Zur Teilnahme waren sowohl professionelle als auch Amateurmannschaften aus Istanbul mit mindestens sechs Profispielern berechtigt. Die erste Spielzeit begann im Januar 1952 mit einer Hin- und Rückrunde. In der Saison 1954/55 gewann Gala die Meisterschaft vor Beşiktaş Istanbul. Ali Beratlıgil wurde mit 15 Toren Torschützenkönig und hatte einen großen Anteil am Titelgewinn. Mit Metin Oktay von Izmirspor wurde zu Saisonbeginn ein talentierter Stürmer von Cheftrainer Gündüz Kılıç gesichtet und verpflichtet. In der Nachfolgenden Spielzeit wurde der Titel verteidigt. Oktay wurde in seiner ersten Saison im Gelb-Roten-Trikot Torschützenkönig. Der Stürmer wurde in den drei folgenden Spielzeiten Torschützenkönig der İstanbul Profesyonel Ligi. Galatasaray gewann die İstanbul Profesyonel Ligi zum dritten und letzten Mal nach der Saison 1957/58.
Galatasaray nahm als erste türkische Fußballmannschaft in der Saison 1956/57 am Europapokal der Landesmeister teil. In der Vorrunde traf man auf Dinamo Bukarest. Das Hinspiel verloren die Türken 3:1. Im Rückspiel gewann die Mannschaft von Gündüz Kılıç 2:1, jedoch reichte das nicht aus. Von 1956 bis 1958 wurde die Federasyon Kupası ausgetragen. Die Gelb-Roten wurden in beiden Spielzeiten hinter Beşiktaş Istanbul Vizemeister.

### 1960er-Jahre
| Saison                                                                                                | Platz    | Tore  | Punkte |
| --- | -------- | ----- | ------ |
| 1959                                                                                                  | 2. Platz | 18:7  | 20     |
| 1959/60                                                                                               | 3. Platz | 74:23 | 58     |
| 1960/61                                                                                               | 2. Platz | 75:19 | 60     |
| 1961/62                                                                                               | 1. Platz | 52:18 | 57     |
| 1962/63                                                                                               | 1. Platz | 54:14 | 35     |
| 1963/64                                                                                               | 3. Platz | 49:27 | 42     |
| 1964/65                                                                                               | 3. Platz | 51:31 | 39     |
| 1965/66                                                                                               | 2. Platz | 53:20 | 42     |
| 1966/67                                                                                               | 3. Platz | 53:33 | 41     |
| 1967/68                                                                                               | 3. Platz | 44:36 | 36     |
| 1968/69                                                                                               | 1. Platz | 49:14 | 46     |
| gelb unterlegt: Türkischer Meister Weitere Einzelheiten siehe Saisonbilanzen von Galatasaray Istanbul |          |       |        |

Am 21. Februar 1959 wurde die Millî Lig als erste professionelle Liga der Türkei gegründet. Es nahmen zu Beginn nur Mannschaften aus Ankara, Istanbul und Izmir teil. In der ersten Spielzeit wurden 16 Mannschaften in zwei Gruppen aufgeteilt, Galatasaray nahm in der Roten-Gruppe teil. Unter dem schottischen Trainer George Dick erreichte die Mannschaft sieben Siege, sechs Unentschieden und eine Niederlage und qualifizierte sich als Gruppenerster für das Finale. Der Gegner im Finale um die Meisterschaft war der Stadtrivale Fenerbahçe Istanbul. Im Hinspiel gewann Galatasaray durch ein Tor von Metin Oktay das Spiel mit 1:0. Das Rückspiel verlor man durch die Tore von Yüksel Gündüz, Mustafa Güven, Naci Erdem und Şeref Has gegen Fenerbahçe mit 4:0. Fenerbahçe wurde der erste türkische Fußballmeister. In dieser Spielzeit wurde Metin Oktay mit 13 Toren der erste Torschützenkönig der neuen türkischen Fußballliga. In der Saison 1959/60 wurde Cimbom Tabellendritter und Oktay mit 33 Toren erneut Torschützenkönig. Am 9. Spieltag gewann Galatasaray vor heimischen Zuschauern gegen Altınordu Izmir mit 8:0, es ist bis heute der höchste Sieg Galatasarays in der Süper Lig. In 38 Spielen erzielte Galatasaray 27 Siege, 6 Unentschieden und verlor fünfmal und wurde mit einem Punkt Rückstand erneut hinter Fenerbahçe Vizemeister. 1961 wurde Gündüz Kılıç, unter den Gala-Fans Baba Gündüz genannt, als neuer Cheftrainer verpflichtet. Am 10. Juli 1961 verließ Oktay Galatasaray und wechselte nach Italien zu US Palermo sein Trainer dort war Leandro Remondini. Somit war Oktay nach Şükrü Gülesin, Bülent Esel, Bülent Eken und Lefter Küçükandonyadis der fünfte türkische Fußballspieler, welcher in Italien anheuerte. Trotz dieser entstandenen Lücke im Angriff wurde am Ende der Saison die Mannschaft unter Trainer Gündüz Kılıç und Co-Trainer Coşkun Özarı zum ersten Mal türkischer Meister. Außerdem qualifizierte sich die Mannschaft zum zweiten Mal nach 1956 für den Europapokal der Landesmeister.

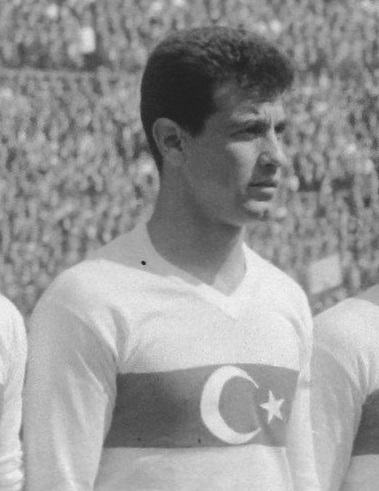
Metin Oktay wurde in der Süper Lig sechsmal Torschützenkönig.

Zum Beginn der Spielzeit 1962/63 kehrte Metin Oktay nach nur einem Jahr zurück. Außer der Rückkehr des Stürmers wurde in dieser Saison der türkische Fußballpokal eingeführt und man nahm am Europapokal der Landesmeister teil. Des Weiteren wurden für diese Milli-Lig-Saison die Statuten verändert. Die Liga wurde in zwei Gruppen à elf Mannschaften aufgeteilt, die sechs besten beider Gruppen spielten in der Meisterschaftsrunde um die Meisterschaft. Galatasaray als Titelverteidiger qualifizierte sich als Gruppenerster für die Meisterschaftsrunde und wurde am Ende der Spielzeit erneut Meister vor Beşiktaş. Neben der gewonnenen Meisterschaft feierte die Mannschaft den Gewinn des türkischen Pokals. Die Mannschaft von Kılıç besiegte im Finale Fenerbahçe im Hin- und Rückspiel mit jeweils 2:1. Die Teilnahme im Europapokal der Landesmeister verlief ebenfalls positiv. Die Gelb-Roten schafften es bis in das Viertelfinale und schieden gegen den Gewinner AC Mailand aus. Am 15. Spieltag der Saison 1963/64 wurde Coşkun Özarı zum zweiten Mal Cheftrainer bei Gala. Im Europapokal der Landesmeister schied man in der 1. Runde aus. Im Entscheidungsspiel gegen den FC Zürich musste nach der Verlängerung der Münzwurf den Sieger ermitteln und dieser lautete FC Zürich. Der Meistertitel wurde in dieser Spielzeit nicht verteidigt. Am Ende hatte Galatasaray 11 Punkte Rückstand auf Fenerbahçe und wurde Tabellendritter, jedoch wurde der türkische Pokal erneut gewonnen und der Verein qualifizierte sich zum ersten Mal für den Europapokal der Pokalsieger.

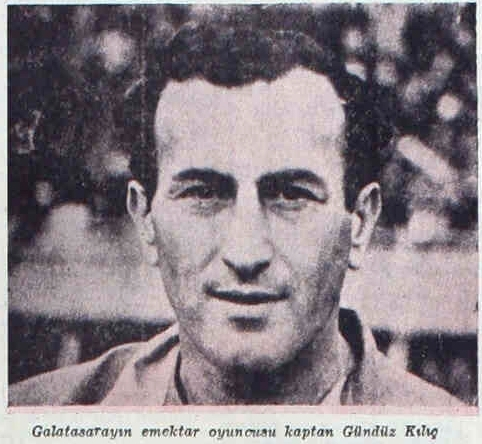
Cheftrainer Gündüz Kılıç wurde mit Galatasaray zweimal türkischer Meister und dreimal Pokalsieger.

In die Saison 1964/65 begann man mit Özarı, jedoch wurde er nach drei Ligaspielen und zwei Partien im Europapokal der Pokalsieger gegen SC Aufbau Magdeburg (heute 1. FC Magdeburg) auf Grund der Verpflichtung von Gündüz Kılıç entlassen. Galatasaray spielte sowohl im Hin- als auch im Rückspiel 1:1, es musste ein Entscheidungsspiel auf neutralem Boden stattfinden. Als Austragungsort wurde Wien festgelegt. Im Stadion Hohe Warte endete das Spiel ein drittes Mal mit 1:1. Die Entscheidung fiel durch Münzwurf, welchen Galatasaray gewann. In der darauffolgenden Runde begegnete man Legia Warschau, dort schieden die Türken aus. Von 1965 bis 1968 wurde Galatasaray in der Meisterschaft einmal Vizemeister (1966) und dreimal Dritter. Am Ende der Spielzeit 1966/67 verließ Gündüz Kılıç Galatasaray, sein Nachfolger wurde Bülent Eken. Der Pokal wurde 1965 und 1966 gewonnen. Das Meisterschaftsrennen der Saison 1968/69 wurde zwischen Galatasaray und Eskişehirspor ausgetragen. Am 16. März 1969 trafen die Mannschaften im Ali-Sami-Yen-Stadion aufeinander. Eskişehirspor begann die Partie offensiv und fand in den Spielminuten 22. und 25. durch Nihat Atacan zwei Tore. Galatasaray ging mit einem 2:0-Rückstand in die Halbzeitpause. Zur Zweiten Halbzeit wurde Atılay Özgür eingewechselt und traf unmittelbar nach Wiederanpfiff gegen seinen ehemaligen Arbeitgeber zum 1:2. Es war sein erstes und einziges Tor für die Rot-Gelben. Metin Oktay traf per Elfmeter in der 49. Minute zum 2:2 und das Spiel endete mit diesem Ergebnis.
Am letzten Spieltag mussten die Rot-Gelben zum Auswärtsspiel nach Ankara zu Şekerspor. Eskişehirspor spielte ebenfalls auswärts gegen Mersin İdman Yurdu. Vor diesem Spieltag führte Galatasaray die Tabelle mit einem Punkt Vorsprung an. Galatasaray besiegte Şekerspor mit 2:1, Eskişehirspor verlor gegen Mersin Idman Yurdu mit 2:0. Galatasaray wurde zum dritten Mal türkischer Meister. Metin Oktay wurde zum letzten Mal in seiner Karriere mit 17 Toren Torschützenkönig und beendete seine aktive Karriere. Cheftrainer der Meistermannschaft war Tomislav Kaloperović.

### 1970er-Jahre
| Saison                                                                                                | Platz    | Tore  | Punkte |
| --- | -------- | ----- | ------ |
| 1969/70                                                                                               | 8. Platz | 27:21 | 30     |
| 1970/71                                                                                               | 1. Platz | 51:18 | 42     |
| 1971/72                                                                                               | 1. Platz | 34:14 | 42     |
| 1972/73                                                                                               | 1. Platz | 47:12 | 47     |
| 1973/74                                                                                               | 5. Platz | 29:16 | 35     |
| 1974/75                                                                                               | 2. Platz | 36:24 | 38     |
| 1975/76                                                                                               | 3. Platz | 36:23 | 37     |
| 1976/77                                                                                               | 5. Platz | 36:26 | 33     |
| 1977/78                                                                                               | 3. Platz | 38:26 | 38     |
| 1978/79                                                                                               | 2. Platz | 47:17 | 41     |
| gelb unterlegt: Türkischer Meister Weitere Einzelheiten siehe Saisonbilanzen von Galatasaray Istanbul |          |       |        |

Die 1970er-Jahre begannen für Galatasaray Istanbul national nicht gut. Der amtierende Meister der türkischen Liga wurde Achter der Saison 1969/70. Im türkischen Pokal schied man im Viertelfinale gegen Eskişehirspor aus, und im Europapokal der Landesmeister gelang es der türkischen Mannschaft zum zweiten Mal in der Vereinsgeschichte ins Viertelfinale einzuziehen. Sie schied gegen Legia Warschau aus, weil Galatasaray im Hinspiel in Istanbul ein 1:1 und eine 0:2-Niederlage in Polen hinnehmen musste. Bester Torschütze der Mannschaft war Gökmen Özdenak mit 11 Toren. In der Spielzeit 1970/71 feierte Galatasaray am Ende der Saison seinen 4. Meistertitel. Das Team von Brian Birch wurde vor dem Stadtrivalen Fenerbahçe Istanbul, mit einem Punkt Vorsprung, Erster. Die Entscheidung um den Meistertitel fiel am letzten Spieltag. Fenerbahçe gewann sein letztes Spiel daheim gegen Beşiktaş Istanbul mit 1:0. Galatasaray wiederum gewann auswärts in Ankara gegen PTT mit 7:1. Fälschlicherweise erhielten die Fenerbahçe-Fans über das Radio die Information, dass PTT gegen Galatasaray mit 1:0 führen würde, die jedoch nicht der Wahrheit entsprach. Wie in der Saison zuvor schied Galatasaray im türkischen Pokal erneut im Viertelfinale gegen Eskişehirspor aus.
Der Verein beendete die Saison 1971/72 erneut auf dem 1. Platz und wurde zum fünften Mal türkischer Meister, jedoch war man in den Pokalwettbewerben wieder erfolglos. Im Europapokal der Landesmeister war gegen ZSKA Moskau bereits nach der 1. Runde Schluss, und auch im türkischen Pokal war das Viertelfinale zum dritten Mal infolge der Endpunkt. 1973 war der Titel-Hattrick vollendet. Zum ersten Mal in der Geschichte der Süper Lig gewann ein Klub dreimal hintereinander den Meistertitel. Brian Birch war der erste Trainer dem dies gelang. Das Double wurde in der Saison auch erreicht. Im türkischen Pokalfinale gewann man gegen MKE Ankaragücü im Hinspiel mit 3:1, und im Rückspiel reichte den Gelb-Roten ein 1:1-Unentschieden. Im Europapokal der Landesmeister kam gegen den FC Bayern München das frühe Aus. Im Hinspiel in der Türkei ging die Partie 1:1 zu Ende. Im Münchener Olympiastadion gab es eine 0:6-Niederlage. Gerd Müller (zweimal), Uli Hoeneß, Franz Beckenbauer, Edgar Schneider und Franz Roth trafen für die Bayern.
Die Saison 1973/74 verlief für Gala enttäuschend. Die Saison beendete man auf dem 5. Platz und war somit für die kommende Spielzeit nicht für die europäischen Wettbewerbe qualifiziert. Im Pokal schied man gegen Fenerbahçe im Halbfinale aus, und auch im Pokal der Landesmeister war gegen Atlético Madrid in Runde 1 frühzeitig Schluss. Im Sommer 1974 trennte sich Galatasaray von Birch und verpflichtete als neuen Trainer Jack Mansell. In der Saison 1974/75 wurde Galatasaray hinter Fenerbahçe Istanbul Vizemeister und sicherte sich zum ersten Mal die Qualifikation für den UEFA-Pokal. Im Pokal flog das Team gegen Boluspor im Viertelfinale raus. Nach der Saison wurde Mansell entlassen. Sein Nachfolger wurde Fethi Demircan. Demircan wurde in der darauffolgenden Spielzeit nach drei Spieltagen gefeuert. Don Howe wurde sein Nachfolger. Howe wurde nach zwei torlosen Unentschieden ebenfalls entlassen und durch seinen zuvor gefeuerten Vorgänger ersetzt. In der Saison 1975/76 gewann man den Meistertitel nicht, jedoch gelang es der Mannschaft, den türkischen Pokal nach Istanbul zu holen. Im Hinspiel des Finales gewann Trabzonspor mit 1:0 und im Rückspiel in Istanbul gab es durch ein Tor von Bülent Ünder ebenfalls einen 1:0-Sieg, diesmal für Galatasaray. Es kam zum Elfmeterschießen, welches Galatasaray für sich entschied. Galatasaray gewann zum sechsten Mal den türkischen Pokal. In dieser Spielzeit spielte Fatih Terim seine erste Saison als Spieler für Galatasaray. Im UEFA-Pokal schieden sie in der 2. Runde gegen Torpedo Moskau aus, vorher bezwang man Rapid Wien.
Die Saison 1976/77 lief erfolglos, man wurde Fünfter der Liga, im Pokal war im Viertelfinale gegen Orduspor Schluss, und im Europapokal der Pokalsieger wurde man in der 2. Runde gegen RSC Anderlecht sowohl im Hin- als auch im Rückspiel mit 1:5 deklassiert. Cheftrainer der Saison 1976/77 war Malcolm Allison. 1978 endete die Saison auf dem 3. Platz; damit war die Teilnahme für den UEFA-Pokal gesichert. Coşkun Özarı kehrte ein weiteres Mal auf den Trainerstuhl von Gala zurück. In der Saison 1978/79 wurde Galatasaray zum sechsten Mal in der Liga-Geschichte hinter Trabzonspor Vizemeister. Im türkischen Pokal schied man überraschend gegen MKE Kırıkkalespor in der 5. Runde aus. Im UEFA-Pokal war gegen West Bromwich Albion in der 1. Runde vorzeitig Ende.

### 1980er-Jahre
| Saison                                                                                                | Platz     | Tore  | Punkte |
| --- | --------- | ----- | ------ |
| 1979/80                                                                                               | 9. Platz  | 28:26 | 29     |
| 1980/81                                                                                               | 3. Platz  | 28:25 | 34     |
| 1981/82                                                                                               | 11. Platz | 26:26 | 32     |
| 1982/83                                                                                               | 3. Platz  | 50:33 | 44     |
| 1983/84                                                                                               | 3. Platz  | 54:29 | 44     |
| 1984/85                                                                                               | 6. Platz  | 34:28 | 36     |
| 1985/86                                                                                               | 2. Platz  | 57:20 | 56     |
| 1986/87                                                                                               | 1. Platz  | 55:24 | 54     |
| 1987/88                                                                                               | 1. Platz  | 89:35 | 90     |
| 1988/89                                                                                               | 3. Platz  | 76:31 | 69     |
| gelb unterlegt: Türkischer Meister Weitere Einzelheiten siehe Saisonbilanzen von Galatasaray Istanbul |           |       |        |

Ab dem 25. August 1979 wurde es türkischen Mannschaften verboten, ausländische Spieler zu verpflichten. Galatasaray Istanbul beendete seine erste Saison in den 1980er-Jahren mit einem 9. Platz, in dieser Saison wurde mit Coşkun Özarı, Turgay Şeren und Tamer Kaptan drei Trainern innerhalb einer Saison gekündigt. Zur Saison 80/81 übernahm mit Brian Birch wieder ein ausländischer Trainer das Kommando. Mit ihm wurde das Team in der nachfolgenden Spielzeit Dritter und man gewann den Pokal des Türkischen Sportjournalisten-Vereins. Nach zwei Jahren wurde der Transferverbot für ausländische Spieler aufgehoben. Galatasaray verpflichtete daraufhin die jugoslawischen Spieler Tarik Hodžić und Mirsad Sejdić. Außerdem wurde Raşit Çetiner von Fenerbahçe Istanbul verpflichtet, im Gegenzug wechselte Erdoğan Arıca zu den Gelb-Blauen. Die Amtszeit von Birch nahm in der Saison 81/82 nach zehn Spielen ein Ende. Günay Kayarlar übernahm die Mannschaft für zwei Spiele. Özkan Sümer wurde sein Nachfolger, und er beendete die Spielzeit mit seiner Mannschaft auf dem 11. Platz. Trotz der schlechten Platzierung in der Liga wurde man im gleichen Jahr Pokalsieger und Gewinner des Präsidenten-Pokals.
In den nächsten beiden Spielzeiten 82/83 und 83/84 gewannen die Gelb-Roten keinen Pokal. Am 10. Dezember 1983 erlebten die Zuschauer im Ali Sami Yen Stadyumu das torreichste Ligaspiel Galatasarays. Gala besiegte Adana Demirspor mit 9:2. Cheftrainer während der Saison 83/84 war Tomislav Ivić mit Mustafa Denizli wechselte ein erfahrener und gleichzeitig torgefährlicher Stürmer von Altay İzmir zu Galatasaray. Denizli verletzte sich während der Spielzeit schwer, weshalb er nur zu 15 Einsätzen kam und dabei drei Tore erzielte. Seine erste Saison für Galatasaray war auch gleichzeitig die letzte in seiner aktiven Karriere. Sein Sturmpartner Hodžić wurde mit 16 Toren Torschützenkönig. Er war der erste ausländische Spieler, dem diese Auszeichnung verliehen wurde.

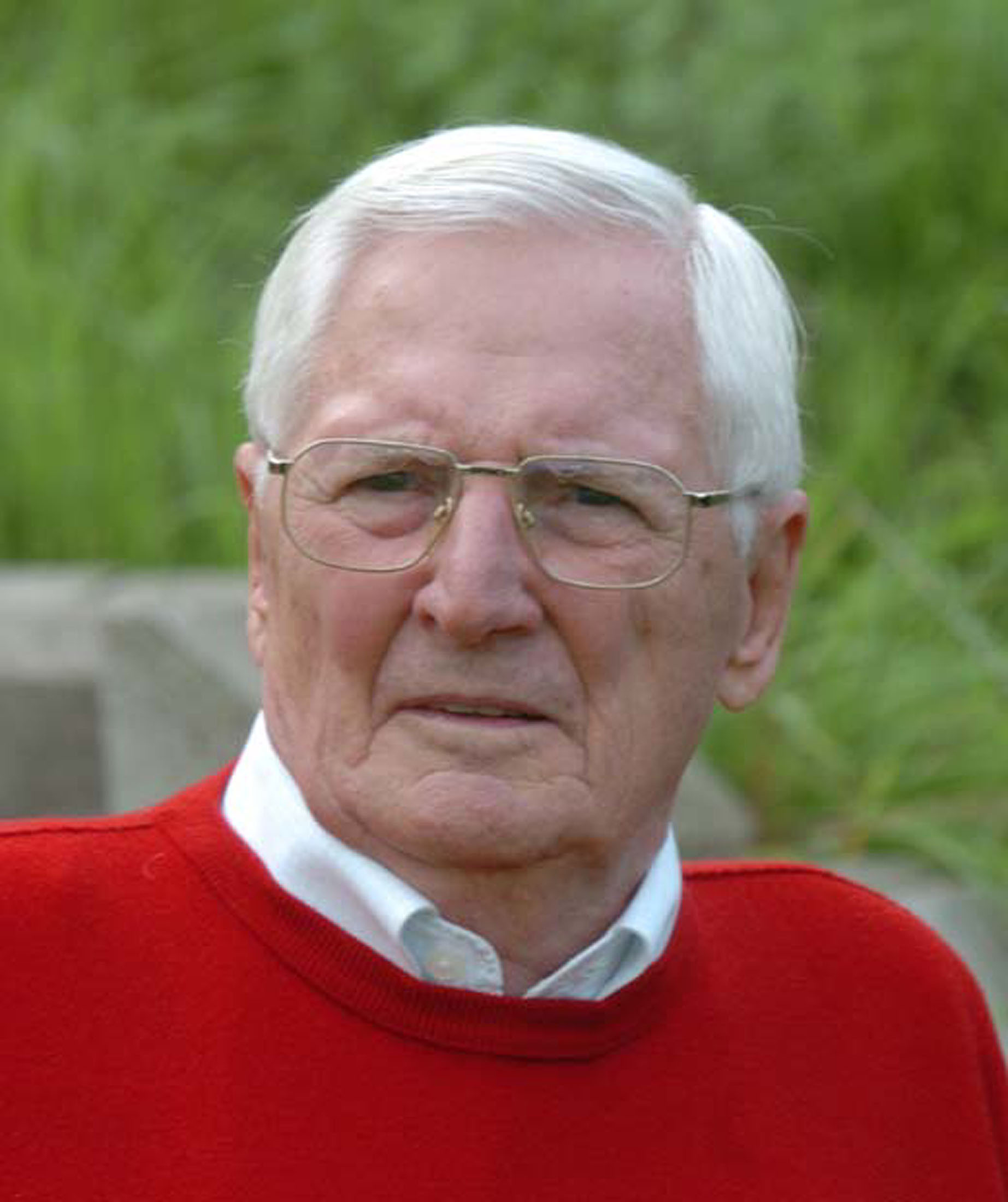
Galatasaray gewann mit Jupp Derwall nach 14 Jahren erstmals wieder die Meisterschaft.

Zur Saison 84/85 verpflichtete Galatasaray Jupp Derwall. Derwall sollte den Traditionsklub wieder zum Meister machen. Er revolutionierte auch den Klub, vor seiner Verpflichtung hatte er Bedingungen: Es sollte auf dem Trainingsgelände ein Rasenspielfeld zur Verfügung stehen, und der Vorstand sollte Geld in die Jugendarbeit investieren. Mit seinem Wechsel holte Derwall aus Deutschland Rüdiger Abramczik und Erdal Keser in die Mannschaft. Außerdem kamen mit Yusuf Altıntaş und Semih Yuvakuran zwei talentierte türkische Spieler und Zoran Simović ein erfahrener Torhüter zur Mannschaft dazu. In seinem ersten Jahr wurde das Team Sechster, jedoch wurde die Mannschaft Pokalsieger und Premierminister-Pokalsieger. Fatih Terim beendete zum Ende der Saison seine aktive Karriere mit 31 Jahren.
Vor der Spielzeit 1985/86 war Galatasaray auf dem Transfermarkt erneut aktiv. Von Hajduk Split holte der Istanbuler Verein Cevat Prekazi. Es folgten Arif Kocabıyık von Fenerbahçe und Erhan Önal von Standard Lüttich. Önal gelang vor der Saison 1976/77 als FC-Bayern-München-Spieler der Aufstieg in den Profi-Kader und damit – als erstes Migrantenkind türkischer Abstammung – in die Bundesliga. Die Saison 85/86 beendete Galatasaray ohne Niederlage, diese Leistung reichte trotzdem nicht für den Meistertitel. Beşiktaş Istanbul hatte ebenfalls wie Galatasaray 56 Punkte, jedoch das bessere Torverhältnis und somit wurde Gala punktgleich mit dem Meister Vizemeister.
Im Sommer 1986 kamen neu zur Mannschaft Bülent Korkmaz, Suat Kaya, Muhammed Altıntaş und Uğur Tütüneker. Erdal Keser hingegen verließ Gala und kehrte zu Borussia Dortmund zurück. Im UEFA-Pokal schied Galatasaray in der 1. Runde gegen den rumänischen Verein FC Universitatea Craiova aus. Drei Spieltage vor dem Ende der Saison, führte Beşiktaş Istanbul mit einem Punktevorsprung von zwei Punkten vor Galatasaray die Tabelle an. Beşiktaş verlor auswärts unerwartet gegen Malatyaspor mit 1:0, zeitgleich gewannen die Gelb-Roten ihre Partie gegen Kocaelispor mit 2:1. Somit waren beide Mannschaften punktgleich. Eine Woche später folgte für Beşiktaş ein weiterer Punktverlust. Gegen die gedopte und motivationsprämierte Denizlispor-Mannschaft gelang lediglich ein 1:1-Unentschieden. In der 85. Spielminute erzielte Erol Tolga von Denizlispor durch einen direkten Freistoß das späte Ausgleichstor. Galatasaray gewann auswärts gegen Antalyaspor mit 3:1 und wurde mit einem Punktvorsprung Tabellenführer. Am 7. Juni 1987 fand der letzte Spieltag statt, beide Mannschaften waren siegreich und Galatasaray wurde nach 14 Jahren türkischer Meister. Nach dem Gewinn der Meisterschaft kündigte Jupp Derwall seine Arbeit als Cheftrainer von Galatasaray und wurde Teammanager des Vereins, sein Nachfolger wurde sein Co-Trainer Mustafa Denizli.
Zur neuen Saison 1987/88 kamen als Neuzugänge der Franzose Didier Six und der talentierte Stürmer Tanju Çolak. Mit Tugay Kerimoğlu wurde ein Jugendspieler in die 1. Mannschaft hochgezogen. Nach vielen Jahren kehrte Galatasaray in den Europapokal der Landesmeister zurück und traf in der 1. Runde auf den niederländischen Meister PSV Eindhoven. Im Hinspiel verloren die Türken auswärts mit 3:0 somit reicht der 2:0-Sieg im Rückspiel nicht aus. Mit Denizli verteidigte die Mannschaft die Meisterschaft souverän. Die Mannschaft verlor zwei seiner 38 Ligaspiele. Der Punktevorsprung betrug am Ende 12 Punkte. Tanju Çolak stellt mit 39 Toren einen neuen Torschützenrekord auf.

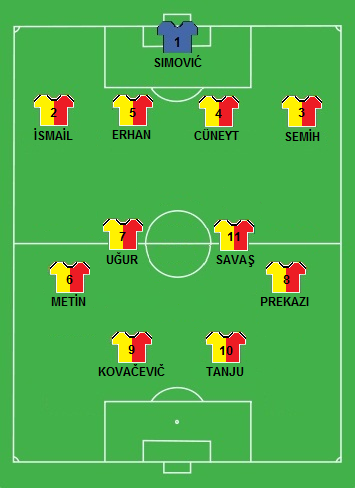
Die Aufstellung gegen Neuchâtel Xamax

In der Saison 1988/89 stand Galatasaray als bisher einzige türkische Mannschaft im Europäischen Pokal der Landesmeister im Halbfinale. Unvergessen für alle Fans bleibt hierbei der spektakuläre Einzug ins Viertelfinale. Im Achtelfinale traf der Verein auf den Schweizer Club Neuchâtel Xamax. Das Hinspiel in der Schweiz verlor man mit 0:3. Das Unmögliche geschah dann am 9. November 1988 beim Rückspiel in Istanbul, wo man die Schweizer mit 5:0 bezwang und somit ins Viertelfinale einzog. Im Viertelfinale trafen die Istanbuler auf den französischen Meister AS Monaco. Die Monegassen galten mit Stars wie George Weah als großer Favorit. Vollkommen überraschend gewannen die Türken jedoch im Hinspiel im Stade Louis II mit 1:0 nach einem Kopfballtor von Tanju Çolak, das durch eine Flanke von Cevat Prekazi vorbereitet wurde. In der Folge vergaben die Gastgeber unzählige Chancen und scheiterten an Torwart Zoran Simović. Das Rückspiel wurde aufgrund einer Strafe, die über Galatasaray verhängt worden war, in Köln ausgetragen. In Monaco herrschte Freude darüber, nicht in die „Hölle“ des Ali-Sami-Yen-Stadions zu müssen – allerdings ahnte niemand, dass die Atmosphäre in Köln fast noch euphorischer war. Das Rückspiel wurde mit einem 1:1 beendet. Im Halbfinale scheiterte man dann am späteren Zweiten Steaua Bukarest mit 1:1 und 1:4.
In der Liga wurde Galatasaray Dritter und im Pokal schieden sie im Viertelfinale gegen Fenerbahçe aus.

### 1990er-Jahre
| Saison                                                                                                | Platz    | Tore  | Punkte |
| --- | -------- | ----- | ------ |
| 1989/90                                                                                               | 4. Platz | 59:26 | 63     |
| 1990/91                                                                                               | 2. Platz | 63:31 | 64     |
| 1991/92                                                                                               | 3. Platz | 54:35 | 60     |
| 1992/93                                                                                               | 1. Platz | 74:21 | 66     |
| 1993/94                                                                                               | 1. Platz | 67:28 | 70     |
| 1994/95                                                                                               | 3. Platz | 76:38 | 69     |
| 1995/96                                                                                               | 4. Platz | 67:38 | 68     |
| 1996/97                                                                                               | 1. Platz | 90:30 | 82     |
| 1997/98                                                                                               | 1. Platz | 86:43 | 75     |
| 1998/99                                                                                               | 1. Platz | 85:30 | 78     |
| gelb unterlegt: Türkischer Meister Weitere Einzelheiten siehe Saisonbilanzen von Galatasaray Istanbul |          |       |        |

Nach der Saison 1988/89 verließ Denizli Galatasaray und wurde Trainer von Alemannia Aachen. Der neue Cheftrainer von Gala wurde Sigfried Held. Im UEFA-Pokal mussten die Gelb-Roten in der 1. Runde gegen FK Roter Stern Belgrad spielen. Im Hinspiel vor heimischem Publikum trennten sich die Mannschaften mit 1:1-Unentschieden. Im Rückspiel verlor die Mannschaft von Held mit 2:0 und flog somit aus dem Wettbewerb. Die Saison endete auf dem 4. Platz und im türkischen Pokal schieden sie im Achtelfinale aus. Held kündigte als Cheftrainer, sein Nachfolger war sein Vorgänger Mustafa Denizli. Mit ihm kehrte auch der Erfolg zurück, Galatasaray wurde hinter Beşiktaş Istanbul Vizemeister und türkischer Pokalsieger.
Vor Beginn der Saison 1991/92 musste Galatasaray wichtige Abgänge verkraften, so wechselte Tanju Çolak zum Stadtrivalen Fenerbahçe Istanbul und der Mittelfeldspieler Prekazi zu Altay Izmir. Im Gegenzug wechselten Dominic Iorfa, Frank Berghuis, Selçuk Yula und Hamza Hamzaoğlu zu Galatasaray. Die neuen Spieler konnten die entstandene Lücke nicht schließen. In der Liga wurde man Dritter und im türkischen Pokal war im Viertelfinale Schluss. Im Europapokal der Pokalsieger gelang jedoch mit Siegen über Eisenhüttenstadt und Ostrava ihr bestes Ergebnis. Im Viertelfinale schieden die Gelb-Roten gegen den späteren Pokalsieger Werder Bremen aus. Im Weserstadion verlor Galatasaray mit 2:1, im Rückspiel endete die Begegnung 0:0-Unentschieden. Denizli trat nach der Saison zurück. Im Sommer 1992 gab es bei Galatasaray eine Kaderveränderung, so wurden Elvir Bolić, Suat Kaya, Okan Buruk, Reinhard Stumpf und Falko Götz geholt. Außerdem verpflichtete der Verein einen damals 20-jährigen Stürmer, sein Name war Hakan Şükür. Iosif Rotariu und Roman Kosecki verließen Galatasaray. Neuer Trainer der Mannschaft wurde Karl-Heinz Feldkamp, Feldkamp baute eine neue Mannschaft auf, Spieler wie Bülent Korkmaz, Tugay Kerimoğlu, Arif Erdem, Okan Buruk und Hakan Şükür wurden zu Stammspielern. Am 5. Dezember 1992 traf Galatasaray auf Beşiktaş. Galatasaray besiegte die Schwarz-Weißen mit 3:1 und beendete deren Rekord von 48 ungeschlagenen Spielen. Die Entscheidung um die Meisterschaft verlief ein weiteres Mal zwischen Galatasaray und Beşiktaş. Galatasaray gewann am letzten Spieltag gegen MKE Ankaragücü mit 8:0 und auch Beşiktaş gewann, jedoch war die Tordifferenz zu Gunsten von Gala, wodurch Feldkamp und seine Mannschaft türkischer Meister wurde. Bereits einen Monat vorher trafen beide Mannschaften im türkischen Pokalfinale aufeinander. Galatasaray wurde Pokalsieger.
Feldkamp trat aus gesundheitlichen Gründen als Cheftrainer zurück, blieb jedoch im Verein und wurde Teammanager. Nachfolger wurde sein Co-Trainer Reiner Hollmann. Hakan Ünsal, Kubilay Türkyılmaz und Ergün Penbe gehörten zu den Neuzugängen. In der Saison 1993/94 gelang Galatasaray als erste türkische Mannschaft, der Einzug in die Gruppenphase der UEFA Champions League. In der 1. Runde besiegte man im Hin- und Rückspiel Cork City, in der letzten Runde vor der Gruppenphase war der Gegner Manchester United. Im Hinspiel im Old Trafford führten die Engländer nach 13. Spielminuten mit 2:0. Durch die Tore von Arif Erdem und Kubilay Türkyılmaz stand es nach 31. Spielminuten 2:2. In der 63. Spielminute traf Türkyılmaz ein weiteres Mal und Galatasaray ging in Führung bis Éric Cantona neun Minuten vor dem Ende der regulären Spielzeit zum Ausgleich traf. Das Ergebnis blieb dabei und Galatasaray gelang es im Ali Sami Yen Stadyumu ein 0:0-Remis zu spielen. Somit war Galatasaray für die Gruppenphase qualifiziert. In der Gruppe traf man auf den FC Barcelona, AS Monaco und Spartak Moskau. In sechs Spielen spielte Gala zwei Unentschieden und verlor die restlichen Partien. Hollmann wurde mit Gala in der Saison 1993/94 Meister. Für den Verein war es der 10. Meistertitel. Hollmann verließ nach einer Saison Istanbul. Reinhard Saftig wurde neuer Cheftrainer von Galatasaray Istanbul. Spieler wie Falko Götz, Reinhard Stumpf, Yusuf Altıntaş und Roger Ljung verließen die Mannschaft. Erdal Keser beendete seine Karriere. Wie in der Saison zuvor qualifizierte sich Gala für die UEFA-Champions-League-Gruppenphase. Die türkische Mannschaft war mit Manchester United, FC Barcelona und IFK Göteborg in einer Gruppe. In sechs Spielen gelang Galatasaray ein Sieg und ein Remis. Die restlichen vier Spiele verlor man. Der erste Sieg in der Gruppenphase gelang am 23. November 1994 gegen den FC Barcelona. Die Gelb-Roten gewannen durch die Tore von Hakan Şükür und Arif Erdem mit 2:1 in Istanbul. Die Spielzeit 94/95 beendete Galatasaray auf dem 3. Platz. Im türkischen Pokal verlor die Mannschaft im Finale gegen Trabzonspor. Reinhard Saftig wurde im März 1995 entlassen und für den Rest der Saison war Müfit Erkasap für die Mannschaft verantwortlich. Der Schotte Graeme Souness wurde im Sommer 1995 als neuer Trainer vorgestellt. Auf seinen Wunsch wurden Dean Saunders, Mike Marsh und Brad Friedel geholt. Im UEFA-Pokal war man bereits nach der 1. Runde ausgeschieden. Galatasaray verlor im Hinspiel auswärts gegen Sparta Prag 3:1 und erzielte im Rückspiel ein 1:1-Unentschieden. In der türkischen Meisterschaft war die Mannschaft mit 68 Punkten Tabellenvierter. Sie gewann jedoch den türkischen Pokal. Nach dem Sieg im Finale des türkischen Pokals gegen Fenerbahçe Istanbul platzierte Souness eine Galatasaray-Fahne inmitten des Spielfelds des Fenerbahçe-Stadions und provozierte somit die gegnerischen Fans. Seit dieser Aktion genießt der Schotte Heldenstatus bei den Galatasaray-Fans.

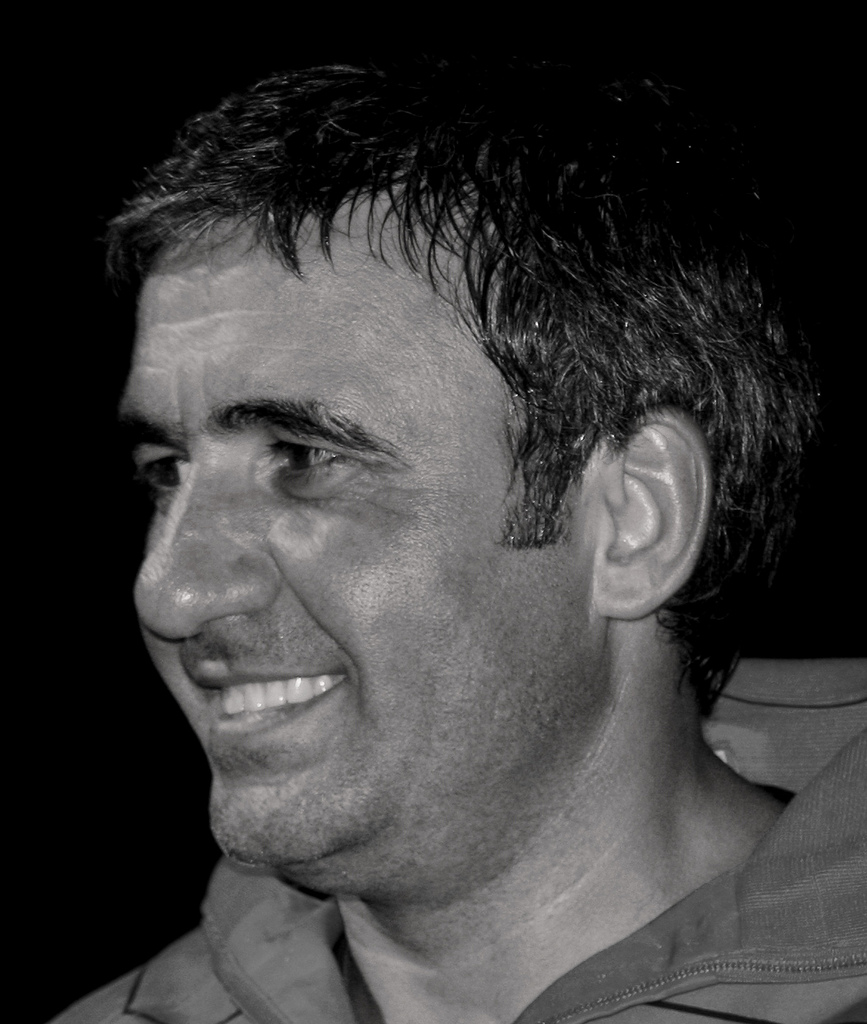
Gheorghe Hagi wurde vor der Saison 1996/97 verpflichtet und ist der torreichste ausländische Spieler der Vereinsgeschichte.

Trotz des Pokalerfolgs aus der Vorsaison trennten sich die Wege von Graeme Sounes und Galatasaray. Sein Nachfolger wurde der ehemalige Kapitän und Libero von Gala Fatih Terim. Außer ihm kamen unter anderem neu zur Mannschaft Ümit Davala, Vedat İnceefe und Adrian Knup. Aus der eigenen Jugend wurden Alp Küçükvardar und Emre Belözoğlu in die 1. Mannschaft geholt. Einen Transfercoup gelang Galatasaray mit der Verpflichtung des Rumänen Gheorghe Hagi. Der von den Fans Karpaten-Maradona genannte wechselte am 31. Juli 1996 nach Istanbul. Als amtierender Pokalsieger nahm die Mannschaft aus Istanbul am Europapokal der Pokalsieger teil. In der 2. Runde trafen sie auf Paris Saint-Germain. Im Hinspiel gewann Galatasaray die Partie mit 4:2. Zwei Wochen später verlor man mit 4:0 und schied aus. In der Winterpause verstärkte sich Galatasaray mit den Neuzugängen Iulian Filipescu und Adrian Ilie. Am 9. Februar 1997 verlor Galatasaray das Stadtderby gegen Fenerbahçe Istanbul, diese Niederlage sollte die letzte in der Saison werden. Es folgten 11 Siege und zwei Unentschieden. Mit dieser Leistung wurde Galatasaray mit acht Punkten Vorsprung vor Beşiktaş Istanbul türkischer Meister.
Gheorghe Popescu war vor der Saison 1997/98 der nennenswerteste Neuzugang. Zu Saisonbeginn qualifizierte sich Galatasaray für die Gruppenphase der UEFA Champions League. Sie besiegten den FC Sion sowohl im Hin- als auch im Rückspiel mit 4:1. Die Gruppenphase beendeten die Gelb-Roten auf dem letzten Platz. Im türkischen Pokal verlor man das Finale 4:2 im Elfmeterschießen gegen Beşiktaş Istanbul. Die türkische Meisterschaft verteidigte der amtierende Meister. Am vorletzten Spieltag spielte Fenerbahçe gegen Şekerspor Remis und Galatasaray gewann gleichzeitig gegen Istanbulspor und wurde vorzeitig Meister. Nach der Fußball-Weltmeisterschaft 1998 in Frankreich wechselte der brasilianische Torhüter Cláudio Taffarel von Atlético Mineiro zu Galatasaray Istanbul. In der Saison 1998/99 gelang Galatasaray in der Champions League sein bestes Ergebnis. Sowohl Gala als auch Juventus Turin und Rosenborg Trondheim hatten acht Punkte. Die Italiener gewannen ein Spiel und spielten die restlichen fünf Spiele alle Unentschieden. Aufgrund der besten Tordifferenz kam Juventus als Gruppenerster eine Runde weiter. In der Meisterschaft gelang Galatasaray der dritte Titel in Folge. Im Pokal traf man wie im Vorjahr erneut auf Beşiktaş. Im Hinspiel vor eigenem Publikum endete die Partie torlos. Das Rückspiel gewann Galatasaray durch zwei Tore von Ümit Davala und wurde türkischer Pokalsieger. Für Fatih Terim war es der erste Pokalsieg als Trainer.

### 2000er-Jahre
| Saison                                                                                                | Platz    | Tore  | Punkt |
| --- | -------- | ----- | ----- |
| 1999/00                                                                                               | 1. Platz | 77:23 | 79    |
| 2000/01                                                                                               | 2. Platz | 77:35 | 73    |
| 2001/02                                                                                               | 1. Platz | 75:31 | 78    |
| 2002/03                                                                                               | 2. Platz | 61:27 | 77    |
| 2003/04                                                                                               | 6. Platz | 56:47 | 54    |
| 2004/05                                                                                               | 3. Platz | 64:25 | 76    |
| 2005/06                                                                                               | 1. Platz | 82:34 | 83    |
| 2006/07                                                                                               | 3. Platz | 58:37 | 56    |
| 2007/08                                                                                               | 1. Platz | 64:23 | 79    |
| 2008/09                                                                                               | 5. Platz | 57:39 | 61    |
| gelb unterlegt: Türkischer Meister Weitere Einzelheiten siehe Saisonbilanzen von Galatasaray Istanbul |          |       |       |

Die historisch schwerwiegendste Saison 1999/2000 begannen die Türken nach dem 3. nationalen Meistertitel in Folge in der Champions League in einer Gruppe mit Hertha BSC, FC Chelsea und AC Mailand. Nach fünf Spieltagen waren vier Punkte errungen, das letzte Spiel um den Einzug in den UEFA-Pokal fand im Ali-Sami-Yen-Stadion gegen die Mailänder statt, die tabellenmäßig in der besseren Situation waren und daher besiegt werden mussten. In einem spannenden Match, das Galatasaray gleich zweimal drehen musste, gewann Cimbom durch ein Elfmetertor von Ümit Davala in der Nachspielzeit mit 3:2. Im UEFA-Pokal wurde in der 3. Runde als Gegner FC Bologna zugelost (1:1 (A), 2:1 (H)), es folgten Borussia Dortmund (2:0 (A), 0:0 (H)), Real Mallorca (4:1 (A), 2:1 (H)) und Leeds United (2:0 (H), 2:2 (A)).
Das Finale fand im Parken in Kopenhagen am 17. Mai 2000 statt, der Endspielgegner war der FC Arsenal. Beide Seiten fanden gut ins Spiel, auch wenn es sehr von Taktik geprägt war, kamen vor allem die Türken zu guten Chancen durch Hakan Şükür und Arif Erdem, auf der anderen Seite wurden Marc Overmars und Thierry Henry gefährlich. Nach 90 Minuten stand es 0:0, so dass die Verlängerung herhalten musste. Gleich zu Beginn gab es für Galatasaray mit der roten Karte für Spielmacher Gheorghe Hagi den ersten großen Schock, die Partie musste in Unterzahl weitergespielt werden. Dem folgte aber ein noch viel größerer, als Henry völlig freistehend den Ball ins Tor köpfte, der aber von Torwart Cláudio Taffarel von der Linie gerettet wurde. Der brasilianische Nationaltorhüter verletzte sich bei dem Manöver, avancierte aber gleichzeitig zum Mann des Spiels. Als es auch nach 120 Minuten Unentschieden stand, folgte das Elfmeterschießen, bei dem auf englischer Seite sowohl Davor Šuker als auch Kapitän Patrick Vieira vergaben, auf türkischer Seite trafen alle Schützen. Das Elfmeterschießen endete mit einem 4:1 für Galatasaray und der erste Europapokaltriumph seiner Vereinsgeschichte war somit unter Dach und Fach.

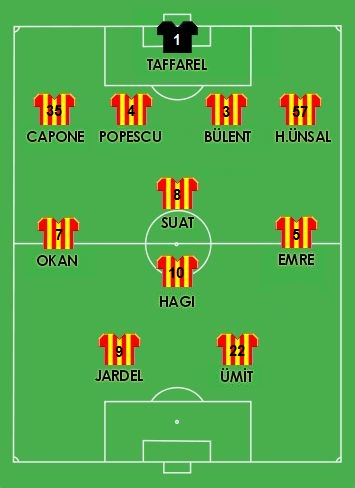
Die Mannschaftsaufstellung im Supercup-Finale.

Vor dem Start der Saison 2000/01 übernahm Mircea Lucescu die Mannschaft. Fatih Terim verließ Galatasaray und trainierte fortan den AC Florenz. Der Erfolg der abgelaufenen Spielzeit war für die Stürmer Hakan Şükür und Arif Erdem ein Karriereschub, beide wechselten ins Ausland. Şükür zog es nach Italien zu Inter Mailand und Erdem ging nach Spanien zu Real Sociedad. Galatasaray Istanbul verpflichtete mit Mário Jardel (16. Million Euro Ablöse) einen neuen Stürmer und zugleich teuersten Spieler der Vereinsgeschichte. Im August traf man im Stade Louis II in Monaco auf den Champions-League-Sieger Real Madrid im Rahmen des Spiels um den UEFA Super Cup. Zunächst gingen die Türken durch einen Elfmeter in Führung, der von Neuzugang Mario Jardel verwertet wurde, die Spanier glichen aber kurz vor Schluss ebenfalls per Strafstoß durch Raúl aus. Nach Ende der regulären Spielzeit ging es in die Verlängerung, in der Jardel seinem Ruf als „Real-Schreck“ alle Ehre machte, als er nach einer Hereingabe von Fatih Akyel das 2:1 (Golden Goal) schoss und seinem neuen Arbeitgeber die zweite internationale Trophäe verschaffte. Im weiteren Verlauf der Saison traf Galatasaray erneut auf Real Madrid. Dieses Mal im Viertelfinale der UEFA Champions League. Das Heimspiel im Ali Sami Yen Stadion gewann Galatasaray mit 3:2, im Estadio Santiago Bernabéu gab es jedoch eine klare 0:3-Niederlage für die Türken. Die Saison 2000/01 endete für Galatasaray titellos. In der Liga wurde man Vizemeister im türkischen Pokal schieden sie im Halbfinale aus. Am Ende der Spielzeit verließen Ümit Davala, Hakan Ünsal, Okan Buruk, Emre Belözoğlu, Mário Jardel, Gheorghe Popescu und Cláudio Taffarel alle Galatasaray und spielten weiter im Ausland. Der Spielmacher Gheorghe Hagi beendete seine aktive Karriere.
Zur Saison 2001/02 verpflichtete Gala unter anderem Ümit Karan, Faryd Mondragón, Berkant Göktan und Ayhan Akman. Als Vizemeister musste Galatasaray die UEFA Champions League in der 2. Qualifikationsrunde starten. Dort begegneten die Gelb-Roten KS Vllaznia Shkodra. Im Hinspiel gewannen die Türken mit 2:0 und im Rückspiel mit 4:1. In der 3. Qualifikationsrunde war Lewski Sofia der Gegner. Galatasaray gewann im Heimspiel, vor eigener Kulisse, mit 2:1 und im Rückspiel reichte ein 1:1-Unentschieden und qualifizierte sich für die 1. Gruppenphase. Die Mannschaft von Trainer Lucescu wurde Gruppenzweiter hinter FC Nantes. In der 2. Gruppenphase begegnete seine Gruppe auf AS Rom, FC Barcelona und FC Liverpool. Mit einer Niederlage und fünf Unentschieden wurde die Mannschaft Gruppenletzter. Während der Winterpause wurden auf Wunsch von Lucescu Jersson González und Radu Niculescu verpflichtet. Im Gegenzug verließen Mbo Mpenza, Pavel Horváth, Robert Špehar, Richard Kingson, Alper Tezcan, Rasim Vardar, Ufuk Talay und Erhan Namlı den Klub. Die Meisterschaft gewann Galatasaray mit einem Dreipunktevorsprung vor Fenerbahçe. Arif Erdem wurde gemeinsam mit İlhan Mansız von Beşiktaş Istanbul mit 21 Toren Torschützenkönig. Im türkischen Pokal schied Galatasaray in der 3. Hauptrunde nach Golden Goal gegen Erzurumspor aus.
Trotz einer gewonnenen Meisterschaft wurde Lucescu entlassen, um Platz für Fatih Terim zu machen. Lucescu unterschrieb nach seiner Entlassung beim Stadtrivalen Beşiktaş Istanbul. Nach Terims Forderung wurden folgende Spieler verpflichtet: Sergio Almaguer, Christian, Mohamed Sarr, Felipe, Hakan Ünsal, Ümit Davala, Mehmet Polat, Cihan Haspolatlı, Fábio Pinto, Elvir Baljić, Abel Xavier, Suat Usta, Volkan Arslan, Haim Revivo, Ali Lukunku, Aykut Erçetin und Klodian Duro. Die Champions League endete für die Gelb-Roten nach der 1. Gruppenphase und im türkischen Pokal schied man im Viertelfinale, nach einer 1:2-Niederlage gegen Malatyaspor, aus. Das Rennen um die Meisterschaft endete am vorletzten Spieltag im direkten Duell zwischen Gala und Beşiktaş Istanbul. Beşiktaş gewann das Spiel durch ein Tor von Sergen Yalçın und wurde Meister. Galatasaray wurde am Ende mit 77 Punkten Vizemeister.
Zur Spielzeit 2003/04 kehrte Hakan Şükür zurück an den Bosporus. Im Sommer 2003 besiegten die Gelb-Roten in der 3. Qualifikationsrunde der UEFA Champions League ZSKA Sofia und war für die Gruppenphase qualifiziert. In der Gruppe traf man auf Juventus Turin, Real Sociedad San Sebastián und Olympiakos Piräus. Gala und Juventus trafen am 2. Dezember 2003 im Dortmunder Westfalenstadion aufeinander, da die Italiener dies nach damals stattgefundenen Terroranschlägen in Istanbul beantragt hatten. Galatasaray belegte nach den Gruppenspielen den dritten Platz und sicherte sich die Teilnahme an der 3. Runde des UEFA-Pokals. Im Hinspiel, gab es im Ali-Sami-Yen gegen den FC Villarreal ein 2:2-Remis. Das Rückspiel endete mit 3:0 für die spanische Mannschaft. In der Meisterschaft war man nach der Hinrunde auf Platz 5 und 14 Punkte weit vom Tabellenführer Beşiktaş entfernt. Der türkische Pokal endete für Cimbom bereits im Achtelfinale gegen Çaykur Rizespor. Die Gelb-Roten verloren mit 0:5. Am 20. März 2004 spielte die Mannschaft gegen Rizespor, wie im Pokal verlor Galatasaray das Spiel mit 2:1 und Fatih Terim trat als Cheftrainer zurück. Der ehemalige Mittelfeldspieler von Galatasaray Gheorghe Hagi übernahm drei Jahre nach seinem Karriereende die Position des Cheftrainers. Die Saison endete auf dem 6. Platz.
Der Gewinn der Meisterschaft war für den Klub in dieser Spielzeit besonders wichtig, weil man 100 Jahre alt wurde und Beşiktaş (1903 gegründet) dies 2003 gelang. Gala wollte somit nachziehen. Im Sommer 2004 wurde der Kader mit den Transfers von Rigobert Song, Stjepan Tomas, Flávio Conceição und Alioum Saidou verstärkt. Außerdem wurden aus der Jugend Arda Turan, Uğur Uçar, Zafer Şakar und Mülayim Erdem in die 1. Mannschaft berufen. Während der Winterpause wurden mit Hasan Kabze und Hakan Yakin zwei weitere Spieler geholt. Am letzten Tag der Wintertransferperiode wurde noch der für viele Fans unbekannte Franck Ribéry ausgeliehen. Ribéry machte in der Liga aber vor allem im türkischen Pokalfinale gegen den Erzrivalen Fenerbahçe Istanbul auf sich aufmerksam. Mit einem Tor und einer Torvorlage hatte der linke Mittelfeldspieler großen Anteil am 5:1-Sieg gegen die Blau-Gelben. Die weiteren Tore schossen Necati Ateş und Hakan Şükür. Galatasaray zog die mit dem FC Metz verhandelte Kaufoption für Ribéry. Aufgrund der finanziellen Probleme konnte Galatasaray seinen Spielern nicht ihre Gehälter zahlen. Ribéry löste somit seinen Vertrag bei Galatasaray auf und wechselte zu Olympique Marseille. Galatasaray gewann trotz der neuen Spieler die Meisterschaft nicht und wurde am Ende Dritter. Hagi trat durch Probleme zwischen ihm und dem Vorstand als Trainer zurück.
Eric Gerets übernahm die Truppe vor Saisonbeginn 2005/06. Für Trainer Gerets begann die Saison enttäuschend. Im UEFA-Pokal schied man bereits frühzeitig in der 1. Runde gegen den norwegischen Außenseiter Tromsø IL aus. Im Hinspiel verloren die Gelb-Roten auswärts mit 1:0 und im heimischen Ali-Sami-Yen-Stadion endete die Begegnung mit 1:1. In dieser Saison gab es auf nationaler Ebene ein Kopf-an-Kopf-Rennen gegen den Stadtrivalen Fenerbahçe. Im Pokal schieden die Löwen gegen Fenerbahçe im Halbfinale aus. Die Meisterschaft wurde am letzten Spieltag entschieden. Galatasaray empfing in Istanbul Kayserispor und zeitgleich spielte Fenerbahçe auswärts gegen Denizlispor. Galatasaray besiegte Kayserispor mit 3:0 und musste 16. Minuten auf das Ende der Partie zwischen Denizlispor und Fenerbahçe warten, das Spiel in Denizli endete mit 1:1. Gerets und seine Spieler wurden türkischer Meister und es war der erste Meistertitel nach vier Jahren.
Gala verpflichtete zur neuen Saison Jun’ichi Inamoto von West Bromwich Albion. Mit Inamoto spielte zum ersten Mal ein japanischer Fußballspieler in der Süper Lig. Als weitere Neuzugänge kamen Mehmet Topal, Marcelo Carrusca und Okan Buruk. Buruk kehrte nach fünf Jahren zurück zu Galatasaray. Als amtierender Meister trat Galatasaray zum ersten Mal im neuen türkischen Fußball-Supercup gegen den Pokalsieger Beşiktaş Istanbul an. Dieser Wettbewerb wurde von 1966 bis 1998 unter dem Namen Cumhurbaşkanlıği Kupası (deutsch: Präsidenten-Pokal) ausgetragen. Das Spiel in der Commerzbank-Arena verloren die Löwen gegen Beşiktaş mit 1:0. In der Champions League wurde die türkische Mannschaft Gruppenletzter. Der türkische Pokal war für Cim Bom im Viertelfinale zu Ende. Auswärts endete die Begegnung gegen Kayseri Erciyesspor 0:0 und vor heimischer Kulisse ging die Partie zugunsten von Erciyesspor mit 1:1 nach Verlängerung zu Ende. Die Saison beendete der Vorjahresmeister auf dem dritten Platz hinter den Lokalrivalen Fenerbahçe und Beşiktaş. Unmittelbar nach dem letzten Spieltag der Saison gab Eric Gerets seinen Rücktritt bekannt.
Galatasaray entschied sich, den Kader zu erneuern und brachte mit Karl-Heinz Feldkamp einen erfahrenen Trainer zurück zu Galatasaray. Feldkamp sollte neue junge Spieler in die Mannschaft integrieren. Galatasaray holte in dieser Saison international bekannte Spieler wie Lincoln vom FC Schalke 04, Shabani Nonda und Tobias Linderoth nach Istanbul. Es kamen auch türkische Spieler aus Deutschland in die Feldkamp-Elf: Barış Özbek, Serkan Çalık beide von Rot-Weiss Essen und Volkan Yaman sowie Hakan Balta. Mit der Mischung aus alt und jung wurde Galatasaray Meister, jedoch ohne Feldkamp. Feldkamp kündigte sechs Spieltage vor Ende der Meisterschaft seine Arbeit als Trainer. Die letzten sechs Spiele übernahm sein Co-Trainer Cevat Güler. Während dieser Spielzeit begann der lang ersehnte Baubeginn der neuen Arena Galatasarays. Die Türk Telekom Arena wurde ab der Saison 2010/11 das neue Stadion des Traditionsklubs. Hakan Şükür beendete am Ende der Saison seine Karriere. Im UEFA-Pokal wurden, vor der Gruppenphase, NK Slaven Belupo Koprivnica und FC Sion besiegt. In der darauffolgenden Gruppenphase traf Galatasaray auf Girondins Bordeaux, Helsingborgs IF, Panionios Athen und Austria Wien. Mit dem dritten Platz qualifizierte man sich für die nächste Runde und schied gegen Bayer 04 Leverkusen aus. Am 1. April 2008 trat Karl-Heinz Feldkamp unerwartet als Cheftrainer zurück. Einer der Gründe war, dass Feldkamp und der Vorstand unterschiedlicher Meinung waren. Die letzten sechs Spieltage übernahm Cevat Güler die Mannschaft und wurde mit ihm türkischer Meister. Mannschaftskapitän Hakan Şükür beendete nach 20 Jahren seine Karriere.
Der türkische Rekordmeister setzte weiter auf deutsche Tugenden und verpflichtete Michael Skibbe, der zuvor bei Bayer 04 Leverkusen entlassen wurde. Skibbe selbst war in der Saison davor für das Ausscheiden Galatasarays im UEFA-Pokal verantwortlich. Seine Elf besiegte in der BayArena die Türken mit 5:1. Galatasaray verpflichtete in dieser Saison bekannte Spieler wie Milan Baroš, Harry Kewell und Fernando Meira. Bei den Fans weckten vor allem die Verpflichtungen von Baroš und Kewell hohe Erwartungen. Vor Saisonbeginn gewann die Mannschaft zum ersten Mal in der Vereinsgeschichte den türkischen Supercup. In der 3. Qualifikationsrunde der Champions League schied der amtierende Meister gegen Steaua Bukarest aus und nahm an der 1. Runde des UEFA-Pokals teil. Dort besiegten die Rot-Gelben AC Bellinzona und trafen in der Gruppenphase auf Metalist Charkiw, Olympiakos Piräus, Hertha BSC und Benfica Lissabon. Ende November kam es zur überraschend Rückkehr von Karl-Heinz Feldkamp. Kalli kam nicht als Trainer zurück, sondern als technischer Direktor. Am 23. Februar 2009 wurde Skibbe entlassen, eine 2:5-Heimniederlage gegen Kocaelispor war der Auslöser. Ein Tag nach dem Spiel und der Entlassung von Skibbe stand mit Bülent Korkmaz bereits der Nachfolger fest. Korkmaz konnte die Saison nicht mehr retten; im UEFA-Pokal schied man gegen den Hamburger SV (1:1/2:3) aus. Zuvor besiegte man im Achtelfinale Girondins Bordeaux. In der Meisterschaft wurde man fünfter und im türkischen Pokal schied Gala im Viertelfinale gegen Sivasspor aus.

### 2010er-Jahre
| Saison                                                                                                | Platz    | Tore  | Punkte |
| --- | -------- | ----- | ------ |
| 2009/10                                                                                               | 3. Platz | 61:35 | 64     |
| 2010/11                                                                                               | 8. Platz | 41:46 | 46     |
| 2011/12                                                                                               | 1. Platz | 9:6   | 48     |
| 2012/13                                                                                               | 1. Platz | 66:35 | 71     |
| 2013/14                                                                                               | 2. Platz | 59:32 | 65     |
| 2014/15                                                                                               | 1. Platz | 60:35 | 77     |
| 2015/16                                                                                               | 6. Platz | 69:49 | 51     |
| 2016/17                                                                                               | 4. Platz | 65:40 | 64     |
| 2017/18                                                                                               | 1. Platz | 75:33 | 75     |
| 2018/19                                                                                               | 1. Platz | 72:36 | 69     |
| gelb unterlegt: Türkischer Meister Weitere Einzelheiten siehe Saisonbilanzen von Galatasaray Istanbul |          |       |        |

Bülent Korkmaz kündigte seine Arbeit als Trainer, sein Nachfolger wurde Frank Rijkaard. Er war der erste niederländische Trainer der Vereinsgeschichte. Für den Spielerkader wurden ebenfalls neue Namen verpflichtet: Elano, Leo Franco und Abdul Kader Keïta. Die Hinrunde beendeten die Löwen mit einem Punkt Rückstand hinter Fenerbahçe auf dem 2. Platz. Trotzdem wurde während der Wintertransferperiode nachgerüstet, es wechselten Giovani dos Santos, Jô und der Kapitän der Australischen Fußballnationalmannschaft Lucas Neill nach Istanbul. Trotz der Verpflichtung von Rijkaard und Johan Neeskens als Co-Trainer wurde Galatasaray hinter Bursaspor und Fenerbahçe Istanbul Dritter in der Meisterschaft. In der UEFA Europa League schied Galatasaray im Sechzehntelfinale gegen den späteren Wettbewerbssieger Atlético Madrid aus und im türkischen Pokal flog Gala im Viertelfinale gegen Antalyaspor raus.
Während der Sommertransferperiode verpflichtete Gala neun Spieler. Im Gegenzug verließen Mehmet Topal, Leo Franco, Emre Güngör, Uğur Uçar, Caner Erkin, Giovani dos Santos, Jô und Keita die Mannschaft. Die Saison 2010/11 startete schlecht für die Gelb-Roten, nach acht Spieltagen war die Mannschaft mit vier Siegen und vier Niederlagen auf dem 9. Tabellenplatz. Vorher schied Galatasaray bereits frühzeitig gegen Karpaty Lwiw aus der UEFA Europa League aus. Nach einer 2:4-Heimniederlage gegen MKE Ankaragücü zog der Verein Konsequenzen. Frank Rijkaard und sein Co-Trainer Johan Neeskens wurden entlassen. Rijkaards Nachfolger wurde der ehemalige Spielmacher Galatasarays Gheorghe Hagi. Hagi übernahm zum zweiten Mal den Trainerposten. Sein Co-Trainer wurde sein ehemaliger Mannschaftskamerad Tugay Kerimoğlu. In der Winterpause wurde der erst im Sommer geholte Zvjezdan Misimović an Dinamo Moskau verkauft. Elano verließ Galatasaray ebenfalls und kehrte nach Brasilien zu Grêmio Porto Alegre zurück. Am 15. Januar 2011 wurde im Rahmen eines Freundschaftsspieles gegen Ajax Amsterdam die Türk Telekom Arena eröffnet. Vier Tage vorher wurde gegen Beypazarı Şekerspor das letzte Spiel im Ali-Sami-Yen-Stadion ausgetragen. Das erste Derby im neuen Stadion gegen Fenerbahçe fand am 26. Spieltag statt. Die Blau-Gelben gewannen die Partie mit 2:1. Nach dieser Niederlage wurde der Vertrag von Gheorghe Hagi aufgelöst. Während seiner Amtszeit fiel die Mannschaft in der Süper Lig auf den 11. Platz und schied im türkischen Pokal im Viertelfinale aus. Bülent Ünder übernahm bis zum Saisonende den Cheftrainerposten. Ünder war selbst von 1969 bis 1978 Spieler und von 1996 bis 2000 Co-Trainer von Fatih Terim bei Galatasaray Istanbul. Galatasaray beendete die Saison mit dem 8. Platz, es war zeitgleich die schlechteste Saison der Vereinsgeschichte. Die Mannschaft stellt einen negativen Rekord von 16 Niederlagen auf und zum ersten Mal hatte man eine negative Tordifferenz (−5) zum Saisonende.
Ab der Saison 2011/12 übernahm zum dritten Mal Fatih Terim das Traineramt bei Galatasaray. Mit Terim kam auch der Umbruch. Seine Co-Trainer waren seine ehemaligen Spieler: Ümit Davala, Hasan Şaş und Torwarttrainer Cláudio Taffarel. Für die Mannschaft wurden international gestandene Spieler verpflichtet: Fernando Muslera, Tomáš Ujfaluši, Emmanuel Eboué, Felipe Melo und Johan Elmander. Aus der Süper Lig kamen als Neuzugänge Selçuk İnan, Ceyhun Gülselam und Engin Baytar hinzu. Jedoch gab es auch Abgänge wichtige Spieler: Harry Kewell, Lucas Neill, Lorik Cana und Arda Turan. Turan wechselte nach Spanien zu Atlético Madrid. Seine Ablösesumme betrug 12 Millionen Euro. Er war damit der teuerste türkische Abgang der Süper Lig. Diese Spielzeit waren die Gelb-Roten nicht für die europäischen Wettbewerbe qualifiziert. Die Saison begann mit einer Niederlage gegen Istanbul BB an. Am 14. Spieltag übernahm Cimbom durch ein 3:1-Heimsieg gegen den Stadtrivalen Fenerbahçe die Tabellenführung. Am 20. März 2012 schied man im Achtelfinale des türkischen Pokals gegen Sivasspor aus. Galatasaray war bis zum 34. Spieltag Tabellenführer. Durch die Entscheidung des türkischen Fußballverbandes gab es nach 34 Spieltagen ein Meisterschafts-Playoff. An diesen Playoffs nahmen die besten vier Mannschaften (Galatasaray, Fenerbahçe, Beşiktaş und Trabzonspor) teil. Außerdem wurden die zuvor gewonnenen Punkte halbiert. Am letzten Spieltag der Saison reichte auswärts im Şükrü Saracoğlu Stadı ein 0:0 gegen Fenerbahçe Istanbul und die Mannschaft gewann am Ende der Saison 2011/12 den 18. Meistertitel. Für Trainer Fatih Terim war es der fünfte Meistertitel als Trainer und wurde damit alleiniger Rekordhalter.

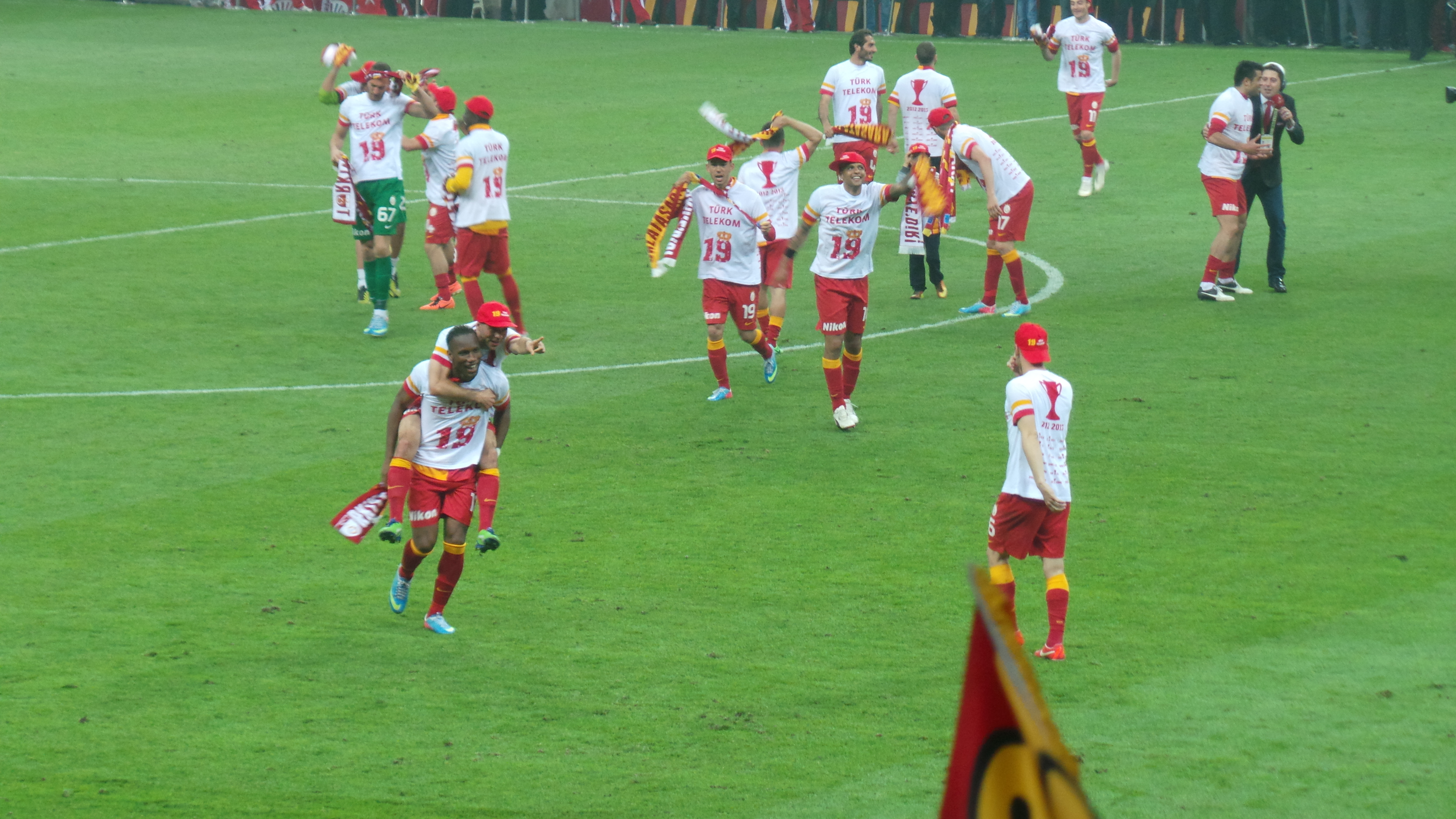
Die Mannschaft während der Feier zur 18. Meisterschaft.

Am 2. September 2012 feierte Galatasaray Istanbul vor heimischer Kulisse einen 3:2-Sieg gegen Bursaspor. Dieser Erfolg markierte den 1000. Sieg der Gelb-Roten in der Süper Lig.
Am 32. Spieltag der Saison 2012/13 wurde Galatasaray vorzeitig zum 19. Mal türkischer Fußballmeister. Der Verein gewann zu Saisonbeginn den türkischen Supercup gegen Fenerbahçe und verpflichtete im Sommer unter anderem Hamit Altıntop (Real Madrid), Umut Bulut (FC Toulouse) und den Torschützenkönig der Saison 2011/12 Burak Yılmaz. Melo wurde für eine weitere Saison von Juventus Turin ausgeliehen. Nach sechs Jahren nahmen die Gelb-Roten an der Gruppenphase der UEFA Champions League teil, die Gegner waren Manchester United, Sporting Braga und CFR Cluj. Sie erreichten mit Platz 2 das Achtelfinale und trafen dort auf den FC Schalke 04. Vor den Begegnungen gegen Schalke 04 sorgte Gala mit den Transfers von Wesley Sneijder und Didier Drogba für große Aufmerksamkeit in Europa. Das Hinspiel in der Türk Telekom Arena endete mit 1:1-Remis. In Gelsenkirchen siegte die Mannschaft von Fatih Terim mit 3:2. Real Madrid war der Gegner im Viertelfinale, in dem Galatasaray nach einer 0:3-Hinspielniederlage in Madrid und einem 3:2-Sieg im Rückspiel ausschied. Im türkischen Pokal schied die Mannschaft in der 5. Qualifikationsrunde überraschend gegen den Zweitligisten 1461 Trabzon aus. Nach elf Jahren gelang es mit Burak Yılmaz, einem Spieler von Galatasaray, Torschützenkönig zu werden.
Galatasaray begann die Spielzeit 2013/14 mit der Titelverteidigung des türkischen Supercups. Drogba erzielte im Endspiel während der Verlängerung das Siegtor gegen Fenerbahçe Istanbul. Als Neuzugänge kamen Aurélien Chedjou, Bruma und Erman Kılıç, bei Felipe Melo und Umut Bulut wurden die Kaufoptionen gezogen. Aufgrund der damaligen Ausländerbegrenzung wurden Johan Elmander und Nordin Amrabat an Norwich City und FC Málaga verliehen. Am 22. August 2013 wurde Fatih Terim Trainer der Türkei und sollte vier Länderspiele die Mannschaft trainieren. Einen Monat später wurde Terim von seinem Cheftrainerposten bei Galatasaray gekündigt. Sein Nachfolger wurde der Italiener Roberto Mancini. In der UEFA Champions League erreichten die Gelb-Roten das Achtelfinale, nachdem man im entscheidenden Gruppenspiel gegen Juventus Turin mit 1:0 gewonnen hatte. Die Partie wurde am 10. Dezember 2013 wegen Unbespielbarkeit des Platzes nach 31. Spielminuten vom Schiedsrichter Pedro Proença abgebrochen. Das Spiel wurde am darauffolgenden Tag fortgeführt. Im Achtelfinale traf die Mannschaft auf Chelsea London. Im Hinspiel vor heimischen Publikum ging das Spiel mit 1:1-Remis vorbei. Das Rückspiel verlor man mit 2:0. Die Meisterschaft beendete man als Vizemeister hinter Erzrivale Fenerbahçe Istanbul. Der einzige Lichtblick für Verein und die Fans war der Gewinn des türkischen Pokals nach zuletzt neun Jahren. Gala besiegte Eskişehirspor durch ein Tor von Wesley Sneijder in der 70. Spielminute.
Am 11. Juni 2014 wurde Roberto Mancini nach gemeinsamer Entscheidung im Vorstand entlassen. Die Nachfolge trat sein Landsmann Cesare Prandelli an, der zuvor Nationaltrainer Italiens gewesen war. Während der Vorbereitung zur neuen Spielzeit wurden Spieler wie der Mannschaftskapitän Sabri Sarıoğlu, Emmanuel Eboué, Yiğit Gökoğlan, Engin Baytar und Sercan Yıldırım auf unbegrenzte Zeit von der 1. Mannschaft ausgeschlossen. Zum selben Zeitpunkt wurden Sinan Gümüş, Goran Pandev, Blerim Džemaili, Tarık Çamdal, Sinan Bolat (Leihe) und Olcan Adın verpflichtet und im Gegenzug verließen Ceyhun Gülselam, Izet Hajrović und Didier Drogba den Verein. Im türkischen Supercup verlor Galatasaray das Finale gegen Fenerbahçe im Elfmeterschießen. Fernando Muslera wurde zum Spieler des Spiels gewählt. Nach nur wenigen Monaten im Amt wurde Prandelli bei Galatasaray entlassen. Anfang Dezember übernahm mit Hamza Hamzaoğlu ein ehemaliger Spieler Galatasarays den Platz von Prandelli. Von den suspendierten Spielern durfte Sarıoğlu erneut an der 1. Mannschaft teilnehmen. In der Champions-League-Gruppenphase (Gruppengegner: Arsenal London, Borussia Dortmund und der RSC Anderlecht) wurde die Mannschaft mit einem Punkt aus sechs Spielen Gruppenletzter. Zum Saisonende wurden die Gelb-Roten zum 20. Mal Meister. Der 20. Meistertitel bedeutete gleichzeitig auch, dass der vierte Meisterschaftsstern über dem Emblem des Vereins platziert werden durfte. Im türkischen Pokal besiegte Galatasaray im Finale Bursaspor mit 3:2, alle drei Tore erzielte Burak Yılmaz.
Kurz vor Beginn der Saison 2015/16 trafen im Osmanlı Stadyumu (Ankara) Galatasaray und Bursaspor im türkischen Supercup erneut aufeinander. In dieser Partie hieß am Ende der Sieger, wie im Pokalfinale, Galatasaray Istanbul. Das einzige Tor des Spiels erzielte Yasin Öztekin. In der Sommertransferperiode verpflichtete Gala unter anderem Lukas Podolski (FC Arsenal) und Kevin Großkreutz (Borussia Dortmund). Beim Großkreutz-Transfer kam es zu Unstimmigkeiten. Galatasaray hatte am letzten Tag der Transferperiode unvollständige Unterlagen bei der FIFA registriert. Aufgrund dessen wurde Großkreutz keine Spielberechtigung erteilt, erst ab dem 1. Januar 2016 durfte Großkreutz an offiziellen Spielen teilnehmen. Am 18. November 2015 gab Galatasaray unerwartet die Trennung von Cheftrainer Hamzaoğlu bekannt. Sein Nachfolger wurde Mustafa Denizli. Für Denizli ist es die dritte Amtszeit als Cheftrainer bei Galatasaray. Großkreutz verließ Galatasaray nach einem halben Jahr ohne Pflichtspieleinsatz und kehrte nach Deutschland zum VfB Stuttgart zurück. In der Champions-League-Gruppenphase belegte die Mannschaft hinter Atlético Madrid und Benfica Lissabon den dritten Platz. Dadurch qualifizierten sich die Löwen für die Europa League und trafen auf Lazio Rom. In der Türk Telekom Arena endete das Hinspiel 1:1-Unentschieden. In Rom musste sich Galatasaray 3:1 geschlagen geben. Nach drei Monaten trat Denizli als Cheftrainer zurück. Orhan Atik übernahm als Trainer der zweiten Mannschaft die erste Mannschaft interimsweise für zwei Spiele. Am 2. März 2016 gab die UEFA bekannt, Galatasaray für ein Jahr von den europäischen Wettbewerben auszuschließen. Der Grund dafür war, dass der Verein gegen das Financial Fairplay verstieß. Nach zwei Spielen wurde Atik vom Niederländer Jan Olde Riekerink ersetzt.
Nach dem Ende der Partie zwischen Gençlerbirliği Ankara und Galatasaray ereignete sich am 13. März 2016 unweit des Fußballgeschehens ein Bombenanschlag in der Innenstadt Ankaras, bei welchem der Vater von Umut Bulut, Kemal Bulut, welcher sich auf dem Heimweg aus dem Stadion des 19. Mai befand, ums Leben kam. Am 19. März 2016 ereignete sich in der Istanbuler Innenstadt ein Terroranschlag, infolgedessen am darauffolgenden Tag das Istanbuler Derby zwischen Galatasaray und Fenerbahçe aufgrund akuter Terrorwarnungen abgesagt werden musste. Die Spielzeit 2015/16 beendete Galatasaray auf dem enttäuschenden 6. Platz. Im Finale des türkischen Pokals besiegte die Mannschaft den Stadtrivalen Fenerbahçe durch ein Tor von Lukas Podolski mit 1:0.
Für die Spielzeit 2016/17 wurde Olde Riekerink weiterhin zum Cheftrainer von Galatasaray Istanbul ernannt. Das erste Pflichtspiel der Saison stellte für Galatasaray die 15. Errungenschaft des Supercups dar. Bei einem Freundschaftsspiel gegen Lewski Sofia wurde der 14 Jahre alte Mustafa Kapı eingewechselt. Kapı war somit der jüngste Spieler, der für Galatasaray bei einem Profispiel zum Einsatz kam. Am 15. Februar 2017 gab Galatasaray Istanbul, die Trennung von Olde Riekerink bekannt. Die Mannschaft stand zu dem Zeitpunkt, in der Süper Lig auf dem 3. Tabellenplatz und im türkischen Pokal schied Gala im Achtelfinale gegen Istanbul Başakşehir aus. Am gleichen Tag wurde Igor Tudor neuer Cheftrainer und unterschrieb dort einen Vertrag bis zum 31. Mai 2018. Galatasaray zahlte Kardemir Karabükspor eine Ablöse in Höhe von 150.000 Euro. Tudor ist, nach Tomislav Ivić, der zweite kroatische Trainer der Vereinsgeschichte. Die Saison 2016/17 beendete Galatasaray auf dem 4. Platz.

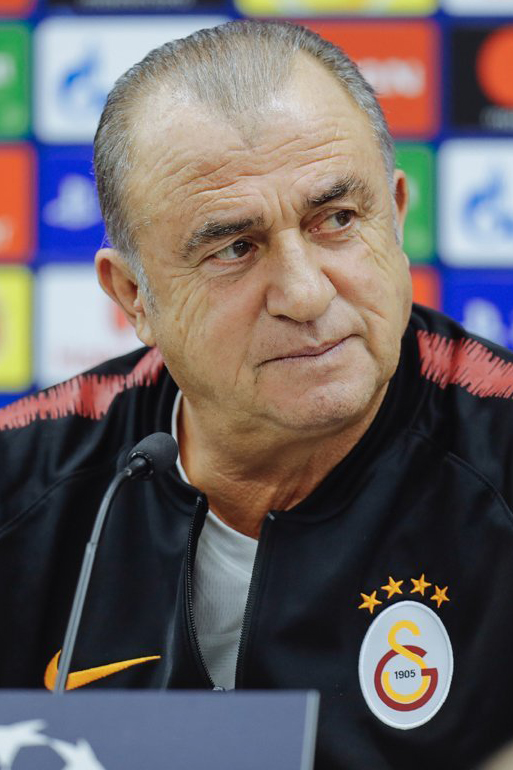
Im Dezember 2017 wurde Fatih Terim zum vierten Mal Trainer von Galatasaray Istanbul und gewann mit der Mannschaft zwei weitere Meisterschaften.

Die Saison 2017/18 begann für die Gelb-Roten mit der zweiten Qualifikationsrunde der UEFA Europa League gegen Östersunds FK. Nach einer 0:2-Niederlage in Schweden und einem 1:1 in Istanbul schied man aus dem Europacup aus. Kurz vor dem Ende der Hinrunde der Saison 2017/18 wurde Igor Tudor entlassen. Einige Tage nach der Entlassung von Tudor gab Galatasaray Istanbul die Rückkehr von Fatih Terim bekannt. Im türkischen Pokal schieden die Rot-Gelben im Halbfinale gegen Akhisar Belediyespor aus. In der Liga hingegen sicherte man sich am letzten Spieltag mit einem 1:0 gegen Göztepe Izmir die 21. Meisterschaft der Vereinsgeschichte.
Das türkische Supercup-Finale verlor Galatasaray am 5. August 2018 gegen den Pokalsieger Akhisarspor im Elfmeterschießen mit 4:5. Im April 2019 gab Galatasaray eine Zusammenarbeit mit OGC Nizza und Phoenix Rising bekannt. Am 15. Mai 2019 besiegte Galatasaray im Endspiel des türkischen Pokals Titelverteidiger Akhisarspor, mit 3:1. Vier Tage nach dem Pokalgewinn, wurde Galatasaray zum 22 Mal türkischer Meister. Sie besiegten Istanbul Başakşehir FK am vorletzten Spieltag mit 2:1.
Im türkischen Supercup traf Galatasaray erneut auf Akhisarspor und gewann den Wettbewerb durch ein Tor von Younès Belhanda mit 1:0. Während der Transferphase im Sommer 2019 verpflichtet man unter anderem den kolumbianischen Stürmer Falcao.

### 2020er-Jahre
| Saison                                                                                                | Platz     | Tore  | Punkte |
| --- | --------- | ----- | ------ |
| 2019/20                                                                                               | 6. Platz  | 55:37 | 56     |
| 2020/21                                                                                               | 2. Platz  | 80:36 | 84     |
| 2021/22                                                                                               | 13. Platz | 51:53 | 52     |
| 2022/23                                                                                               | 1. Platz  | 83:27 | 88     |
| 2023/24                                                                                               | 1. Platz  | 92:26 | 102    |
| 2024/25                                                                                               | 1. Platz  | 91:31 | 95     |
| gelb unterlegt: Türkischer Meister Weitere Einzelheiten siehe Saisonbilanzen von Galatasaray Istanbul |           |       |        |

Nach zwei Jahrzehnten gelang es Galatasaray, auswärts gegen den Stadtrivalen Fenerbahçe Istanbul zu gewinnen. Die Tore für den langersehnten Sieg erzielten Ryan Donk (40.), Falcao (80. Foulelfmeter) und Henry Onyekuru (90.+7'). Der 26. Spieltag vom 13. bis zum 16. März war der letzte Spieltag vor einer Zwangspause aufgrund der COVID-19-Pandemie. Zu diesem Zeitpunkt belegte Galatasaray den 3. Platz in der Süper-Lig-Tabelle. Die Saison wurde ab dem 12. Juni fortgesetzt. Nach der Pause gelang Galatasaray in acht Spielen ein Sieg, drei Remis und verlor vier Partien. Die Gelb-Roten belegten zum Saisonende den 6. Platz. Im türkischen Pokal schied der Vorjahressieger im Viertelfinale gegen Alanyaspor aus. Die Champions League endete für Gala in der Gruppenphase. Am 17. September 2020 feierte Galatasaray in der 2. Qualifikationsrunde der UEFA Europa League gegen Neftçi Baku seinen 100. Spielsieg im europäischen Wettbewerb, außerdem war es für Fatih Terim der 500. Einsatz als Trainer der Gelb-Roten. In der Playoff-Runde der UEFA Europa League unterlag Galatasaray gegen Glasgow Rangers mit 1:2 und schied aus. Im türkischen Pokal schied Galatasaray wie in der Vorsaison im Viertelfinale gegen Alanyaspor aus. Die Spielzeit beendete Galatasaray als Vizemeister hinter Beşiktaş Istanbul.

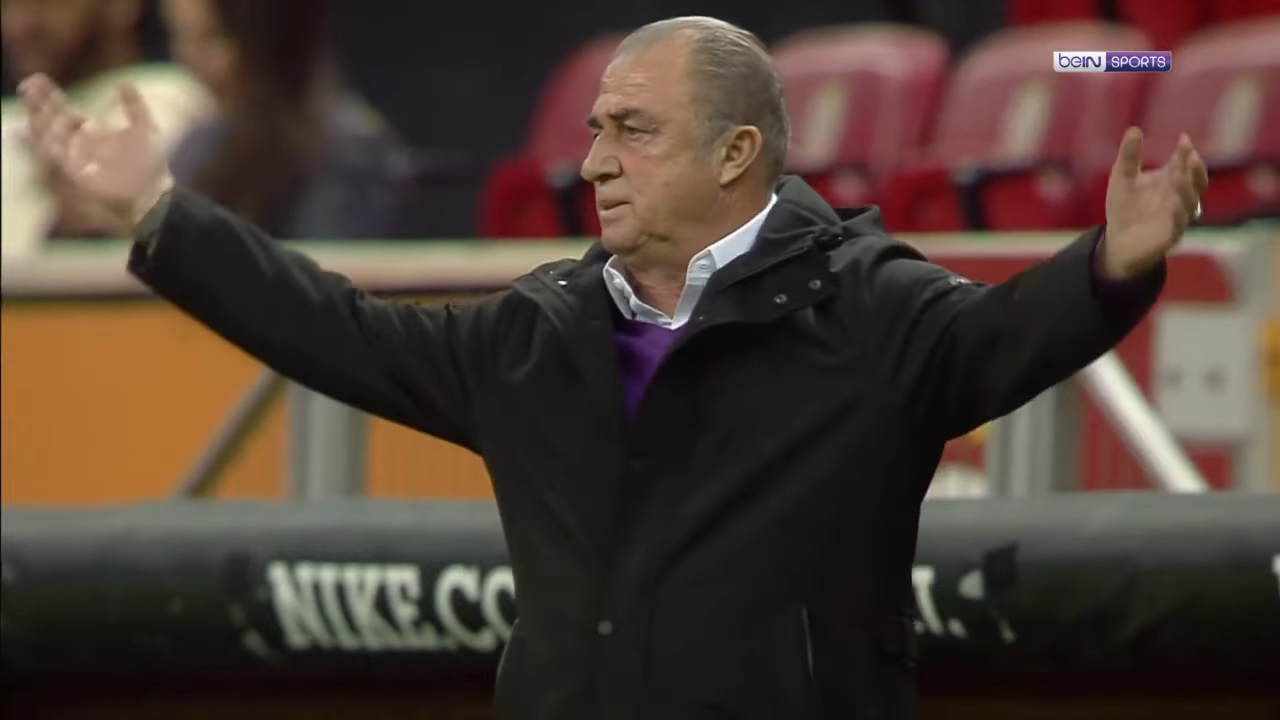
Terims letzter Cheftrainereinsatz beim Rückrundenstart 2021/22, Januar 2022.

Am 1. Spieltag der Saison 2021/22 kam es während der Partie zwischen Giresunspor und Galatasaray Istanbul zum Eklat. In der 62. Spielminute lief Marcão auf seinen Teamkameraden Kerem Aktürkoğlu zu und verpasste ihm einen tätlichen Kopfstoß, zudem schlug der Brasilianer mit seinen Fäusten zweimal in Richtung Gesicht von Aktürkoğlu. Der Schiedsrichter wurde vom VAR auf diese Situation aufmerksam gemacht, wodurch Marcão für seine Tätlichkeit an seinem eigenen Mitspieler mit einer Roten Karte vom Platz gestellt wurde. Die Hinrunde der Saison 2021/22 beendete Galatasaray Istanbul auf dem 10. Platz und im nationalen Pokal schied die Mannschaft von Trainer Fatih Terim in der 5. Hauptrunde gegen den Zweitligisten Denizlispor aus. Nachdem Pokalaus erlitt Galatasaray erneut eine Niederlage beim Liga-Rückrundenstart unter der Ägide von Terim. Damit erlitten sie auch ihren schlechtesten Saisonstart bzw. -verlauf ihrer Süper-Lig-Historie seit Einführung der Drei-Punkte-Regelung (1987/88). Woraufhin Galatasaray die Trennung von Terim bekannt gab, sein Nachfolger wurde der Spanier Domènec Torrent. Die Europapokal-Saison 2021/22 endete für die türkische Mannschaft im Achtelfinale der UEFA Europa League gegen den FC Barcelona. Die Saison 2021/22 beendete die Mannschaft auf dem 13. Platz, welches die schlechteste Leistung der Vereinsgeschichte ist. Während der Sommerpause 2022 wurde Torrent entlassen. Zwei Tage nach der Entlassung Torrents wurde Okan Buruk sein Nachfolger.
Am 25. Spieltag der Saison 2022/23 stellte Galatasaray mit 14 Siegen in Folge einen neuen Rekord auf. Der vorherige Rekordhalter Beşiktaş Istanbul, gewann in der Spielzeit 1959/60 13 Spiele hintereinander. Die Siegesserie endete am darauffolgenden Spieltag nach einer Niederlage gegen Konyaspor (1:2). Am 36. Spieltag sicherte sich Galatasaray Istanbul seine 23. Meisterschaft in der Vereinsgeschichte. Sie gewannen Auswärts gegen MKE Ankaragücü mit 4:1. Während der Rückrunde der Saison 2023/24 wechselte der französische Außenverteidiger Sacha Boey für eine Ablösesumme in Höhe von 30 Millionen Euro zum FC Bayern München. Hinzu können 5 Mio. Euro an Bonuszahlungen kommen und anteilig Einnahmen aus zwei Freundschaftsspielen. Es ist der teuerste Spielerverkauf in der Vereins– und Süper Lig-Geschichte. Am letzten Spieltag wurde Galatasaray mit 102 Punkten zum 24 Mal türkischer Meister.
Im Supercup-Finale 2024 verlor Galatasaray gegen Beşiktaş Istanbul mit 0:5. Es ist die höchste Niederlage für die Gelb-Roten in diesem Wettbewerb. Ende August 2024 schied der amtierende türkische Meister gegen BSC Young Boys in der UEFA-Champions-League-Play-off-Runde aus. Am 13. Spieltag der Saison 2024/25 gewann Galatasaray Istanbul mit 1:0. Mit diesem Ergebnis ist Galatasaray die erste Mannschaft in der Geschichte der Süper Lig, die 11 von den ersten 12 Spielen in einer Saison gewonnen hat. 
Nach sechs Jahren hatte Galatasaray Istanbul das Finale erreicht und Trabzonspor mit 3:0 besiegt. Die Gelb-Roten sicherten sich ihren 19. Titel in diesem Wettbewerb. Vier Tage nach dem Pokalgewinn wurde Galatasaray Istanbul drei Spieltag vor dem Ende der Saison zum 25 Mal türkischer Meister.
Am 31. Juli 2025 gab Galatasaray Istanbul die Verpflichtung von Victor Osimhen bekannt. Nach offiziellen Angaben von Galatasaray beträgt die Ablösesumme 75 Millionen Euro, die in Raten gezahlt werden. Im Sommer 2025 werden 40 Millionen Euro an SSC Neapel überwiesen, während die restlichen 35 Millionen Euro in zwei Raten fällig sind. Es ist gleichzeitig der teuerste Spielereinkauf in der Geschichte des Vereins und der Süper Lig.

### Vereinswappenhistorie

1905–1923
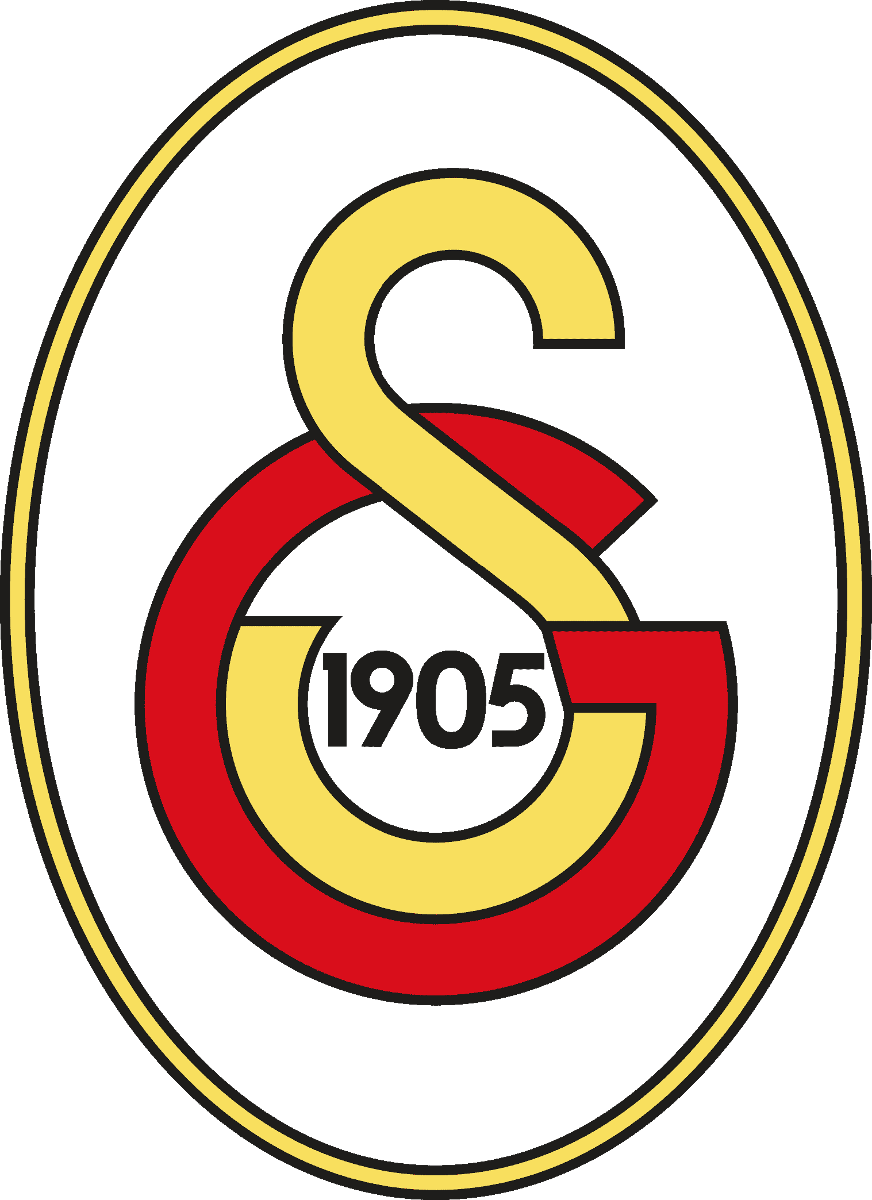
1923–1960
1960–1986
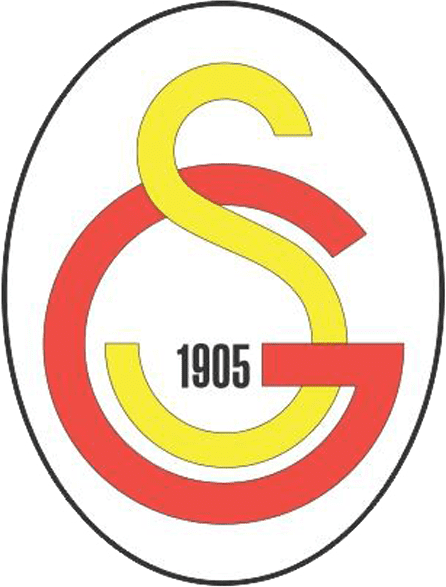
1986–1987
1987–1993
1993–2000
2000–2002
2002–2007
2007–2015
2015–2025
Seit 2025

## Rivalität
Fenerbahçe Istanbul ist Galatasarays größter Widersacher. Wenn diese beiden Teams aufeinandertreffen (mindestens zweimal jährlich), spricht man vom Interkontinentalen Derby (türkisch: Kıtalar Arası Derbi; Galatasaray befindet sich im europäischen Stadtteil Beyoğlu, Fenerbahçe im asiatischen Kadıköy), dem größten Derby der Türkei. Das erste Spiel zwischen diesen beiden Mannschaften wurde am 17. Januar 1909 ausgetragen, Galatasaray gewann mit 2:0. Fenerbahçe hat mehr Siege bei den Spielen der beiden untereinander vorzuweisen, Galatasaray hingegen hat am 12. Februar 1911 7:0 in Unterzahl auf Fenerbahçes Gelände einen höheren Sieg davongetragen, was jedoch als Amateurspiel statt als Ligaspiel gewertet wird, da der türkische Fußballverband erst 1923 gegründet wurde. Für diese historisch nicht belegte Feindschaft ist kein relevanter Grund bekannt, außer vielleicht der Tatsache, dass die Heimat beider Teams Istanbul ist. Ansonsten entbehren die Spannungen jedweder Grundlage: keine religiösen wie beim Old Firm, auch keine politischen wie bei FC Barcelona und Real Madrid. Es bleibt trotz allem ein Fakt, dass vor allem die türkischen Medien und Funktionäre der beiden Vereine viel dazu beigetragen haben.
Weitere Rivalen sind Beşiktaş Istanbul, das sich eher in einer Sonderstellung sieht, sowie Trabzonspor, welches aber seit den 1970er-Jahren Fenerbahçe als großen Gegner hat.
Am 13. Mai 2013 wurde nach dem Istanbuler Stadtderby zwischen Fenerbahçe und Galatasaray ein Fenerbahçe-Fan in der Istanbuler Innenstadt niedergestochen. Medienberichten zufolge handelt es sich bei den Tätern um Anhänger des Erzrivalen Galatasaray. Der 19 Jahre alte Fenerbahçe-Fan erlag im Krankenhaus seinen Verletzungen.
Nach dem 404. Istanbuler Stadtderby sieht die Bilanz wie folgt aus:
| Stand: 2. April 2025 | Fenerbahçe Istanbul | und | Galatasaray Istanbul |

| Wettbewerb                       | Spiele | Siege FB | Remis | Siege GS | Tore    |
| -------------------------------- | ------ | -------- | ----- | -------- | ------- |
| Süper Lig                        | 136    | 53       | 45    | 38       | 164:133 |
| Türkischer Fußballpokal          | 27     | 4        | 8     | 15       | 29:44   |
| Türkischer Fußball-Supercup      | 7      | 3        | 0     | 4        | 5:12    |
| Federasyon Kupası                | 3      | 1        | 0     | 2        | 6:7     |
| İstanbul Futbol Ligi (1904–1915) | 5      | 1        | 1     | 3        | 4:17    |
| İstanbul Futbol Ligi (1923–1951) | 50     | 21       | 13    | 16       | 68:61   |
| İstanbul Profesyonel Ligi        | 16     | 3        | 9     | 4        | 13:13   |
| Cuma Ligi                        | 11     | 8        | 1     | 2        | 30:15   |
| Millî Küme                       | 20     | 8        | 7     | 5        | 26:20   |
| Başbakanlık Kupası               | 3      | 2        | 0     | 1        | 5:3     |
| Spor Toto Kupası                 | 2      | 0        | 2     | 0        | 2:2     |
| 50. Yıl Kupası                   | 1      | 0        | 0     | 1        | 0:0     |
| Weitere Partien                  | 123    | 51       | 29    | 43       | 156:143 |
|                                  |        |          |       |          |         |
| Gesamt                           | 404    | 155      | 115   | 134      | 510:468 |

## Erfolge

### Internationale Titel
| UEFA-Pokal (1)     | UEFA-Pokal (1) | UEFA-Pokal (1) | UEFA-Pokal (1) | UEFA-Pokal (1) | UEFA-Pokal (1) |
| ------------------ | -------------- | -------------- | -------------- | -------------- | -------------- |
| 2000               |                |                |                |                |                |
| UEFA Super Cup (1) |                |                |                |                |                |
| 2000               |                |                |                |                |                |

### Nationale Titel
| Türkische Meisterschaft (25) | Türkische Meisterschaft (25) | Türkische Meisterschaft (25) | Türkische Meisterschaft (25) | Türkische Meisterschaft (25) | Türkische Meisterschaft (25) | Türkische Meisterschaft (25) | Türkische Meisterschaft (25) | Türkische Meisterschaft (25) | Türkische Meisterschaft (25) |
| ---------------------------- | ---------------------------- | ---------------------------- | ---------------------------- | ---------------------------- | ---------------------------- | ---------------------------- | ---------------------------- | ---------------------------- | ---------------------------- |
| 1962                         | 1963                         | 1969                         | 1971                         | 1972                         | 1973                         | 1987                         | 1988                         | 1993                         | 1994                         |
| 1997                         | 1998                         | 1999                         | 2000                         | 2002                         | 2006                         | 2008                         | 2012                         | 2013                         | 2015                         |
| 2018                         | 2019                         | 2023                         | 2024                         | 2025                         |                              |                              |                              |                              |                              |
| Türkischer Fußballpokal (19) |                              |                              |                              |                              |                              |                              |                              |                              |                              |
| 1963                         | 1964                         | 1965                         | 1966                         | 1973                         | 1976                         | 1982                         | 1985                         | 1991                         | 1993                         |
| 1996                         | 1999                         | 2000                         | 2005                         | 2014                         | 2015                         | 2016                         | 2019                         | 2025                         |                              |
| Supercup (17)                |                              |                              |                              |                              |                              |                              |                              |                              |                              |
| 1966                         | 1969                         | 1972                         | 1982                         | 1987                         | 1988                         | 1991                         | 1993                         | 1996                         | 1997                         |
| 2008                         | 2012                         | 2013                         | 2015                         | 2016                         | 2019                         | 2023                         |                              |                              |                              |

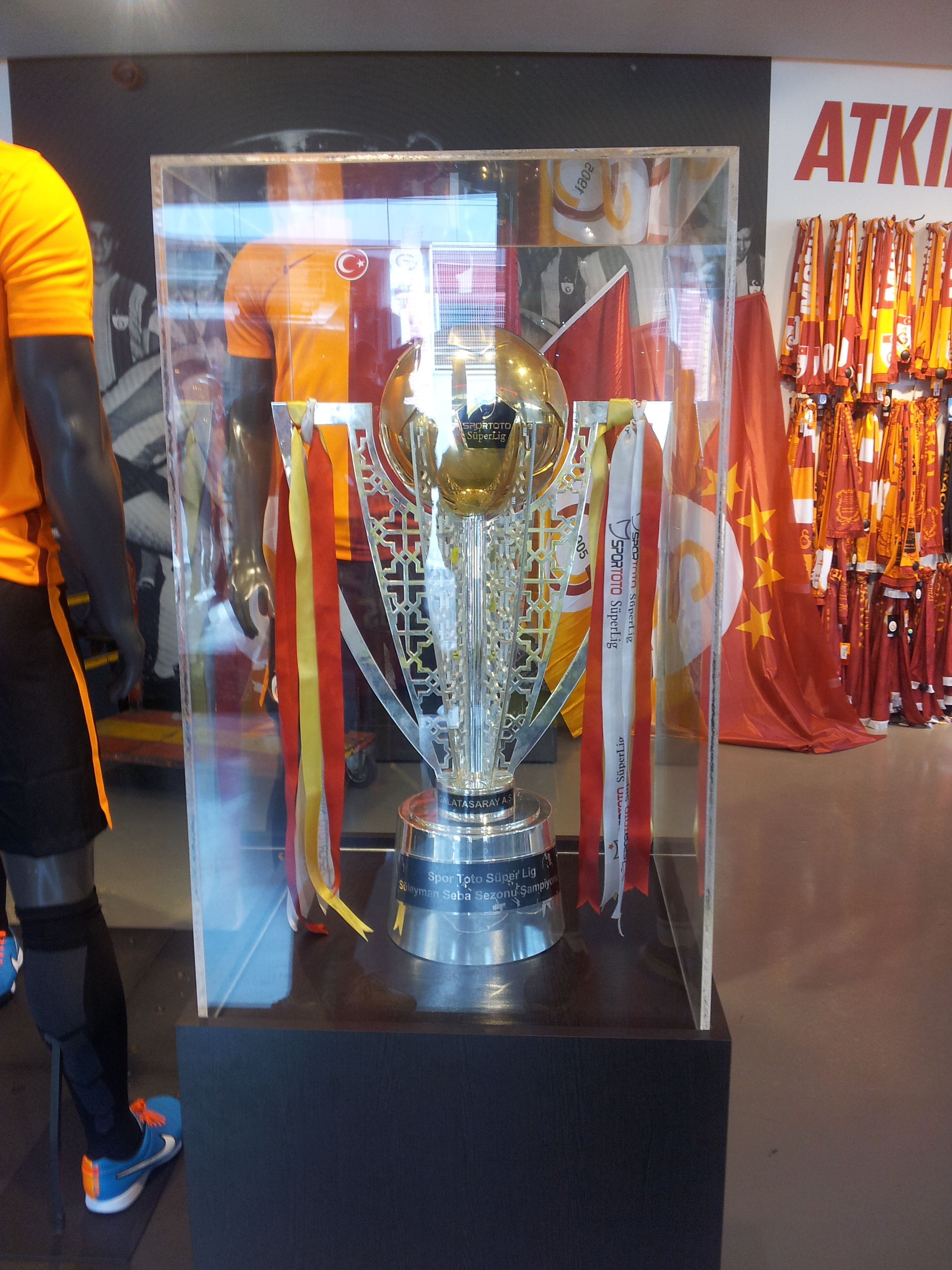
Türkischer Meisterschaftspokal (2015)
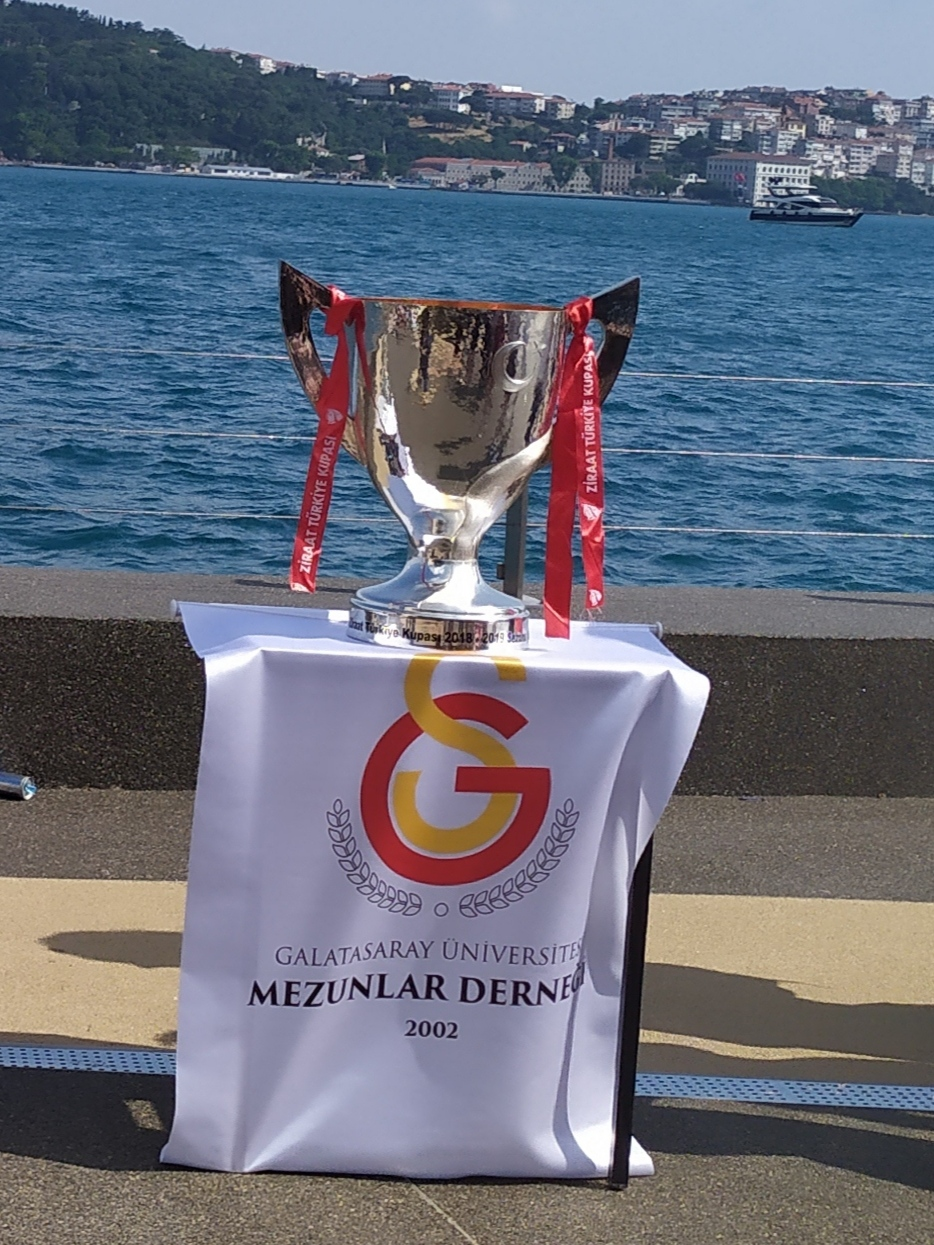
Türkischer Pokal (2019)
Türkischer Meisterschaftspokal (2023)
Türkischer Supercup (2023)
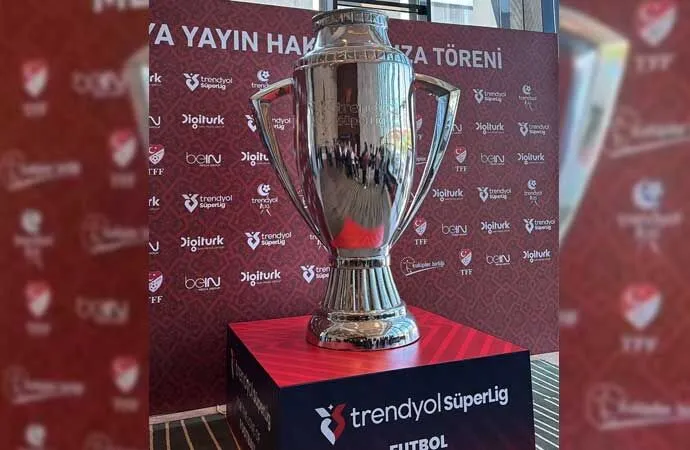
Meisterpokal der Saison 2024/25

### Weitere Erfolge, Titel und Auszeichnungen
Dieser ausgelagerte Abschnitt würdigt Mehrfacherfolge wie Double oder Triple, zählt zweite Plätze auf und nennt die regionalen Titel, die Galatasaray von seiner Frühzeit gewonnen hat. Auch die in Einladungsturnieren gewonnenen Trophäen sowie Auszeichnungen, die Galatasaray Istanbul zuteilgeworden sind, finden dort Erwähnung.

## Stadien
In den ersten Jahren der Klubgeschichte gab es in Istanbul kein Stadion, in dem Galatasaray seine Spiele hätte austragen können. Das erste Stadion, das Taksim-Stadion, wurde 1921 eröffnet. Es war die erste Heimstätte für Galatasaray sowie Beşiktaş Istanbul und Fenerbahçe Istanbul. Dort trug Galatasaray seine Partien bis 1939 aus. Im Jahr 1940 wurde das Stadion abgerissen.

### Ali Sami Yen Stadyumu (1964 bis 2011)
Galatasaray plante nach der Zeit im Taksim-Stadion ein eigenständiges und zu jenem Zeitpunkt modernes Stadion zu errichten. Der damalige Vereinspräsident Ali Haydar Barşal kaufte ein Grundstück für das zukünftige Stadion im Istanbuler Stadtviertel Mecidiyeköy. Am 1. Dezember 1936 folgte der Spatenstich, bis zur Eröffnung des Ali-Sami-Yen-Stadions im Jahr 1964 spielte Galatasaray im İnönü Stadı. Am 20. Dezember 1964 wurde das Stadion mit der Partie zwischen der Türkei gegen Bulgarien eröffnet. Während des Spiels kam es zu einem tragischen Unfall. Bei einem Würstchenverkäufer begann der Gasofen funken zu schießen, sodass die Zuschauer in Panik verfielen. Die betroffene Tribüne sackte ein und es wurden 80 Menschen verletzt. Ein Zuschauer erlag, einige Tage nach dem Vorfall, an seinen Verletzungen.
Das Stadion wurde nach dem Mitgründer und gleichzeitig erstem Vereinspräsidenten Ali Sami Yen benannt. Das Stadion wurde nicht lange für Spiele der Fußballmannschaft genutzt. Der Bau der Hochstraße neben dem Stadion und das fehlende Interesse der Zuschauer, zwangen den Klub im Jahr 1972, die Tore zu schließen. Die Fußballmannschaft kehrte am 22. Dezember 1980 im Ligaspiel gegen Altay İzmir in das Ali Sami Yen zurück. Aufgrund der anhaltenden Probleme mit dem Rasen des Stadions wurde am Ende der Saison 1983/84 beschlossen, dass der Spielbetrieb im Stadion erneut beendet werden musste. Die darauffolgenden zwei Spielzeiten wurden die Heimspiele im Inönü verbracht. Nach zwei Jahren der Renovierung und Sanierung war das Stadion für Fußballspiele bereit. Das Stadion besaß eine Kapazität von 24.000 Sitzplätzen, jedoch erreichte man am 7. Juni 1987 im Ligaspiel gegen Eskişehirspor eine Zuschauerzahl von 39.000. Es war der letzte Spieltag der Saison 1986/87 und Galatasaray wurde nach 14 titellosen Jahren türkischer Fußballmeister. Dies ist bis heute das Spiel mit der höchsten Besucherzahl in der Geschichte des Stadions. Die eigenen Fans nennen das Stadion auch Cehennem (Hölle) Nachdem die Fußballmannschaft in die Türk Telekom Arena umzog, wurde das Stadion im Mai 2011 abgerissen. Der Verein plant auf dem leerstehenden Areal ein 5-Sterne-Hotel mit 200 Zimmern zu bauen.

### Atatürk-Olympiastadion (2003 bis 2004)
Aufgrund von Sanierungsarbeiten im Ali-Sami-Yen-Stadion spielte Galatasaray in der Saison 2003/04 seine Heimspiele im Atatürk-Olympiastadion. Das Stadion besitzt eine Kapazität von 76.092 Sitzplätzen und ist somit das größte Stadion in der Türkei. Es befindet sich westlich von Istanbul in İkitelli. Wegen der schlechten An- und Abreise wurde der Verein für diese Übergangslösung von vielen Klubs kritisiert. In der Saison 2004/05 spielten die Rot-Gelben ihre Heimspiele wieder im Ali Sami Yen. Galatasaray spielte 2006/07 seine UEFA-Champions-League-Heimspiele im Atatürk-Olympiastadion. Gala wollte die große Kapazität nutzen, da das eigene Stadion mit knapp über 20.000 Plätzen weitaus kleiner war als das Olympiastadion und somit mit mehr Unterstützung zu rechnen war. Außerdem machte der Klub mehr Einnahmen durch den höheren Ticketverkauf.

### Rams Park (seit 2011)
| Tor  | Datum              | Spieler         | Gegner                 | Wettbewerb    |
| ---- | ------------------ | --------------- | ---------------------- | ------------- |
| 001. | 23. Januar 2011    | Servet Çetin    | Sivasspor              | Süper Lig     |
| 050. | 26. Februar 2012   | Johan Elmander  | Beşiktaş Istanbul      | Süper Lig     |
| 100. | 19. April 2013     | Didier Drogba   | Elazığspor             | Süper Lig     |
| 150. | 6. April 2014      | Wesley Sneijder | Fenerbahçe Istanbul    | Süper Lig     |
| 200. | 26. April 2015     | Hakan Balta     | Gaziantepspor          | Süper Lig     |
| 250. | 21. Februar 2016   | Selçuk İnan     | Trabzonspor            | Süper Lig     |
| 300. | 28. Januar 2017    | Yasin Öztekin   | Akhisarspor            | Süper Lig     |
| 350. | 26. Dezember 2017  | Sinan Gümüş     | Bucaspor               | TR-Pokal      |
| 400. | 23. Dezember 2018  | Eren Derdiyok   | Sivasspor              | Süper Lig     |
| 450. | 28. Dezember 2019  | Ryan Babel      | Antalyaspor            | Süper Lig     |
| 500. | 20. Januar 2021    | Jesse Sekidika  | Denizlispor            | Süper Lig     |
| 550. | 27. Februar 2022   | Bafétimbi Gomis | Çaykur Rizespor        | Süper Lig     |
| 600. | 5. April 2023      | Mauro Icardi    | Istanbul Başakşehir FK | TR-Pokal      |
| 650. | 15. Januar 2024    | Dries Mertens   | Kayserispor            | Süper Lig     |
| 700. | 25. September 2024 | Mauro Icardi    | PAOK Thessaloniki      | Europa League |
| 750. | 30. Mai 2025       | Victor Osimhen  | Istanbul Başakşehir FK | Süper Lig     |

Der Rams Park (von 2011 bis 2021 Türk Telekom Stadyumu) ist seit der Rückrunde der Saison 2010/11 das neue Heimstadion Galatasarays. Der Baubeginn des neuen Stadions war der 14. Dezember 2007 und für die Eröffnung war der 15. Januar 2011 vorgesehen. Galatasaray Istanbul spielte im Eröffnungsspiel gegen Ajax Amsterdam. Das Stadion sollte bereits ein Jahr vorher fertig sein, jedoch traf die Weltwirtschaftskrise auch dieses Projekt, weshalb der Bau der Arena vom März 2009 bis Oktober 2009 gestoppt werden musste. Das Stadion ist eines der modernsten in der Türkei, es bietet Platz für 52.650 Zuschauer. Galatasaray Istanbul pachtete das Stadion zunächst vom Spor Genel Müdürlüğü, einer Abteilung des Jugend- und Sportministeriums. Seit März 2017 ist Galatasaray offiziell Besitzer des Stadions. Das türkische Telekommunikationsunternehmen Türk Telekom erwarb das Namensrecht des Stadions für 10 Jahre, der eigentliche Name der Spielstätte lautet Aslantepe. Der ursprüngliche (Sponsoren-)Name lautete „Türk Telekom Arena“, jedoch musste dieser Name auf Anordnung von Recep Tayyip Erdoğan geändert werden, da dieser „an die Arenen im alten Rom erinnere und das Wort ‚Arena‘ kein türkisches sei“.

## Einrichtungen

### Galatasaray Museum
Das Galatasaray Museum wurde im Jahr 1905 von Ali Sami Yen gegründet. Der Standort des Museums war bis zum 15. Mai 1919 in Kalamış (Istanbul). Ali Sami Yen befürchtete nach dem Ersten Weltkrieg, dass zu der Zeit alle Pokale, Trikots, Fotografien, Dokumente und Medaillen vom Staat beschlagnahmt werden könnten, daher wurden die Gegenstände im Galatasaray Lisesi untergebracht. Das Galatasaray-Museum ist das erste Sportmuseum seiner Art, welches in der Türkei eröffnet wurde. Im Museum befinden sich ca. 3000 Pokale sowie Fotografien von Mustafa Kemal Atatürk und anderen wichtigen Staatsmännern der Türkei und Europas. Zudem findet der Besucher Waffen und Schwerter aus dem Ersten Weltkrieg: ungefähr 200 Schüler des Galatasara Lisesi haben damals am Krieg teilgenommen, ein Großteil von ihnen fiel. Am 1. März 2018 eröffnete Galatasaray Istanbul sein zweites Vereinsmuseum, welches sich im Rams Park befindet. In den 2.100 m² großen Räumlichkeiten befinden sich 768 Pokale.

### Jugendeinrichtungen
Galatasaray hat einen der erfolgreichsten Jugendeinrichtungen in der Türkei. Die Gündüz Kılıç Jugendeinrichtungen in Florya ist das Zentrum der Abteilung. Das Ziel ist es Fußballer zu entwickeln, die loyal zu den Traditionen von Galatasaray sind, kreativ sind, strategisches Verständnis besitzen, ihren Gegnern und Anhängern mit Respekt entgegnen, eine vorbildliche Persönlichkeit haben und die Fair-Play Prinzipien einhalten. Außerdem stammen viele wichtige Spieler der Türkei aus der Jugend von Galatasaray wie zum Beispiel: Okan Buruk, Bülent Korkmaz, Arda Turan und Tugay Kerimoğlu. Die Jugendmannschaft von Galatasaray ist außerdem Rekordmeister der Jugendliga mit sechs Meisterschaften. Galatasaray hat 65 Jugendakademien in der Türkei und eine in Dortmund.

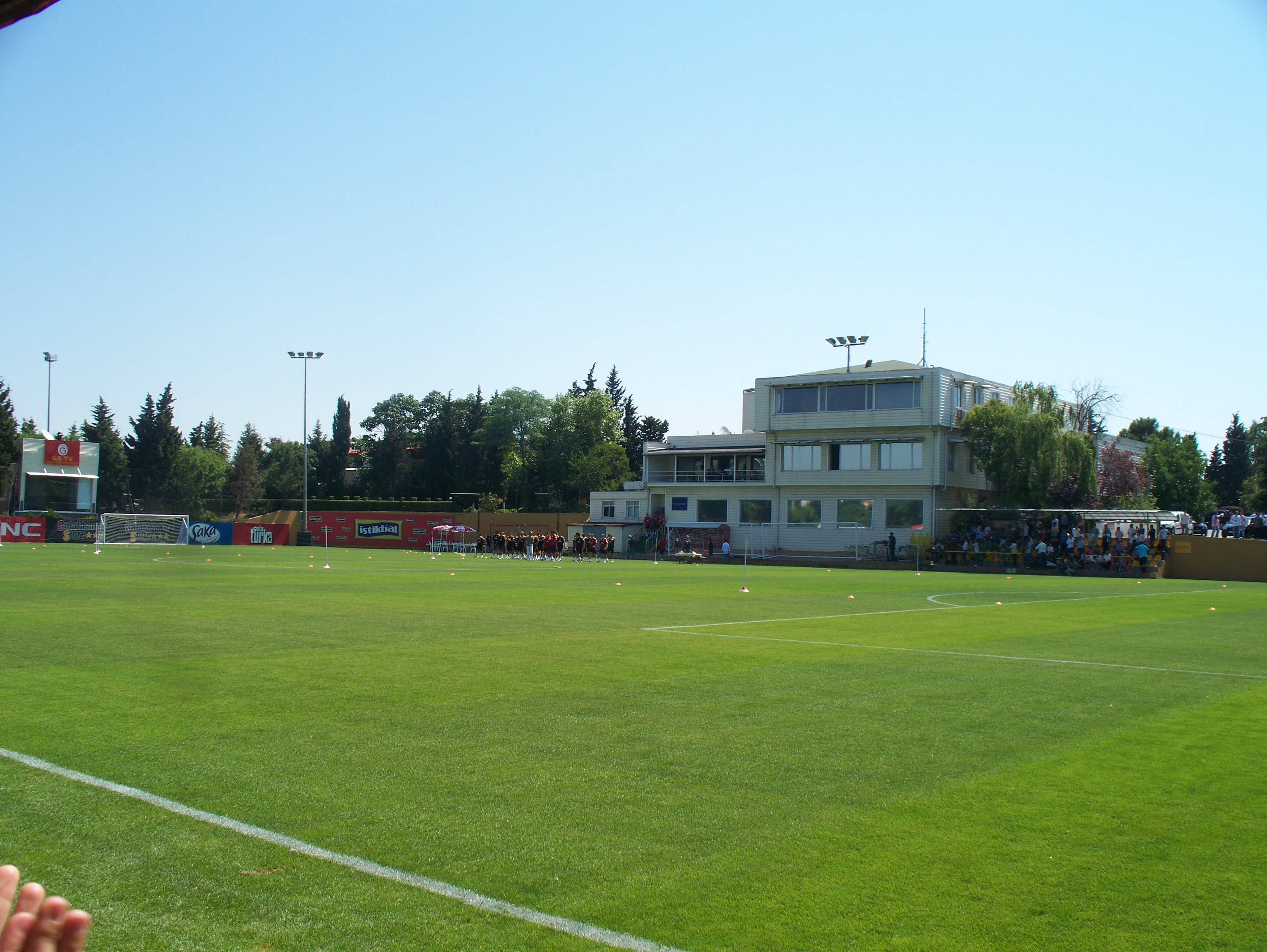
Ein Teil des Florya Metin Oktay-Trainingsgeländes

### Florya Metin Oktay Tesisleri
Das Trainingsgelände von Galatasaray das Florya Metin Oktay Tesisleri wurde nach dem Spieler Metin Oktay benannt. Er war vor Hakan Şükür der beste Torschütze der Vereinsgeschichte. Oktay starb 1991 nach einem Autounfall, weshalb das Trainingsgelände nach ihm benannt wurde. Florya (Istanbul) ist der Ortsteil, in dem sich die Anlage befindet. Die Größe des Geländes beträgt 80 Hektar, dort befinden sich das Vereinsheim, vier Fußballfelder, ein eigener Bereich für die Fußballjugend, Fußballinternat und Sporthallen für die Abteilung Basketball und Volleyball. Eines der Fußballfelder wurde nach dem verstorbenen Trainer Jupp Derwall benannt. 2022 begannen die Bauarbeiten für das neue Trainingsgelände in Kemerburgaz. Am 19. Mai 2023 wurde die Grundsteinlegung mit früheren Funktionären und Spielern gefeiert. Das letzte Training der ersten Mannschaft fand am 25. Februar 2025 statt.

### Kemerburgaz Metin Oktay Tesisleri
Seit dem 26. Februar 2025 trainiert die erste Mannschaft auf dem Trainingsgelände Kemerburgaz Metin Oktay Tesisleri. Zu diesem Zeitpunkt waren das Vereinsheim und zwei Spielfelder fertig errichtet.

### Galatasaray TV
Galatasaray TV kurz GS TV ist der eigene Fernsehsender des Vereins. Am 15. Januar 2007 ging mit Hilfe der Doğan Yayın Holding auf Sendung. Es wird rund um die Uhr gesendet. Das Programm umfasst tagesaktuelle Nachrichten aus dem Verein und der Welt des Fußballs, Live-Bilder vom Mannschaftstraining, die Ausstrahlung von Fußballklassikern vergangener Jahre, Reportagen und Porträts. Die Spiele der zweiten Mannschaft werden live übertragen. Die Spiele der A-Mannschaft in der Süper Lig werden nicht live übertragen, jedoch wird vom Spiel live berichtet. Am 28. Mai 2009 wurde der Vertrag mit der Doğan Yayın Holding aufgelöst, fortan war GS TV auf Digiturk empfangbar. Seitdem ist der vereinseigene Sender, weiterhin online (per Livestream) verfügbar. Die Zusammenarbeit mit Digiturk wurde am 1. Januar 2024 beendet.

### Galatasaray-Insel
Die Galatasaray-Insel oder Kuruçeşme-Insel ist eine Insel, die sich im Bosporus befindet. Die Insel wurde im Jahr 1957 vom damaligen Galatasaray-Präsidenten Sadık Giz erworben und für die Vereinsmitglieder sowie Wasserballmannschaft bis 1968 zur Verfügung gestellt. Die Insel wurde von 2002 bis 2007 renoviert. Auf der Insel gab es drei Restaurants, einen Nachtclub, eine Bar und ein Schwimmbecken nach olympischen Kriterien. Am 28. Mai 2017 wurden, die auf der Insel befindlichen Lokalitäten von der Stadtverwaltung, abgerissen. Im März 2021 wurde Galatasaray Istanbul die Nutzung der Insel gerichtlich genehmigt. Im Juni 2022 begann die Renovierung der Insel. Nach einem Monat wurde die Renovierung abgeschlossen und die Insel wurde wiedereröffnet.

## Aktuelle Saison
Für eine komplette Auflistung aller Erstliga-Spieler von Galatasaray Istanbul seit 1959, siehe Liste der Spieler von Galatasaray Istanbul.

### Kader

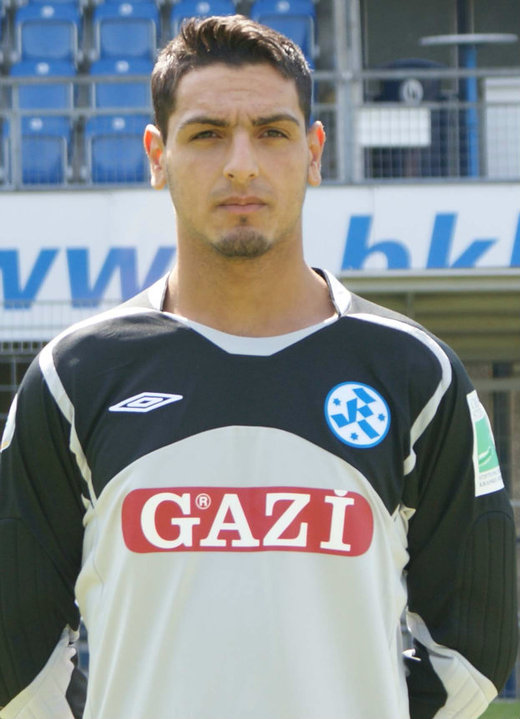
Günay Güvenç

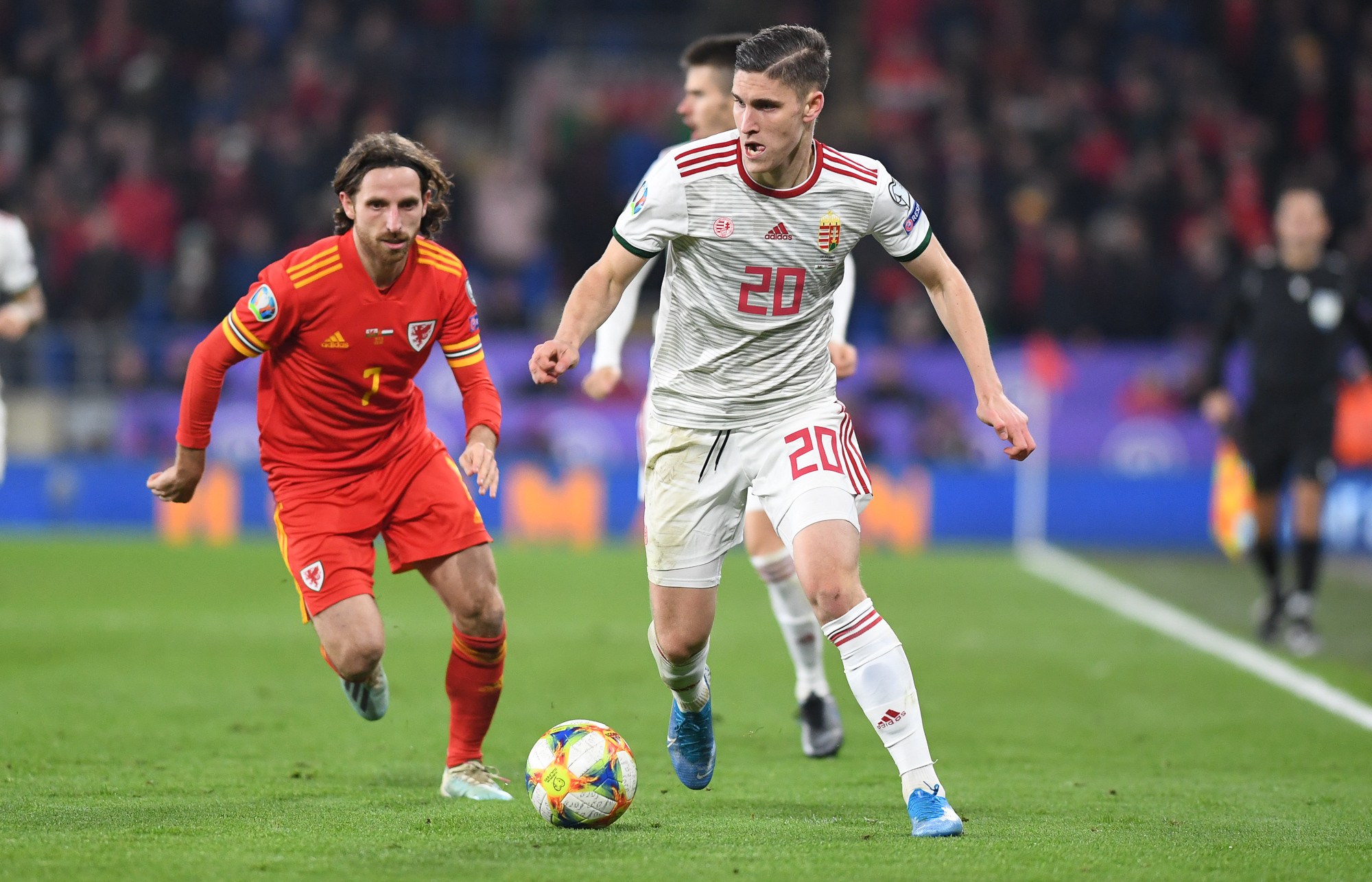
Roland Sallai
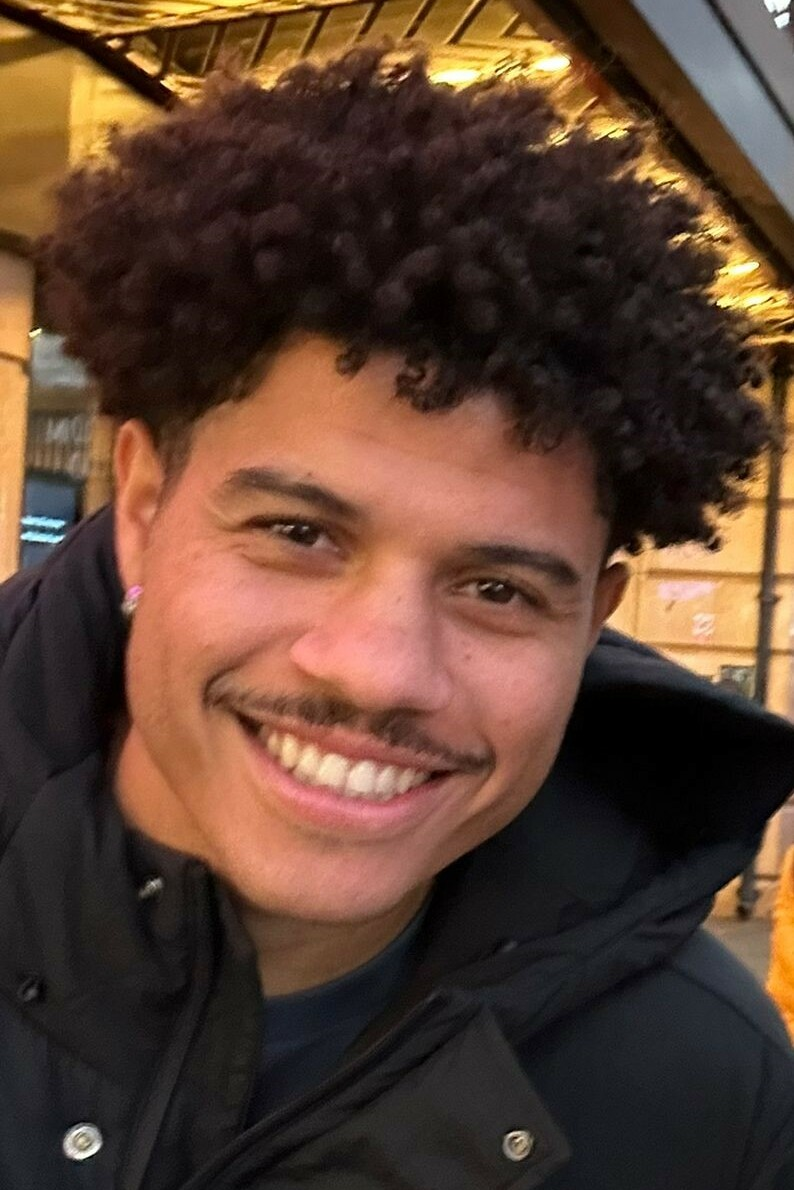
Gabriel Sara
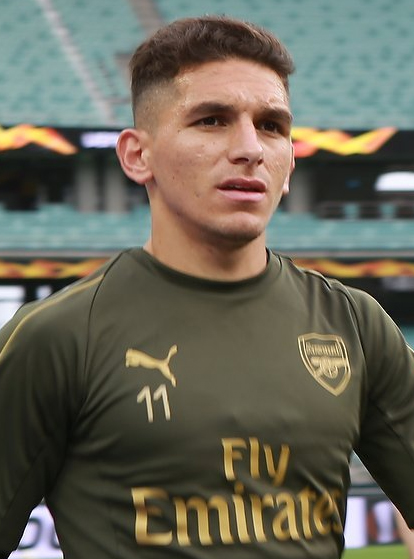
Lucas Torreira

Kapitän der Mannschaft ist Mauro Icardi. seine Stellvertreter sind Kaan Ayhan und Abdülkerim Bardakcı.
| Nr. | Nat.                   | Name                | Geburtsdatum  | im Verein seit | Vertrag bis | vorheriger Verein       | SL-Spiele SL | SL-Tore SL |
| Torhüter | Torhüter               | Torhüter            | Torhüter      | Torhüter       | Torhüter    | Torhüter                | Torhüter     | Torhüter   |
| --- | ---------------------- | ------------------- | ------------- | -------------- | ----------- | ----------------------- | ------------ | ---------- |
| 12 | Turkei                 | Batuhan Şen         | 3. Feb. 1999  | 2011           | 2026        | eigene Jugend           | 000          | 0          |
| 19 | Turkei Deutschland     | Günay Güvenç        | 25. Juni 1991 | 2023           | 2028        | Gaziantep FK            | 007          | 0          |
| 50 | Turkei                 | Jankat Yılmaz       | 16. Aug. 2004 | 2017           | 2027        | eigene Jugend           | 000          | 0          |
| 70 | Turkei                 | Enes Emre Büyük     | 8. Mai 2006   | 2016           | 2027        | eigene Jugend           | 000          | 0          |
| Abwehr |                        |                     |               |                |             |                         |              |            |
| 03 | Turkei                 | Metehan Baltacı     | 3. Nov. 2002  | 2021           | 2028        | eigene Jugend           | 010          | 0          |
| 04 | Senegal Deutschland    | Ismail Jakobs       | 17. Aug. 1999 | 2024           | 2027        | AS Monaco               | 019          | 0          |
| 06 | Kolumbien              | Davinson Sánchez    | 12. Juni 1996 | 2023           | 2029        | Tottenham Hotspur       | 056          | 05         |
| 17 | Turkei                 | Eren Elmalı         | 7. Juli 2000  | 2025           | 2028        | Trabzonspor             | 015          | 01         |
| 23 | Turkei Deutschland     | Kaan Ayhan          | 10. Nov. 1994 | 2023           | 2028        | US Sassuolo             | 072          | 02         |
| 24 | Danemark               | Elias Jelert        | 12. Juni 2003 | 2024           | 2029        | FC Kopenhagen           | 021          | 0          |
| 25 | Danemark               | Victor Nelsson      | 14. Okt. 1998 | 2021           | 2026        | FC Kopenhagen           | 112          | 03         |
| 26 | Kolumbien              | Carlos Cuesta       | 9. März 1999  | 2025           | 2028        | KRC Genk                | 005          | 0          |
| 42 | Turkei                 | Abdülkerim Bardakcı | 7. Sep. 1994  | 2022           | 2027        | Konyaspor               | 091          | 10         |
| 88 | Turkei                 | Kazımcan Karataş    | 16. Jan. 2003 | 2022           | 2027        | Altay Izmir             | 019          | 01         |
| 91 | Turkei                 | Arda Ünyay          | 18. Jan. 2007 | 2025           | 2028        | MKE Ankaragücü          | 002          | 0          |
| Mittelfeld |                        |                     |               |                |             |                         |              |            |
| 05 | Turkei Deutschland     | Eyüp Aydın          | 2. Aug. 2004  | 2023           | 2026        | FC Bayern München (II)  | 012          | 0          |
| 08 | Brasilien              | Gabriel Sara        | 26. Juni 1999 | 2024           | 2029        | Norwich City            | 033          | 02         |
| 18 | Turkei Schweiz         | Berkan Kutlu        | 25. Jan. 1998 | 2021           | 2026        | Alanyaspor              | 105          | 02         |
| 33 | Turkei Deutschland     | Gökdeniz Gürpüz U19 | 25. Feb. 2006 | 2023           | 2026        | Borussia Dortmund U19   | 000          | 0          |
| 34 | Uruguay Spanien        | Lucas Torreira      | 11. Feb. 1996 | 2022           | 2028        | FC Arsenal              | 100          | 06         |
| 83 | Turkei                 | Efe Akman U19       | 20. März 2006 | 2016           | 2028        | eigene Jugend           | 005          | 0          |
| 99 | Gabun Frankreich       | Mario Lemina        | 1. Sep. 1993  | 2025           | 2026        | Wolverhampton Wanderers | 034          | 01         |
| Angriff |                        |                     |               |                |             |                         |              |            |
| 07 | Ungarn                 | Roland Sallai       | 22. Mai 1997  | 2024           | 2028        | SC Freiburg             | 029          | 02         |
| 09 | Argentinien Italien    | Mauro Icardi        | 19. Feb. 1993 | 2022           | 2026        | Paris Saint-Germain     | 066          | 52         |
| 10 | Deutschland Frankreich | Leroy Sané          | 11. Jan. 1996 | 2025           | 2028        | FC Bayern München       | 002          | 0          |
| 11 | Turkei                 | Yunus Akgün         | 21. Okt. 1998 | 2018           | 2029        | eigene Jugend           | 074          | 09         |
| 21 | Turkei Deutschland     | Ahmed Kutucu        | 1. März 2000  | 2025           | 2028        | Eyüpspor                | 014          | 01         |
| 22 | Italien                | Nicolò Zaniolo      | 2. Juli 1999  | 2023           | 2027        | AS Rom                  | 011          | 05         |
| 30 | Osterreich             | Yusuf Demir         | 2. Juni 2003  | 2022           | 2026        | SK Rapid Wien           | 013          | 0          |
| 45 | Nigeria                | Victor Osimhen      | 29. Dez. 1998 | 2024           | 2029        | SSC Neapel              | 031          | 26         |
| 53 | Turkei                 | Barış Alper Yılmaz  | 23. Mai 2000  | 2021           | 2027        | Keçiörengücü            | 113          | 25         |
| Stand der Spielerstatistiken: 15. August 2025 (2. Spieltag der Saison 2025/26) Letzte Kaderaktualisierung: 19. August 2025 |                        |                     |               |                |             |                         |              |            |

- Günay Güvenç

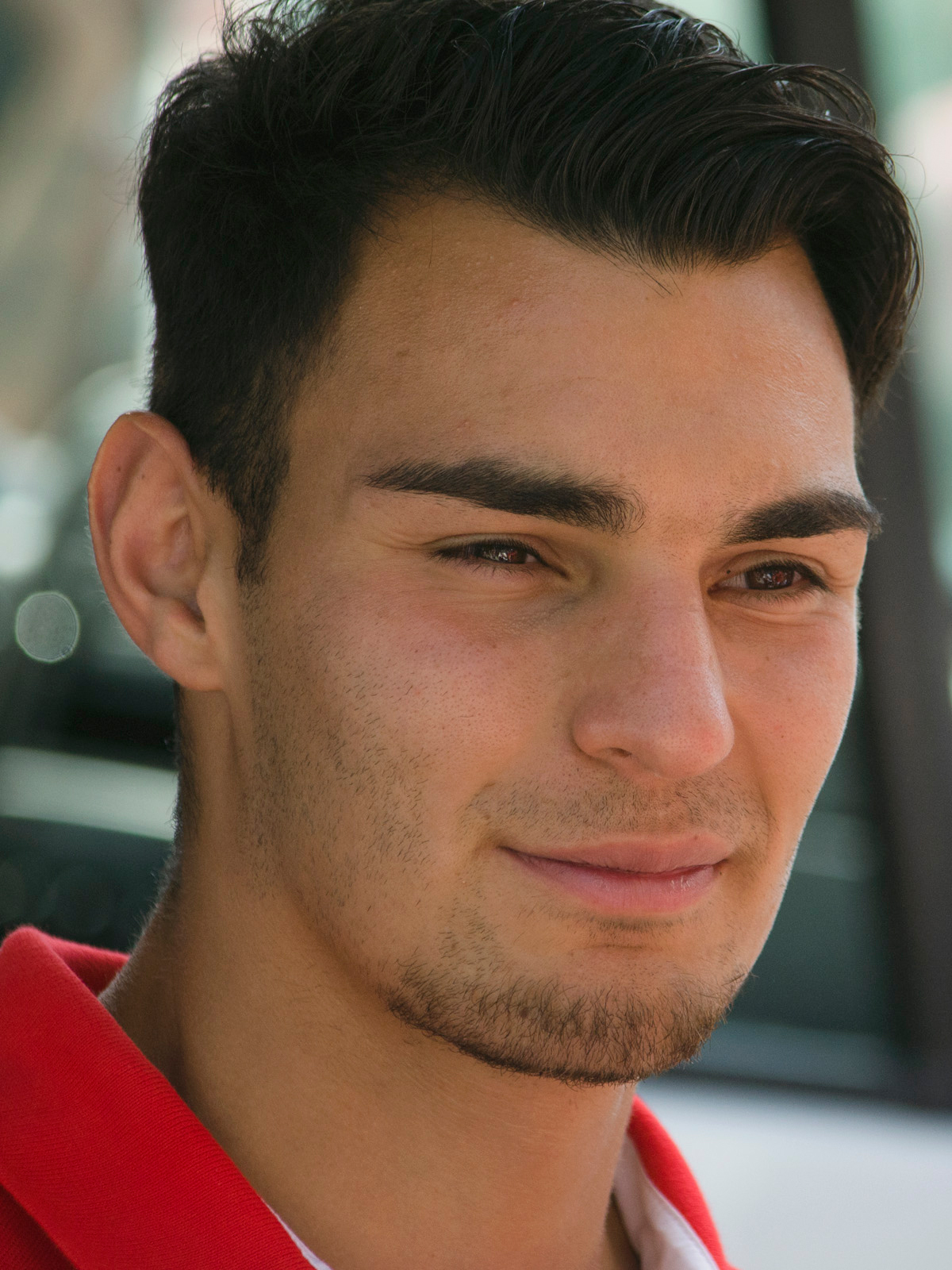
Kaan Ayhan
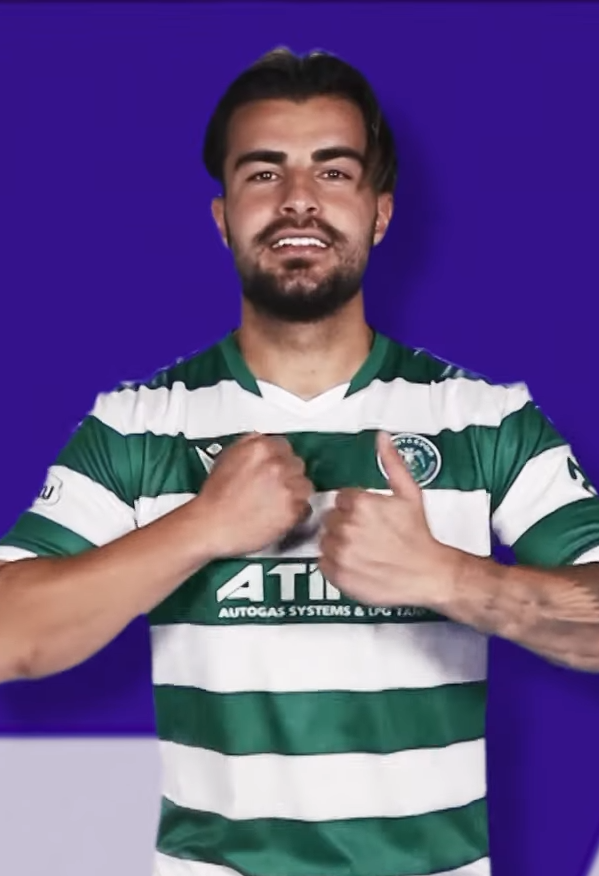
Abdülkerim Bardakcı
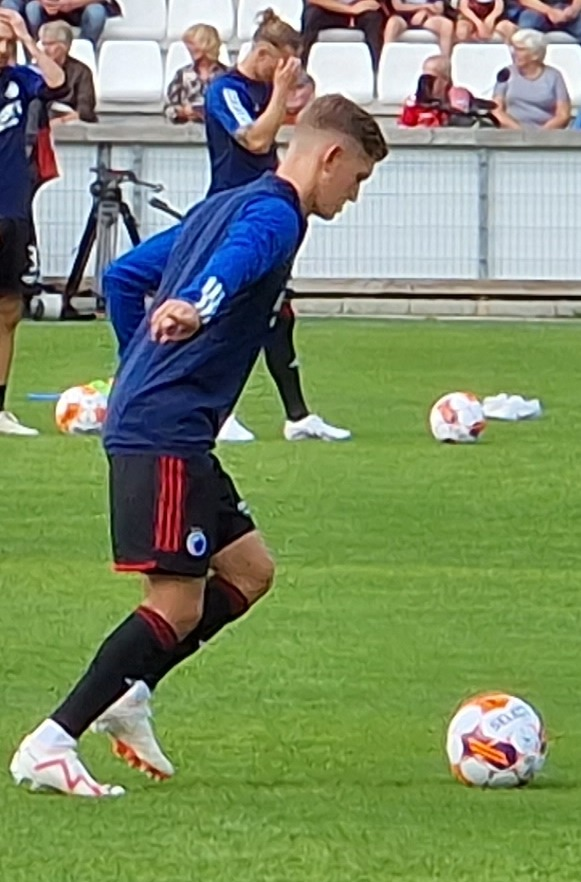
Elias Jelert
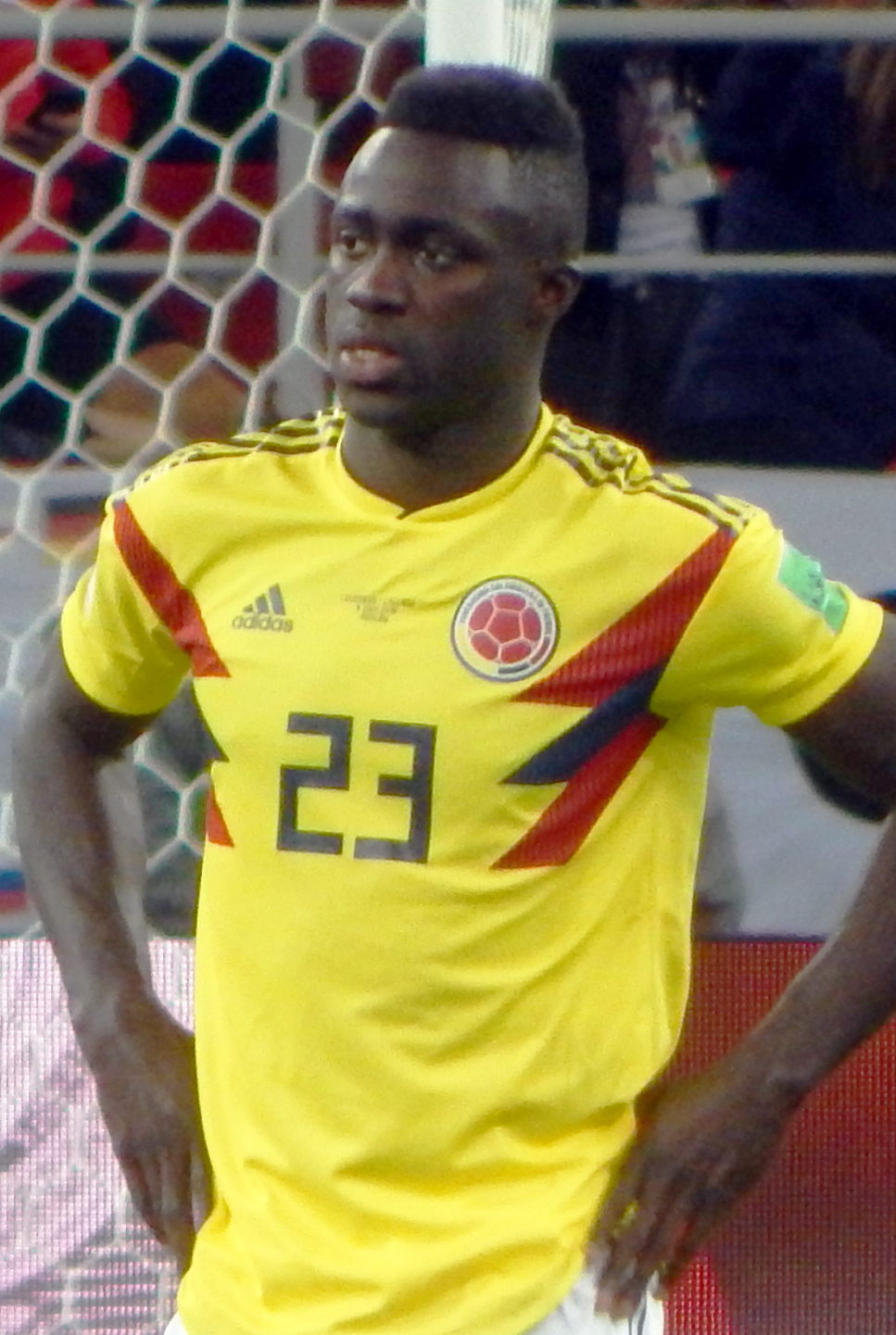
Davinson Sánchez

- Roland Sallai
- Gabriel Sara
- Lucas Torreira

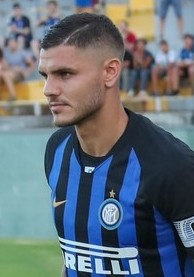
Mauro Icardi
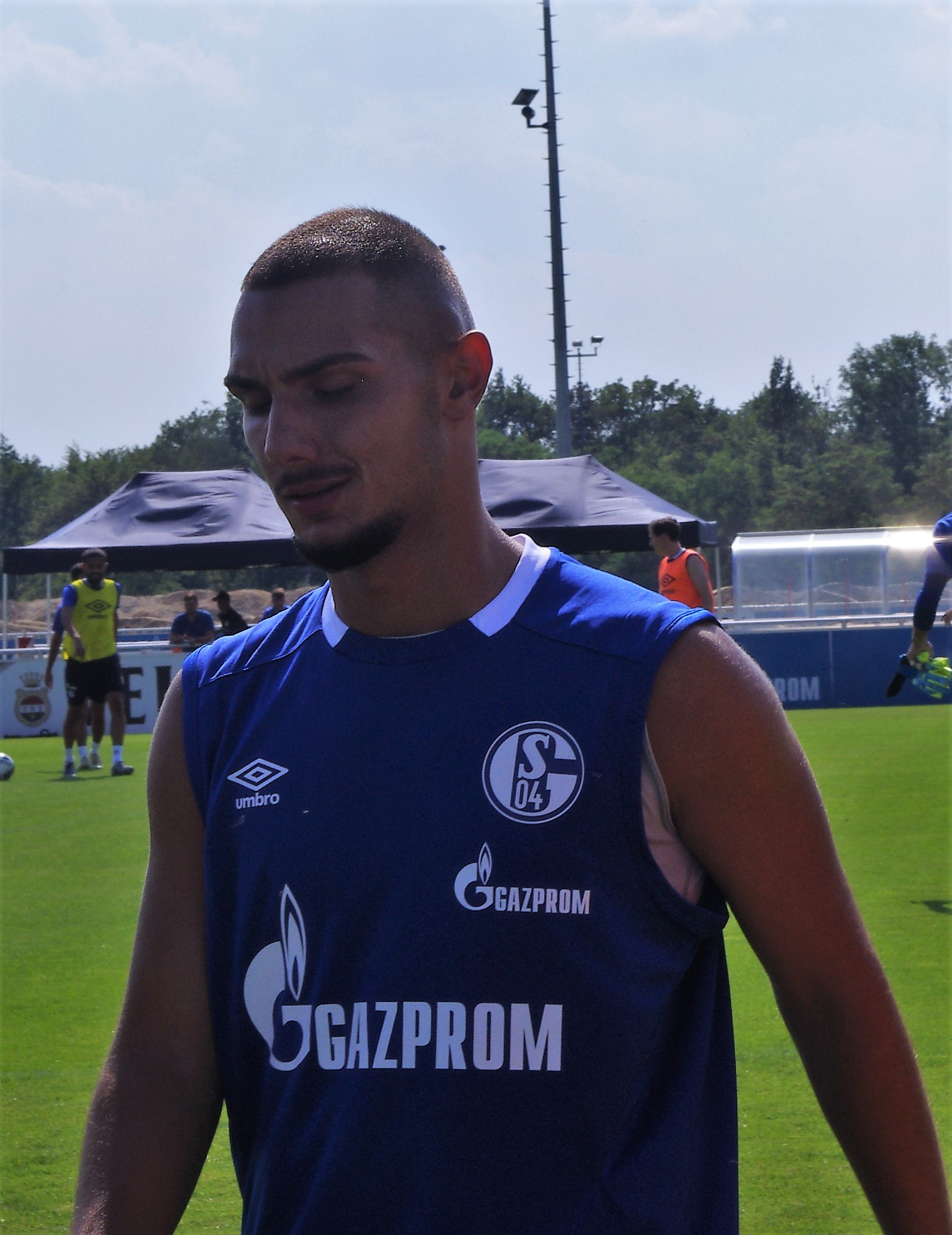
Ahmed Kutucu
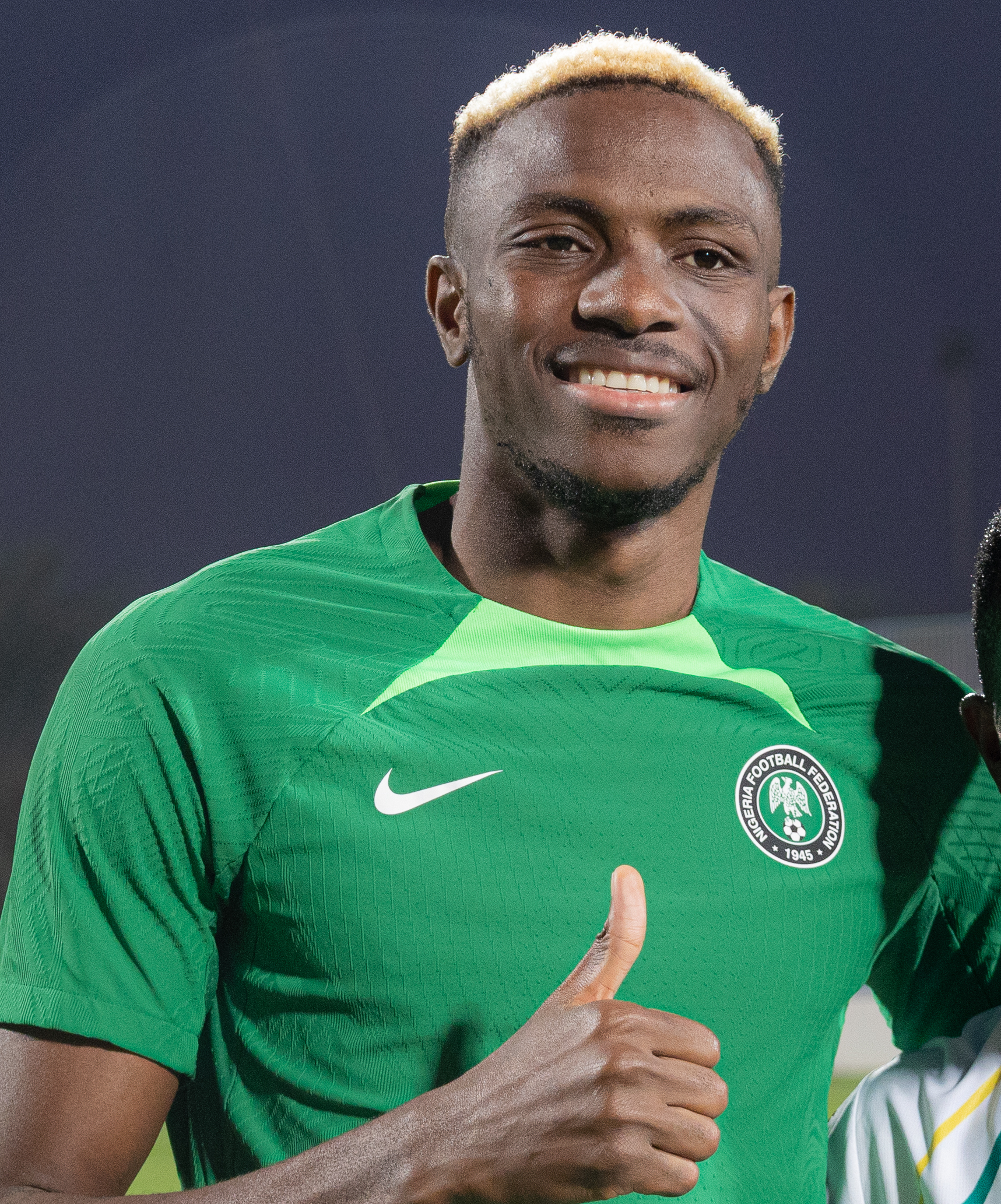
Victor Osimhen
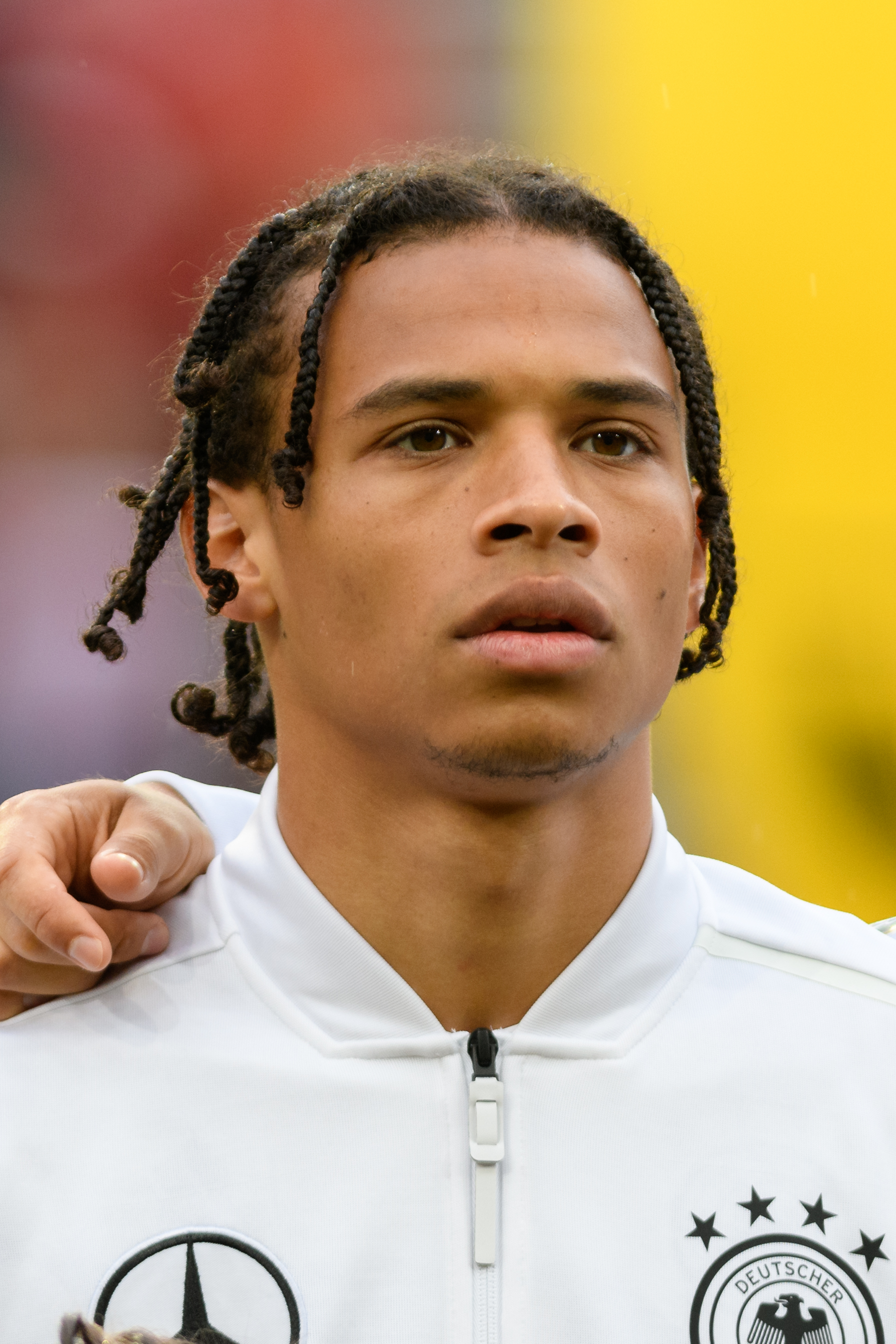
Leroy Sané
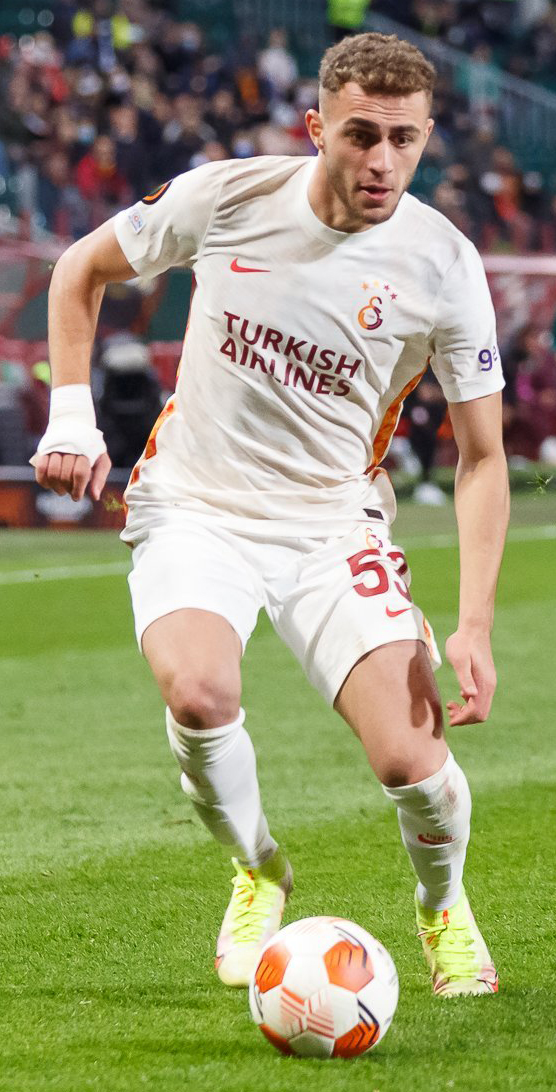
Barış Alper Yılmaz

#### Zu- und Abgänge 2025/26
| Zugänge | Abgänge |
| Sommerpause | Sommerpause |
| --- | --- |
| - Enes Emre Büyük (eigene Jugend) - Derrick Köhn (Werder Bremen, Leihende) - Victor Nelsson (AS Rom, Leihende) - Leroy Sané (FC Bayern München) - Batuhan Şen (Kocaelispor, Leihende) - Nicolò Zaniolo (AC Florenz, Leihende) | - Taylan Antalyalı (Vertrag wurde aufgelöst) - Ali Turap Bülbül (Ümraniyespor, Leihe) - Kerem Demirbay (Eyüpspor) - Baran Demiroğlu (Sarıyer SK) - Halil Dervişoğlu (Çaykur Rizespor, Leihe) - Przemysław Frankowski (Stade Rennes, Leihe) - Berat Luş (Esenler Erokspor, Leihe) - Dries Mertens (Karriere beendet) - Fernando Muslera (Estudiantes de La Plata) - Mathias Ross (Vertrag wurde aufgelöst) |
| nach Saisonbeginn | |
| | - Derrick Köhn (1. FC Union Berlin) - Álvaro Morata (AC Mailand, Leihende) |

### Trainer- und Betreuerstab

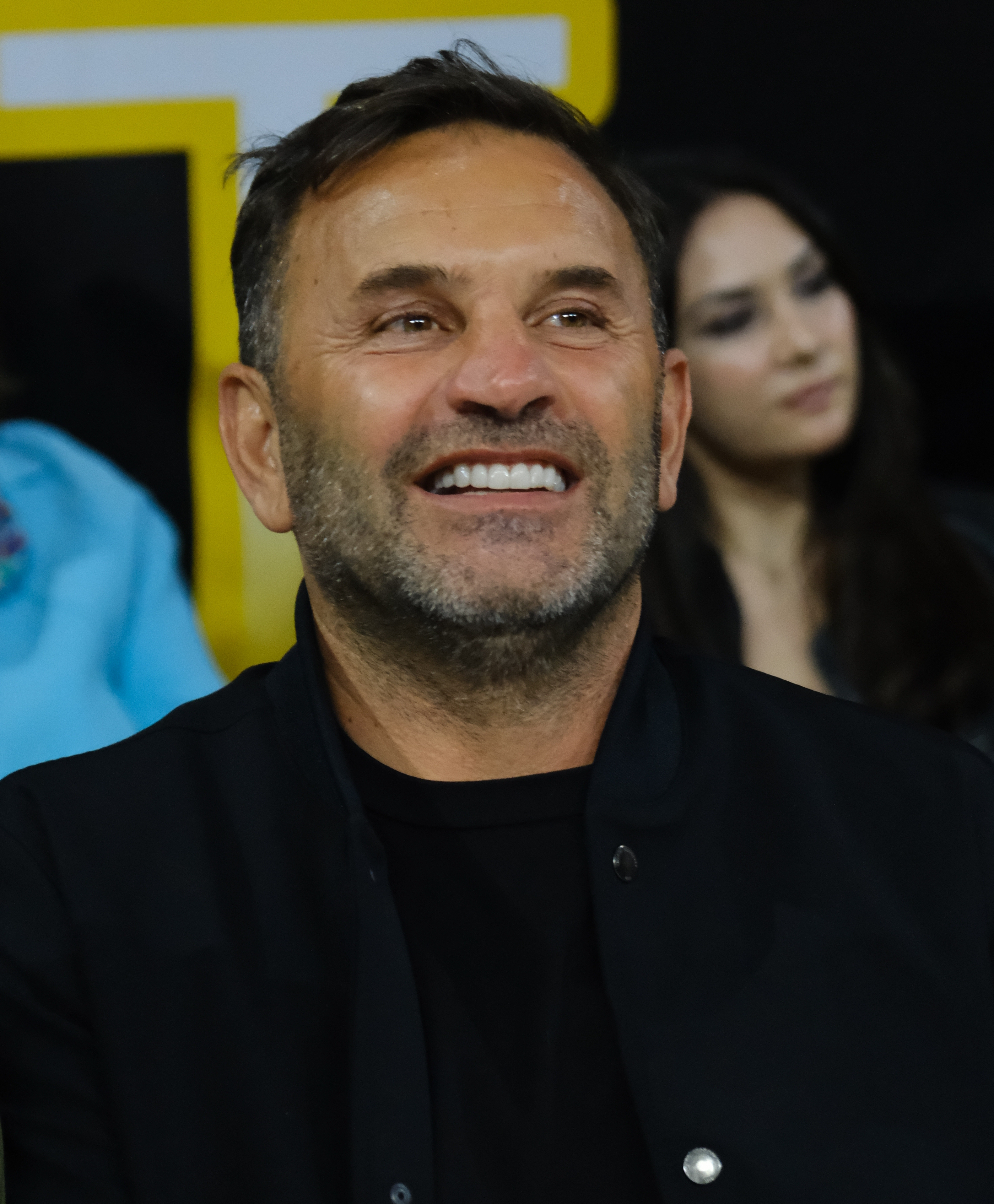
Cheftrainer: Okan Buruk

| Trainer- und Betreuerstab Saison 2024/25 | Trainer- und Betreuerstab Saison 2024/25 |
| Name                                     | Funktion                                 |
| Trainerstab                              | Trainerstab                              |
| ---------------------------------------- | ---------------------------------------- |
| Okan Buruk                               | Cheftrainer                              |
| Ismael García Gómez                      | Co-Trainer                               |
| İrfan Saraloğlu                          | Co-Trainer                               |
| Fadıl Koşutan                            | Torwarttrainer                           |
| Can Okuyucu                              | Torwarttrainer                           |
| Kaan Arısoy                              | Performance-Trainer                      |
| Gürkan Fuat Demir                        | Performance-Trainer                      |
| Dursun Genç                              | Performance-Trainer                      |
| Yusuf Köklü                              | Performance-Trainer                      |
| Serhat Doğan                             | Spielanalyst                             |
| Can Mutlu                                | Spielanalyst                             |
| Yılmaz Yüksel                            | Spielanalyst                             |
| Ersan Zeren                              | Dolmetscher                              |
| Utku Yurtbil                             | Dolmetscher                              |
| Scouting-Abteilung                       |                                          |
| Emre Utkucan                             | Scoutingverantwortlicher                 |
| Sportliche Leitung und Organisation      |                                          |
| vakant                                   | Direktor Fußball                         |
| Ayhan Akman                              | Assistent-Direktor Fußball               |
| vakant                                   | Leiter der Nachwuchsabteilung            |
| Fatih Demireli                           | Direktor Forschung & Entwicklung         |
| Uğur Yıldız                              | Teammanager                              |
| Öffentlichkeitsarbeit                    |                                          |
| Coşkun Gülbahar                          | Direktor Unternehmenskommunikation       |
| Egehan Şengül                            | Medienverantwortlicher                   |
| Medizinische Abteilung                   |                                          |
| Yener İnce                               | Mannschaftsarzt                          |
| Burak Koca                               | Physiotherapeut                          |
| Mustafa Korkmaz                          | Physiotherapeut                          |
| Erkan Özyılmaz                           | Physiotherapeut                          |
| Samet Polat                              | Physiotherapeut                          |
| Ozan Abaylı                              | Masseur                                  |
| Batuhan Ercan                            | Masseur                                  |
| Sedat Peker                              | Masseur                                  |
| Serdal Yılmaz                            | Masseur                                  |
| Mestan Hüseyin Çilekçi                   | Ernährungsberater                        |
| Zeugwarte                                |                                          |
| Hasan Çelik                              | Zeugwart                                 |
| İlyas Gökçe                              | Zeugwart                                 |
| Veli Muğlı                               | Zeugwart                                 |

### Trikots
| Heim | Auswärts | Ausweich |

Traditionellerweise tragen die Spieler Galatasarays rot-gelbe (mit 50 % von beiden Farben, genannt Parcali) Trikots, meist mit roten oder weißen Hosen und roten Stutzen.

## Rekorde
Bei gleicher Anzahl von Statistiken sind die Spieler alphabetisch nach Nachnamen bzw. Künstlernamen sortiert.
Fettgedruckte Spieler sind noch in der Mannschaft aktiv.

### Die meisten Spiele
| Rang                   | Name               | Einsätze | Zeitraum  |
| ---------------------- | ------------------ | -------- | --------- |
| 01.                    | Bülent Korkmaz     | 588      | 1984–2005 |
| 02.                    | Fernando Muslera   | 551      | 2011–2025 |
| 03.                    | Hakan Şükür        | 531      | 1992–2008 |
| 04.                    | Cüneyt Tanman      | 499      | 1974–1990 |
| 05.                    | Arif Erdem         | 485      | 1991–2005 |
| 06.                    | Sabri Sarıoğlu     | 475      | 2003–2017 |
| 07.                    | Ergün Penbe        | 428      | 1994–2007 |
| 08.                    | Fatih Terim        | 399      | 1974–1985 |
| 09.                    | Tugay Kerimoğlu    | 390      | 1987–2000 |
| 10.                    | Gökmen Özdenak     | 380      | 1967–1980 |
| …                      |                    |          |           |
| 88.                    | Barış Alper Yılmaz | 156      | 2021–0000 |
| Stand: 15. August 2025 |                    |          |           |

| Rang                                                    | Name               | Einsätze | Zeitraum  |
| ------------------------------------------------------- | ------------------ | -------- | --------- |
| 01.                                                     | Fernando Muslera   | 443      | 2011–2025 |
| 02.                                                     | Bülent Korkmaz     | 428      | 1987–2005 |
| 03.                                                     | Cüneyt Tanman      | 401      | 1973–1991 |
| 04.                                                     | Hakan Şükür        | 392      | 1992–2008 |
| 05.                                                     | Sabri Sarıoğlu     | 358      | 2002–2017 |
| 06.                                                     | Arif Erdem         | 348      | 1991–2005 |
| 07.                                                     | Fatih Terim        | 317      | 1974–1985 |
| 08.                                                     | Ergün Penbe        | 304      | 1994–2007 |
| 09.                                                     | Gökmen Özdenak     | 297      | 1967–1980 |
| 10.                                                     | Uğur Köken         | 296      | 1959–1973 |
| …                                                       |                    |          |           |
| 76.                                                     | Barış Alper Yılmaz | 113      | 2021–0000 |
| Stand: 2. Spieltag der Saison 2025/26 (15. August 2025) |                    |          |           |

### Die meisten Tore
| Rang                   | Name               | Tore | Zeitraum  |
| ---------------------- | ------------------ | ---- | --------- |
| 01.                    | Metin Oktay        | 348  | 1955–1970 |
| 02.                    | Hakan Şükür        | 295  | 1992–2008 |
| 03.                    | Gündüz Kılıç       | 147  | 1935–1952 |
| 04.                    | Tanju Çolak        | 145  | 1987–1991 |
| 05.                    | Gökmen Özdenak     | 140  | 1967–1981 |
| 06.                    | Arif Erdem         | 132  | 1991–2005 |
| 07.                    | Suat Mamat         | 099  | 1952–1963 |
| 08.                    | Ümit Karan         | 093  | 2001–2009 |
| 09.                    | Cemil Erlertürk    | 091  | 1938–1952 |
| 10.                    | Reha Eken          | 082  | 1944–1954 |
| 10.                    | Ayhan Elmastaşoğlu | 082  | 1959–1972 |
| 10.                    | Burak Yılmaz       | 082  | 2012–2016 |
| …                      |                    |      |           |
| 17.                    | Mauro Icardi       | 062  | 2022–0000 |
| Stand: 15. August 2025 |                    |      |           |

| Rang                                                    | Name               | Tore | Zeitraum  |
| ------------------------------------------------------- | ------------------ | ---- | --------- |
| 01.                                                     | Hakan Şükür        | 228  | 1992–2008 |
| 02.                                                     | Metin Oktay        | 217  | 1959–1969 |
| 03.                                                     | Tanju Çolak        | 116  | 1987–1991 |
| 04.                                                     | Arif Erdem         | 105  | 1991–2005 |
| 05.                                                     | Gökmen Özdenak     | 099  | 1967–1980 |
| 06.                                                     | Ümit Karan         | 072  | 2001–2009 |
| 07.                                                     | Ayhan Elmastaşoğlu | 070  | 1960–1972 |
| 08.                                                     | Burak Yılmaz       | 065  | 2012–2016 |
| 09.                                                     | Gheorghe Hagi      | 059  | 1996–2001 |
| 10.                                                     | Necati Ateş        | 054  | 2006–2012 |
| 11.                                                     | Mauro Icardi       | 052  | 2022–0000 |
| Stand: 2. Spieltag der Saison 2025/26 (15. August 2025) |                    |      |           |

### Transfers
| Rang | Name           | Saison  | Abgebender Verein   | Ablöse (in Mio. €) |
| ---- | -------------- | ------- | ------------------- | ------------------ |
| 01.  | Victor Osimhen | 2025/26 | SSC Neapel          | 75                 |
| 02.  | Gabriel Sara   | 2024/25 | Norwich City        | 18                 |
| 03.  | Mário Jardel   | 2000/01 | FC Porto            | 16                 |
| 04.  | Nicolò Zaniolo | 2022/23 | AS Rom              | 15                 |
| 05.  | Bruma          | 2013/14 | Sporting Lissabon   | 10                 |
| 05.  | Mbaye Diagne   | 2018/19 | Kasımpaşa Istanbul  | 10                 |
| 05.  | Mauro Icardi   | 2023/24 | Paris Saint-Germain | 10                 |

| Rang | Name                | Saison  | Aufnehmender Verein | Ablöse (in Mio. €)      |
| ---- | ------------------- | ------- | ------------------- | ----------------------- |
| 01.  | Sacha Boey          | 2023/24 | FC Bayern München   | 30+5 (Bonuszahlung)     |
| 02.  | Papa Alioune Ndiaye | 2017/18 | Stoke City          | 16                      |
| 03.  | Marcão              | 2022/23 | FC Sevilla          | 15                      |
| 04.  | Arda Turan          | 2011/12 | Atlético Madrid     | 13                      |
| 05.  | Bruma               | 2013/14 | RB Leipzig          | 12,5+2,5 (Bonuszahlung) |

## Trikotsponsoren und Ausrüster
| Zeitraum  | Ausrüster | Trikotsponsor                |
| --------- | --------- | ---------------------------- |
| 1977/78   |           | Volvo / PeReJa               |
| 1978/79   | Umbro     |                              |
| 1979/80   | Umbro     | halı fleks                   |
| 1980/81   | Umbro     | THY / Telefunken             |
| 1981/82   | Puma      | Telefunken / ALO             |
| 1982/83   | Puma      | MEBAN                        |
| 1983/84   | Puma      | Telefunken                   |
| 1984–1986 | Adidas    | Denizcilik Bankası / Modells |
| 1986/87   | Adidas    | Vestel                       |
| 1987–1991 | Adidas    | TürkBank                     |
| 1991/92   | Umbro     | ADEC Saat                    |
| 1992–1995 | Umbro     | Emek Sigorta / Show TV       |
| 1995–1997 | Adidas    | VakıfBank                    |
| 1997/98   | Adidas    | Bank Ekspres                 |
| 1998–2000 | Adidas    | Marshall boya                |
| 2000/01   | Adidas    | Telsim                       |
| 2001/02   | Lotto     | Aria                         |
| 2002–2004 | Umbro     | Aria                         |

| Zeitraum  | Ausrüster | Trikotsponsor                                   |
| --------- | --------- | ----------------------------------------------- |
| 2004/05   | Umbro     | Avea                                            |
| 2005–2009 | Adidas    | Avea                                            |
| 2009–2011 | Adidas    | Türk Telekom                                    |
| 2011–2014 | Nike      | Türk Telekom                                    |
| 2014/15   | Nike      | Huawei (SL) Turkish Airlines (CL)               |
| 2015/16   | Nike      | Dumankaya UNDP (SL) Turkish Airlines (CL)       |
| 2016–2019 | Nike      | Nef Turkish Airlines (EL) Turkish Airlines (CL) |
| 2019/20   | Nike      | Terra Pizza Turkish Airlines (CL)               |
| 2020–2023 | Nike      | Sixt Turkish Airlines (UEFA)                    |
| 2023/24   | Nike      | Sixt SOCAR (UEFA)                               |
| 2024/25   | Puma      | Sixt SOCAR (UEFA)                               |
| 2025–     | Puma      | Pasifik Holding SOCAR (CL)                      |

## Andere Abteilungen
Neben der inzwischen in die Galatasaray Sportif A.Ş. ausgegliederten Lizenzspielerabteilung gibt und gab es im Verein folgende Abteilungen:
Abteilung Frauenfußball
Die erste Frauenfußballmannschaft von Galatasaray wurde am 18. September 2021 vorgestellt. Die erste Trainerin der Mannschaft war die ehemalige Nationalspielerin Nurcan Çelik. In der Saison 2023/24 gewann die Mannschaft ihre erste türkische Meisterschaft. Während der Saison 2024/25 gelang es der Frauenfußballmannschaft als erste türkische Mannschaft, sich für die Gruppenphase der Champions League zu qualifizieren.
Abteilung Basketball-Herren
Die Herrenbasketballmannschaft wurde 1911 gegründet und wurde seitdem fünfmal türkischer Meister sowie 2016 EuroCup-Sieger. Ihre Heimspiele bestreitet Galatasaray im Sinan Erdem Dome.
Abteilung Basketball-Frauen
Die Frauenbasketballmannschaft wurde 1986 gegründet und wurde seitdem 13 Mal türkischer Meister. 2009 und 2018 gewann Galatasaray den Eurocup. 2014 wurden die Spielerinnen von Galatasaray Siegerin der Euroleague. Im Finale besiegten sie Fenerbahçe Istanbul mit 69:58.
Abteilung Bridge
Die Sparte Bridge wurde unter der Leitung von Ersan Feray und Cavit Turan 1997 gegründet. In den Jahren 1999, 2000 und 2009 wurde Galatasaray türkischer Meister im Bridge.
Abteilung E-Sport
Seit dem 29. November 2016 hat Galatasaray Istanbul die Abteilung E-Sport. Galatasaray hat Spieler für die Computerspiele League of Legends, Wolf Team und Zula.
Abteilung Judo
Die Abteilung Judo wurde 1984 eröffnet und gewann 2007 eine Goldmedaille bei der Istanbuler-Stadtmeisterschaft.
Abteilung Leichtathletik
Die Abteilung Leichtathletik wurde 1908 gegründet. Galatasaray gewann mit seinen Sportlern von 1951 bis 1987 14 Mal die türkische Meisterschaft und von 1929 bis 1988 16 Mal die Istanbuler-Stadtmeisterschaft. Die 1987 gegründete türkische Leichtathletik-Liga gewann Galatasaray bislang einmal im Jahr 1988.
Abteilung Motorsport

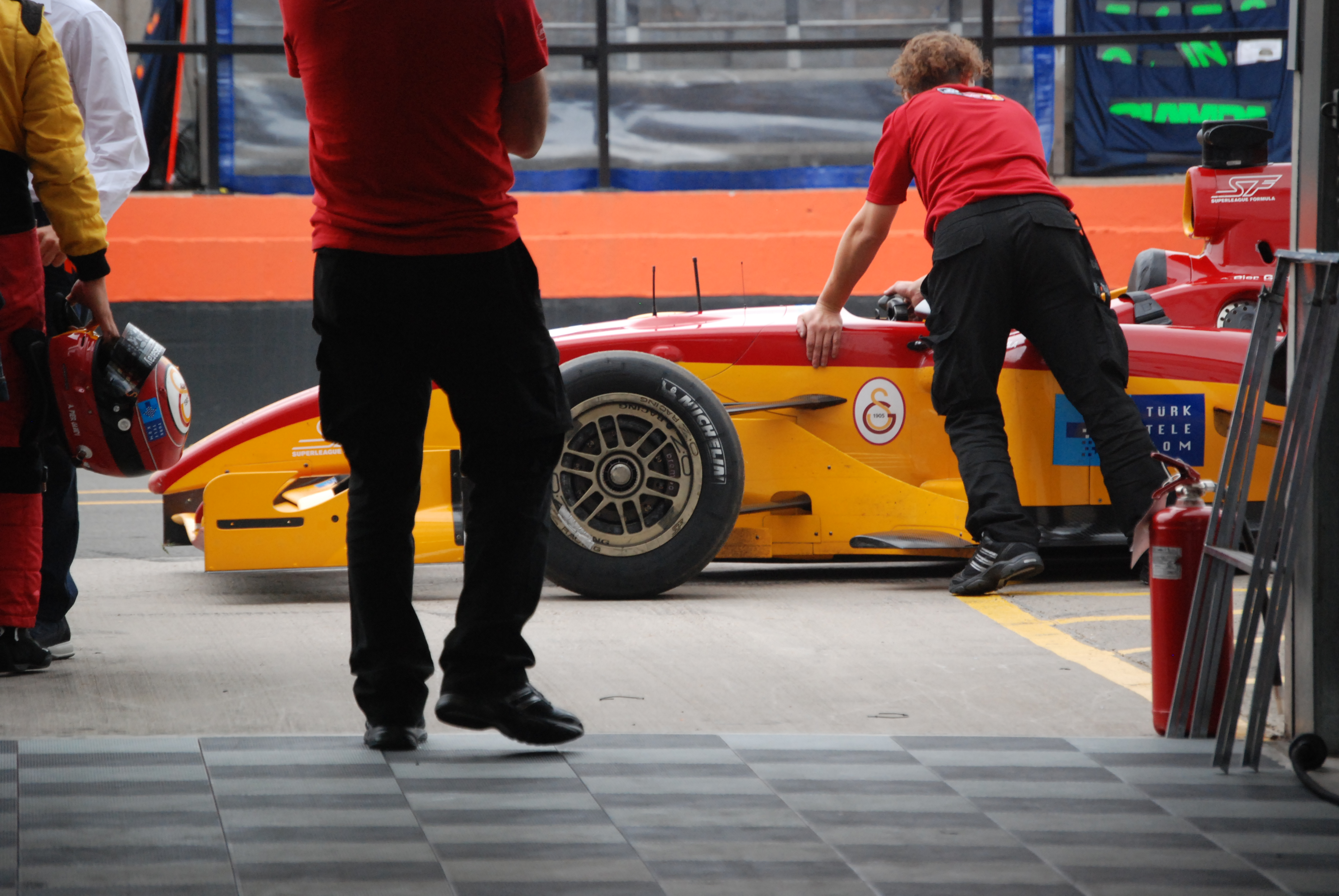
Der Galatasaray Super League Formula-Rennwagen in der Boxengasse.

Von 2008 bis 2011 nahm Galatasaray bei der Superleague Formula teil. Die beste Platzierung erreichte Galatasaray mit dem italienischen Piloten Alessandro Pier Guidi im Jahr 2008 auf dem 8. Platz.
Abteilung Reiten
Die Abteilung Reiten wurde 1931 eröffnet.
Abteilung Rollstuhlbasketball
Die Abteilung Rollstuhlbasketball wurde 2005 gegründet. Ihre Heimspiele trägt die Mannschaft im Ahmet Cömert Spor Salonu aus. Türkischer Meister wurde man neun Mal. International gewann Galatasaray fünfmal den IWBF Champions Cup und viermal den Kitakyushu Champions Cup.
Abteilung Rudern
Die Abteilung Rudern besteht u. a. aus einer Frauen- und Herrenmannschaften. Beide Mannschaften gewannen im Jahr 1953 zum ersten Mal die türkische Meisterschaft.
Abteilung Schach
Die Abteilung Schach wurde 2013 gegründet.
Abteilung Schwimmen
Die Sparte Schwimmen feierte von 1953 bis 1956 mit den Schwimmern Engin Ünal, Esfak Baytin und Yılmaz Özüak nationale Erfolge.
Abteilung Segeln
Galatasaray nahm zum ersten Mal 1912 an Wettbewerben im Segeln teil. Bei den Olympischen Sommerspielen 1960 nahm mit Zerrin Demir eine Seglerin von Galatasaray Istanbul teil.
Abteilung Tennis
Die Sparte Tennis wurde 2016 eröffnet. Am 29. Oktober 2016 wurde der Tennisprofi Marsel İlhan unter Vertrag genommen.
Abteilung Volleyball
Diese Abteilung besteht u. a. aus einer Frauen- und Herrenmannschaften. Beide Mannschaften spielen jeweils in der 1. Liga und tragen ihre Heimspiele im Burhan Felek Spor Salonu aus.
Abteilung Wasserball-Herren
Die Herrenwasserballmannschaft wurde 1910 gegründet und wurde seitdem 26 Mal türkischer Meister.
Abteilung Wasserball-Frauen
Die Frauenwasserballmannschaft wurde 2009 gegründet und wurde seitdem zweimal türkischer Meister.